# Frise du Parthénon
Vous lisez un « article de qualité » labellisé en 2014.
La frise du Parthénon ou « frise des Panathénées » est une frise ionique (sur un bâtiment dorique) en marbre du Pentélique de 160 mètres de long représentant 378 figures humaines et 245 animaux. Elle entourait le sékos (partie fermée) du Parthénon sur l'Acropole d'Athènes. Si elle a été réalisée par plusieurs artistes, elle fut sculptée très probablement sous la direction de Phidias entre 442 et 438 av. J.-C.
L'interprétation la plus répandue est qu'elle représente la procession du péplos lors des grandes Panathénées. C'est une nouveauté dans la sculpture grecque : un thème non-mythologique sur un bâtiment à vocation religieuse. La procession part du côté ouest où sont représentés les préparatifs. Elle se déroule ensuite en parallèle sur les murs sud et nord qui représentent la même chose : d'abord des cavaliers, puis des chars sur près de la moitié, ensuite des personnages masculins à pied. Le côté nord, potentiellement le plus vu, est celui qui a fait l'objet du plus d'attentions de la part des sculpteurs. La procession arrive du côté est où elle est accueillie par les dieux. Là, apparaissent pour la première fois des figures féminines. La scène de remise du péplos se trouve au centre de la frise.
Aucun texte antique expliquant ce que la frise représente ne nous est parvenu. Les historiens et archéologues ont proposé, autour de cette procession des Panathénées, des interprétations différentes. Chrysoula Kardara, Kristian Jeppese ou Joan B. Connelly y lisent des mythes fondateurs athéniens ; John Boardman y voit l'héroïsation des marathonomaques. Pour d'autres, enfin, la représentation transcenderait la simple procession et exprimerait la dédicace de l'ensemble de la cité à sa déesse tutélaire.
Dès son achèvement, la frise eut une importante influence dans l'art. Deux thèmes principaux surtout lui ont été empruntés : l’apobátês (soldat en armes, montant et descendant d'un char) et le bovin mené au sacrifice. On les retrouve dans la céramique ou la sculpture, et jusque dans la poésie de John Keats, au début du XIXe siècle. À partir de l'arrivée des marbres du Parthénon à Londres au début du XIXe siècle, leur influence se fit à nouveau sentir dans l'architecture et l'art en Occident. Les artistes copièrent et utilisèrent plus ou moins directement la frise, ou ses moulages, bien sûr principalement dans leurs œuvres néo-classiques.
La frise a été relativement peu touchée pendant des siècles, car peu visible et peu accessible, jusqu'au siège d'Athènes par les Vénitiens commandés par Francesco Morosini en 1687, quand un cinquième a été détruit, réparti sur les côtés nord et sud. Un peu moins de la moitié de la frise se trouve au British Museum, apportée par Lord Elgin ; un tiers est encore en Grèce, au musée de l'Acropole d'Athènes ; le reste est conservé dans divers musées, notamment au Louvre et au Vatican.
L'État grec réclame depuis près de deux siècles au Royaume-Uni la restitution de la partie de la frise conservée au British Museum, ainsi que d'autres éléments du décor sculpté du Parthénon.

## Le Parthénon et les Panathénées

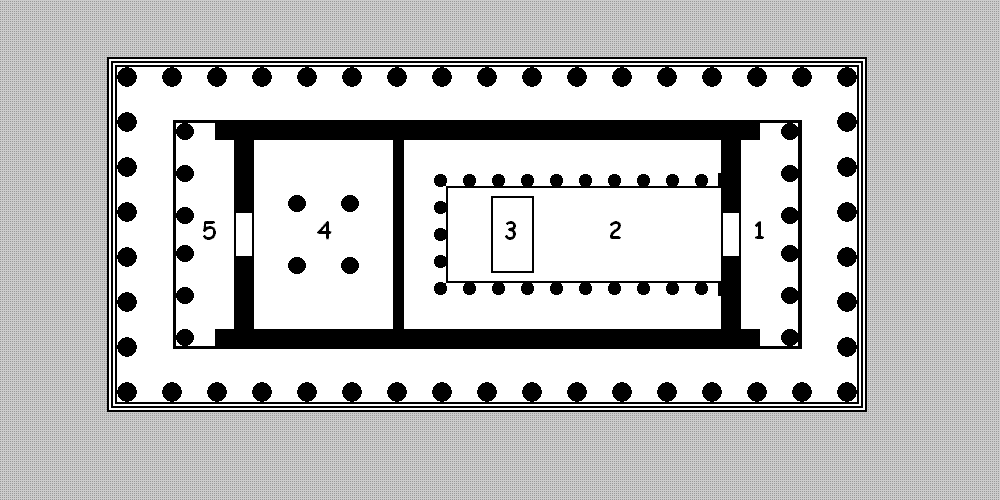
Plan du Parthénon :
1) Pronaos (côté est)
2) Naos hécatompédos (côté est)
3) Statue chryséléphantine d'Athéna Parthénos
4) Parthénon (salle des vierges, trésor) (côté ouest)
5) Opisthodome (côté ouest)

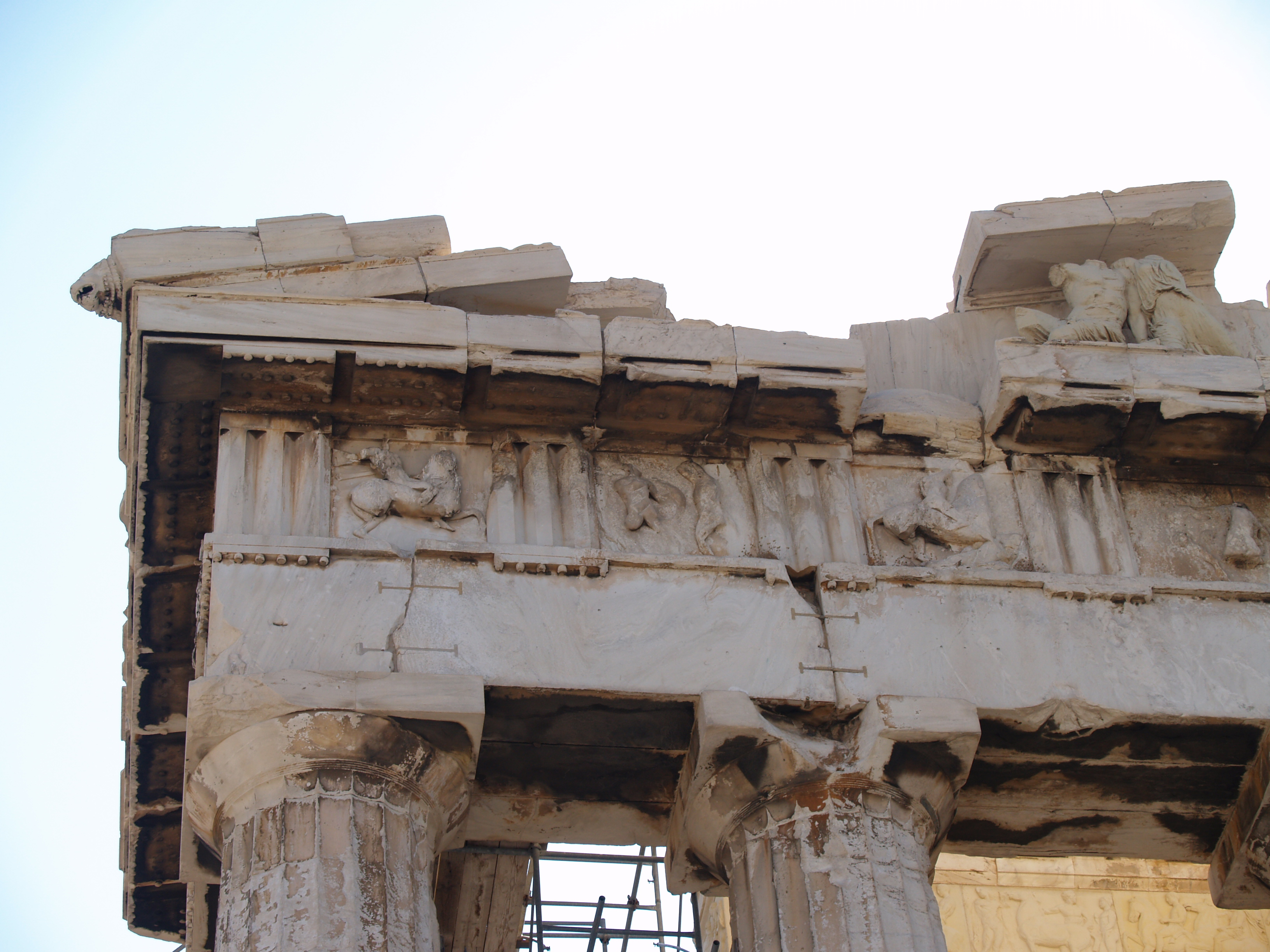
Détail de l'angle NW du Parthénon. Au-dessus des colonnes : la frise de style dorique, avec alternance de métopes et triglyphes. En arrière de la colonnade : la frise de style ionique qui entoure le naos, dite « frise du Parténon » ou « frise des Panathénées ».

En 480 av. J.-C., les Perses saccagèrent l'Acropole d'Athènes dont un « pré-Parthénon » alors en construction,,. Après leurs victoires de Salamine et Platées, les Athéniens auraient juré de ne pas achever les temples détruits, mais de les laisser tels quels, en souvenir de la « barbarie » perse,. Cependant, la puissance d'Athènes grandit peu à peu, principalement au sein de la ligue de Délos qu'elle contrôlait de façon de plus en plus hégémonique. D'ailleurs, en 454 av. J.-C., le trésor de la ligue fut transféré de Délos à Athènes. Un vaste programme de constructions fut alors lancé, financé par ce trésor ; parmi celles-ci, le Parthénon,. Ce bâtiment nouveau ne fut jamais un temple, mais un trésor destiné à accueillir la colossale statue chryséléphantine d'Athéna Parthénos.
Le Parthénon fut érigé entre 447 et 438 av. J.-C.. Le « pré-Parthénon » (peu connu) était hexastyle. Son successeur, plus grand, fut octostyle (huit colonnes en façade et dix-sept sur les côtés du péristyle). Ce très grand bâtiment mesure 30,88 mètres de large pour 69,50 mètres de long. Le sékos en lui-même a une largeur de 19 mètres. Ainsi, deux grandes salles purent être créées : l'une, à l'est, pour accueillir la statue, d'une douzaine de mètres de haut ; l'autre, à l'ouest, pour abriter le trésor de la ligue de Délos,. Le chantier fut confié à Ictinos, Callicratès et Phidias. Le projet de décor fut tout à la fois traditionnel et inédit. Les frontons furent plus grands et plus complexes que ce qui avait été fait jusque-là. Le nombre de métopes (92) était sans précédent, et ne fut jamais renouvelé. Enfin, alors que le temple est d'ordre dorique, le décor autour du sékos (normalement métopes et triglyphes) fut remplacé par une frise d'ordre ionique,. Le thème de cette frise est lié à la fête des Panathénées.
À partir de 556 av. J.-C., la principale fête religieuse d'Athènes était les Panathénées, célébrées durant le mois d'hécatombeion, avec, tous les quatre ans, en imitation des Jeux olympiques, une cérémonie plus importante, celles des « grandes Panathénées ». Ces dernières s'accompagnaient de concours sportifs et musicaux, de spectacles équestres, d'un concours de beauté masculine et même d'une régate en baie du Pirée. Les vainqueurs recevaient une amphore remplie de l'huile d'olive produite par les arbres sacrés d'Athéna. L'apogée de la fête était la procession qui se déroulait sur un peu plus d'un kilomètre entre le Dypilon et l'Acropole. Elle portait à la statue d'Athéna Polias (un xoanon conservé dans l'Érechthéion) un nouveau péplos brodé.

## Description générale
Les archéologues et spécialistes de l'art antique ont numéroté les plaques de marbre de la frise, avec des chiffres romains, et les personnages, avec des chiffres arabes. La base de la numérotation est celle adoptée par Adolf Michaelis dans le premier ouvrage de référence à faire date sur le Parthénon (Der Parthenon, 1871). Sa numérotation a été un peu adaptée par William Dinsmoor en 1954. Ian Jenkins l'a améliorée en 1994 (The Parthenon Frieze) grâce aux nouvelles découvertes : cinq plaques de plus au nord et trois de plus au sud. À l'ouest, la plaque de référence est celle du coin nord-ouest (magistrat) numérotée I, jusqu'à XVI au coin sud-ouest. La numérotation reprend à I au coin sud-ouest pour la frise sud pour atteindre XLII pour Michaelis et XLVII pour Jenkins au coin sud-est. Pour la frise nord : I au coin nord-est et XLIV pour Michaelis et XLVII pour Jenkins au coin nord-ouest (dans le sens inverse donc de la numérotation de la frise sud). À l'est, la frise est numérotée I depuis le coin sud-est à IX au coin nord-est. Les personnages sont numérotés en chiffres arabes, selon la même organisation.
La frise du Parthénon mesure à peu près 160 mètres de long,,,. Elle est sculptée en très bas-relief : en moyenne, 5,5 cm d'épaisseur,,. Ses 114 plaques sont hautes d'à peu près 1 m et larges de 60 centimètres. Elles pèsent autour de 2 tonnes. Elles sont de longueur variable. La plaque la plus longue et la plus lourde se trouve au centre du côté est (est V). Elle mesure 4,43 mètres, pèse plus de 8 tonnes et compte dix figures (cinq dieux et cinq mortels). Sa voisine (est VI), un peu plus courte, a une longueur équivalente. Ces deux plaques correspondent en fait pratiquement aux deux blocs d'architrave sur lesquels elles reposent (4,185 mètres entre les colonnes). De ce côté est, les longueurs varient de 1,26 mètre à 4,43 mètres. Les plaques est VII et VIII, considérées comme courtes, sont en fait deux fragments d'une seule plaque de 3,59 mètres brisée en deux. Sur les côtés nord et sud, la longueur moyenne est de 1,22 mètre, soit celle des blocs de marbre des murs, avec des plaques un peu plus longues au-dessus des porches (1,38 mètre à 1,705 mètre). À l'ouest, les blocs mesurent en moyenne 1,39 mètre, mais les deux avant-dernières plaques aux extrémités (ouest II et XV, les plaques I et XVI étant particulières avec un seul personnage) mesurent 1,70 mètre,,. La frise est en marbre du Pentélique. Les blocs ont été extraits d'une carrière à 19 km de l'Acropole. Là-bas, ils ont été préparés aux dimensions nécessaires avant d'être transportés et mis en place au-dessus de l'architrave ou en haut des murs du sékos pour les côtés. Il semblerait que seulement un tiers des plaques extraites aient finalement été utilisées pour la frise.
Il s'agit d'une frise ionique sur un bâtiment dorique,. La règle architecturale imposait jusqu'alors, pour un temple dorique, une « frise dorique » : alternance de métopes et de triglyphes, ces derniers se trouvant au-dessus des colonnes. Pour le sékos du Parthénon, hexastyle, cela signifiait au moins dix métopes (cinq de chaque côté au-dessus des porches). Les artistes se trouvèrent alors face au problème du nombre total de métopes. La frise dorique extérieure nécessitait quatre-vingt-douze métopes, aux thèmes liés (gigantomachie, amazonomachie, combat des Centaures et des Lapithes et guerre de Troie), mais dont les limites artistiques semblaient atteintes (des métopes sud étaient assez éloignées du thème général). De plus, une frise ionique nécessitait « moins » de travail de sculpture que des métopes, souvent en plus haut-relief. À côté de frontons, représentant un épisode mythologique, en ronde-bosse, de métopes en haut-relief, une frise ionique en très bas-relief proposant une narration s'étalant dans le temps et l'espace, offrait aussi une variété dans le décor. Enfin, le matériau utilisé pour le Parthénon, le marbre, était alors celui de l'ordre ionique, alors que les temples doriques anciens étaient en calcaire. Cependant, la décision de sculpter une frise ionique semble avoir été tardive, certaines des architraves ayant déjà les gouttes liées aux triglyphes. Cette décision eut pour conséquence la nécessité d'extraire de la carrière des plaques de marbre beaucoup plus longues (jusqu'à 4,43 mètres) que pour des métopes et triglyphes.

## Réalisation

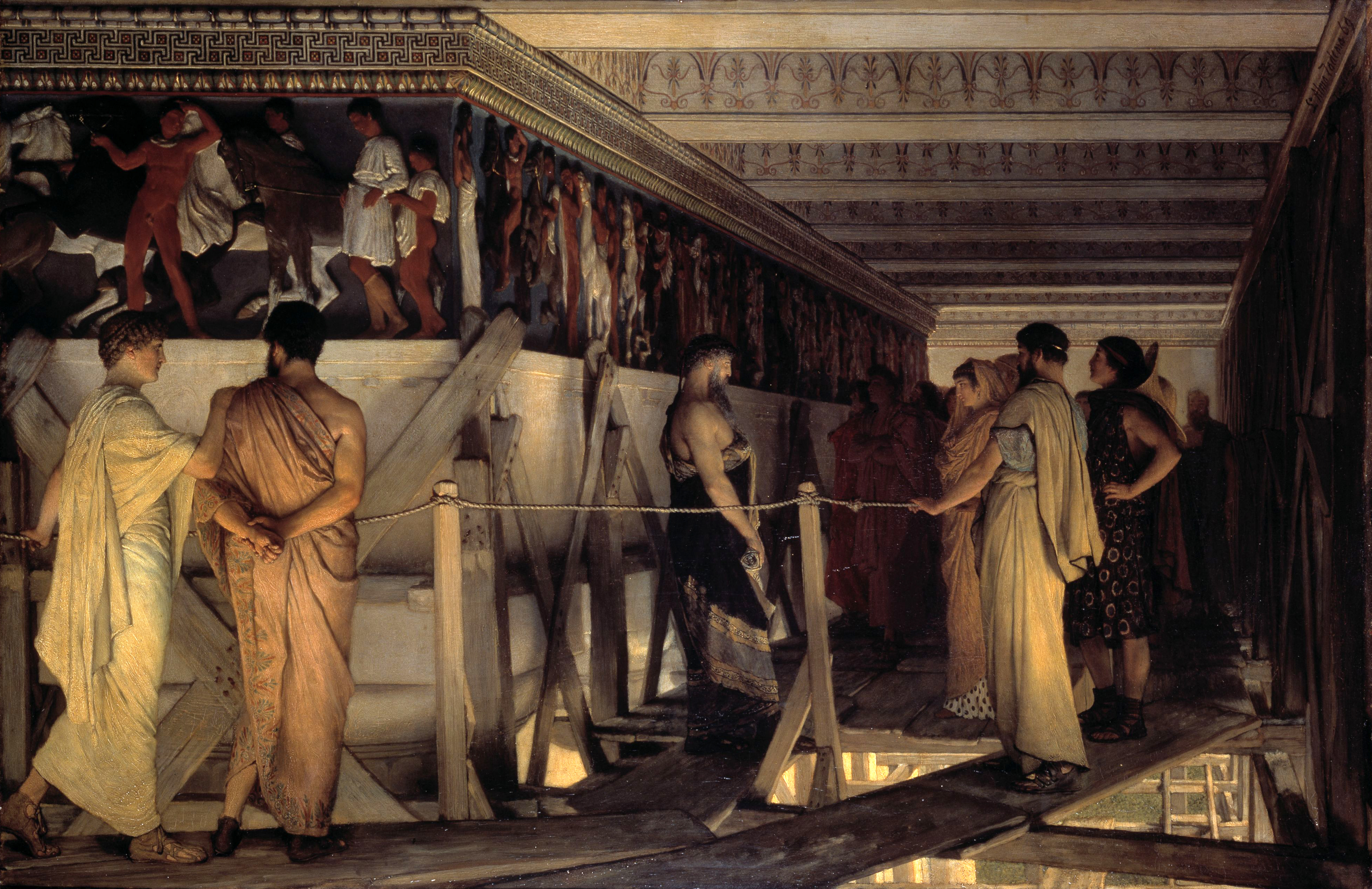
Phidias montrant la frise du Parthénon à ses amis (Lawrence Alma-Tadema), 1868.

Il n'existe aucune inscription concernant spécifiquement la réalisation de la frise du Parthénon. Le sujet unique et son unité artistique indiquent que la frise a dû être supervisée par un seul artiste organisant le travail de plusieurs sculpteurs. L'hypothèse, la plus probable, est que Phidias, ou un de ses élèves, était le maître d'œuvre,,. Plutarque (dans sa Vie de Périclès 13.4-9) indique que Phidias a supervisé l'ensemble de la construction du Parthénon et qu'il dirigeait les autres artistes. La formation initiale de peintre de Phidias aurait aussi pu lui faciliter le travail de conception. Il pourrait avoir dessiné les parties les plus importantes et les plus complexes (les côtés nord et est) et donné des indications à un assistant pour les parties moins visibles et moins significatives (le sud et l'ouest). Ce travail en « binôme » était assez répandu à l'époque : deux architectes pour le Parthénon, deux sculpteurs pour le groupe des Tyrannoctones de l'Agora, deux sculpteurs pour le décor du Trésor de Siphnos à Delphes. De plus, l'ensemble du programme du Parthénon et la taille de la frise rendent crédible ce travail à deux,,.
Les sculptures ont ensuite été réalisées par plusieurs sculpteurs. De nombreuses et vaines études ont tenté de déterminer les parties de la frise qui aurait pu être réalisées par un même artiste, en s'appuyant par exemple sur les différences dans les crinières des chevaux,. Des comparaisons ont aussi été tentées avec d'autres œuvres voisines : entre les chevaux de la frise et ceux des métopes par exemple, ou entre la frise et les frontons. Il est encore plus difficile de nommer avec certitude l'artiste qui aurait sculpté une section particulière de la frise. La qualité de la plaque centrale de la frise ouest (Ouest VIII) fait qu'elle peut être attribuée à Phidias. Ses éléments sont copiés ailleurs sur la frise mais de façon moins adroite : le cheval en Nord 98, le chitoniskos (chiton court) en Ouest 8 et Nord 64, la cape en Sud 79. Ouest VIII serait cependant la seule plaque sculptée par le maître d'œuvre. Alcamène, son élève, est aussi évoqué, par exemple pour les dieux de la plaque Est VI. Le magistrat Ouest 1 rappelle aussi son travail sur la statue de culte dans l'Héphaïstéion. D'autres sculpteurs sont évoqués : Crésilas ou Agoracritos, dont on sait que la carrière a commencé sur le Parthénon,. Des Pariens, alors très actifs, ont dû être aussi employés sur le chantier. Une hypothèse a été avancée pour expliquer certains détails invisibles depuis le sol : ainsi, le cavalier Ouest 11 a un aigle sur son casque et un gorgoneion sur son armure. Il pourrait s'agir d'une sorte de signature de la part du sculpteur.
D'autres recherches ont visé à dénombrer les sculpteurs impliqués dans la réalisation de la frise. Les résultats ont varié de trois à quatre-vingts. Une étude s'appuyant sur les comptes connus de l'Érechthéion, sur le temps mis à sculpter les 92 métopes (cinq ans), sur l'hypothèse que la frise aurait été réalisée en cinq ans et enfin sur l'hypothèse qu'un artiste serait capable de sculpter 3,5 mètres par an, a calculé que l'équipe nécessaire à la réalisation de l'ensemble de l'œuvre aurait compté neuf artistes,. Robert Spenser Stanier a proposé en 1953 une estimation d'un coût total de 12 talents pour la réalisation de la frise.
Les inscriptions relatives à la construction du Parthénon permettent de penser que les blocs de marbre ont été placés sur les murs du sékos entre 442 et 440 av. J.-C. avant d'être sculptés (contrairement aux métopes, sculptées au sol avant d'être positionnées),. Une fois amenés depuis la carrière du Pentélique et montés sur l'Acropole, les blocs de la frise étaient préparés au sol avant d'être mis en place à une dizaine de mètres de haut : anathyrose pour les faces en contact avec les blocs voisins et polissage pour la face destinée à recevoir les sculptures. Aux quelques endroits vierges de toute sculpture, les traces de coups de ciseau montrent que le bloc avait été préparé avant d'être mis en place,. Les blocs de frise étaient attachés aux blocs des murs ou d'architrave par des chevilles de fer installées dans du plomb fondu. Les chevilles de la frise est sont plus simples que celles utilisées pour la frise ouest, ce qui pourrait suggérer que les blocs est ont été mis en place avant ceux de l'ouest. Les traces de levier montrent que les blocs externes ont été installés en premier, puis les blocs centraux et enfin les blocs intermédiaires. Par la suite, l'artiste coordonnateur a pu tracer sur la surface un dessin préparatoire, laissant ses assistants réaliser le bas-relief,. Les traces laissées par le compas sont encore visibles pour les roues des chars. De même, les têtes, les mains et les jambes pliées des cavaliers, les jambes antérieures des chevaux cabrés et les sabots de tous les chevaux sont organisés de façon sinusoïdale afin de faciliter le travail de sculpture.

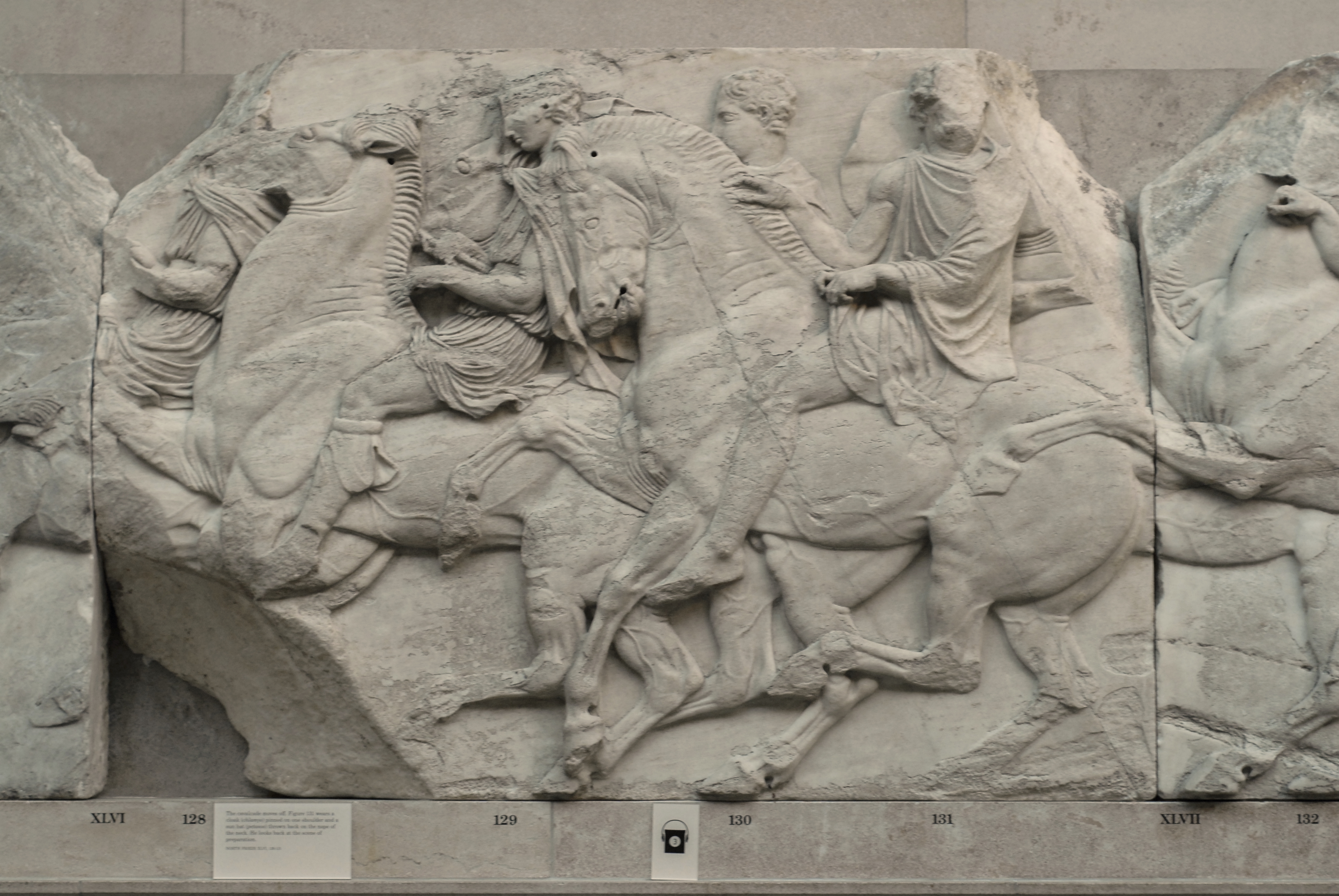
Plaque nord XLVI : l'erreur de sculpture (œil de la tête d'un cheval) est visible entre la tête du premier cheval à gauche et son cavalier.

Les outils utilisés sont, plus ou moins, les mêmes que ceux qui seraient employés de nos jours : pointes et perceuses pour dégauchir et créer des zones profondes comme celles de l'intérieur des roues des chars, ciseaux à dents et ciseaux plats pour le travail principal, râpes, abrasifs (probablement de l'émeri et des pierres ponces) et toujours les perceuses pour les finitions. Ces dernières, très précises au point de servir à sculpter les coins des bouches, ont été abondamment utilisées, plus que les ciseaux. Elles ont permis la sculpture minutieuse des multiples plis des draperies et des espaces entre les doigts et orteils mais, aussi, à percer les trous. Ces trous servaient à fixer, avec du mortier, le décor métallique et d'autres éléments du décor qui ne pouvaient être gravés directement sur le bloc. Ce sont, par exemple : la mâchoire du cheval Nord 122, le décor (gorgone ?) de l'armure du cavalier Nord 47 ou les pieds des tabourets de la frise est. Les traces d'outils ont presque toutes été effacées ensuite. Cependant, à l'arrière du trône de Zeus, subsistent quelques marques d'un ciseau plat et de coups de râpe entre les plis des draperies et sur la joue d'Artémis. La correction d'une erreur est visible sur la plaque nord XLVI : sur le dessin préparatoire, la tête du cheval Nord 130 était trop avancée pour respecter les proportions anatomiques. Le sculpteur s'en est rendu compte après avoir commencé le travail. Il a alors reculé la tête du cheval et dissimulé l'erreur dans les plis de la chlamyde du cavalier Nord 129. Le résultat est que le vêtement est un peu trop avancé par rapport à la poitrine de l'homme et qu'on aperçoit encore l'œil du cheval.
Des archéologues et spécialistes de l'art antique contestent que la frise ait été sculptée au sommet des murs,. Les plaques des côtés est et ouest n'ayant qu'un seul sujet seraient présumées avoir été sculptées dans un atelier au sol,. D'autres indices laissent plutôt penser que les plaques ont été sculptées in situ. Un léger espace, appelé scamillus, a été ménagé dans les blocs à la base (3,6 centimètres de profondeur sur 0,8 centimètre de haut) et au sommet (5,6 centimètres de profondeur sur 1,7 centimètre de haut). Cet espace pouvait faciliter la sculpture des pieds, sabots et têtes. Par ailleurs, de l'avis du sculpteur contemporain et historien d'art Peter Rockwell, il est plus facile de déplacer un sculpteur qu'une masse de plus de deux tonnes, aux détails très fins et fragiles. Il est aussi plus facile de maintenir l'alignement des sculptures si elles sont réalisées in situ. En outre, cela libérait la place au sol car les 92 métopes et les figures monumentales des deux frontons y étaient aussi fabriquées.
Les échafaudages étaient de toute façon nécessaires aux finitions peintes qui ne pouvaient être faites qu’in situ. Les derniers blocs sculptés auraient été ceux de la frise est, terminés vers 438 av. J.-C. La frise est placée très haut, et donc potentiellement peu visible. Pour avoir le meilleur angle de vue il faut se placer à l'extérieur de la colonnade, à environ vingt mètres du bâtiment (et dans ce cas, les colonnes bouchent en partie la vue). Pour compenser ce défaut, les blocs de marbre ont été sculptés de façon que le haut soit un peu plus avancé que le bas, les faisant ainsi légèrement pencher vers les spectateurs. De plus, l'usage de la couleur rendait la frise plus visible,,,,. Toute trace de peinture a aujourd'hui disparu. Cependant, il est possible de conjecturer, à partir de ce qui est connu pour le « Théséion » et des statues classiques : le fond devait être bleu ; les chevaux qui se superposent devaient être de différentes robes ; des détails, trop difficiles à sculpter devaient être simplement peints (branches d'olivier ou queues des chevaux par exemple). Divers objets de métal devaient orner la frise, comme l'attestent les nombreux trous placés dans les rênes des chevaux, les couronnes (celle de laurier d'Apollon par exemple) ou les attributs des dieux,.

## Sources et influences potentielles

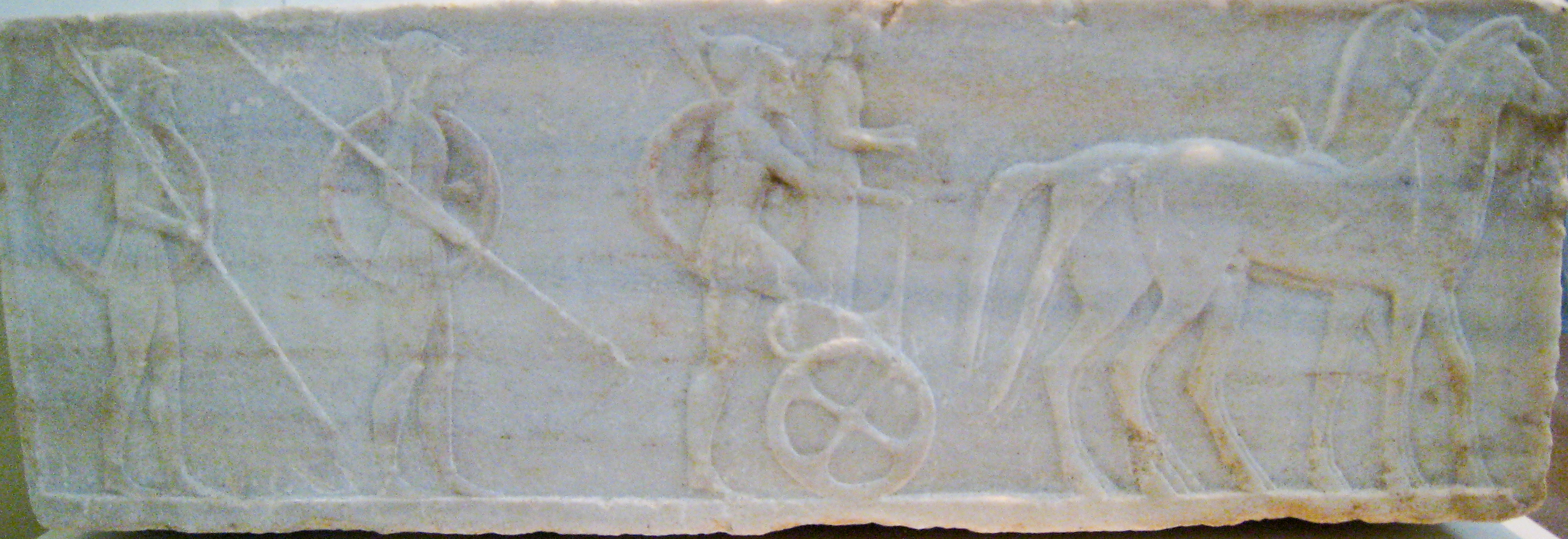
Base d'un kouros (vers 500 av. J.-C.) ayant pu inspirer Phidias pour la frise du Parthénon.
NAMA 3477 (Musée national archéologique d'Athènes).

La frise du Parthénon a quelques précédents. Le temple (dorique) d'Athéna à Assos, datant du 3e quart du VIe siècle av. J.-C. arbore une courte frise ionique représentant les Travaux d'Héraclès. A. W. Lawrence en 1951 et Margaret Root en 1985 considèrent qu'il pourrait y avoir un lien avec la frise du palais de Darius à Persépolis. Plus sûrement, la frise du Trésor de Siphnos à Delphes, datant de 525 av. J.-C. a pu séduire Phidias. Celui-ci avait été commissionné vers 460 av. J.-C. pour réaliser sur le sanctuaire un monument commémorant la victoire athénienne de Marathon. La frise siphnienne contient des éléments qui sont repris sur la frise du Parthénon : une seule figure en coin, tournée vers la frise qui se déroule ; les chars et apobátai (pluriel d’apobátês, soldats en armes montant et descendant du char, même si sur la frise les apobátai n'ont ni armes ni bouclier) ; les dieux assis représentés plus grands que les mortels. Enfin, l'ancien temple dédié à Athéna sur l'Acropole (détruit pour faire place au « pré-Parthénon ») pourrait avoir eu une frise de type ionique sur un bâtiment dorique. Des fragments retrouvés dans les fouilles suggèrent, en effet, la présence d'éléments de frise au moins sur deux côtés du temple. De même, les bases des statues, votives ou funéraires, avaient des frises sur leurs quatre côtés. Certaines figures particulières rappellent aussi d'autres sculptures. Ainsi, le cavalier (encore à pied) Ouest 9 (plaque V) est très proche du « canon » tel que défini par Polyclète, malgré sa tête tournée vers l'arrière. Une autre figure (Ouest 4 plaque III), faisant un geste de diadumène ressemble à une stèle funéraire trouvée à Delphes datée de 460-450 av. J.-C.. La pose de la figure Ouest 15 (plaque XIV), essayant de calmer le cheval cabré, évoque les représentations les plus courantes de Marsyas, par Myron, mais aussi sur des vases.

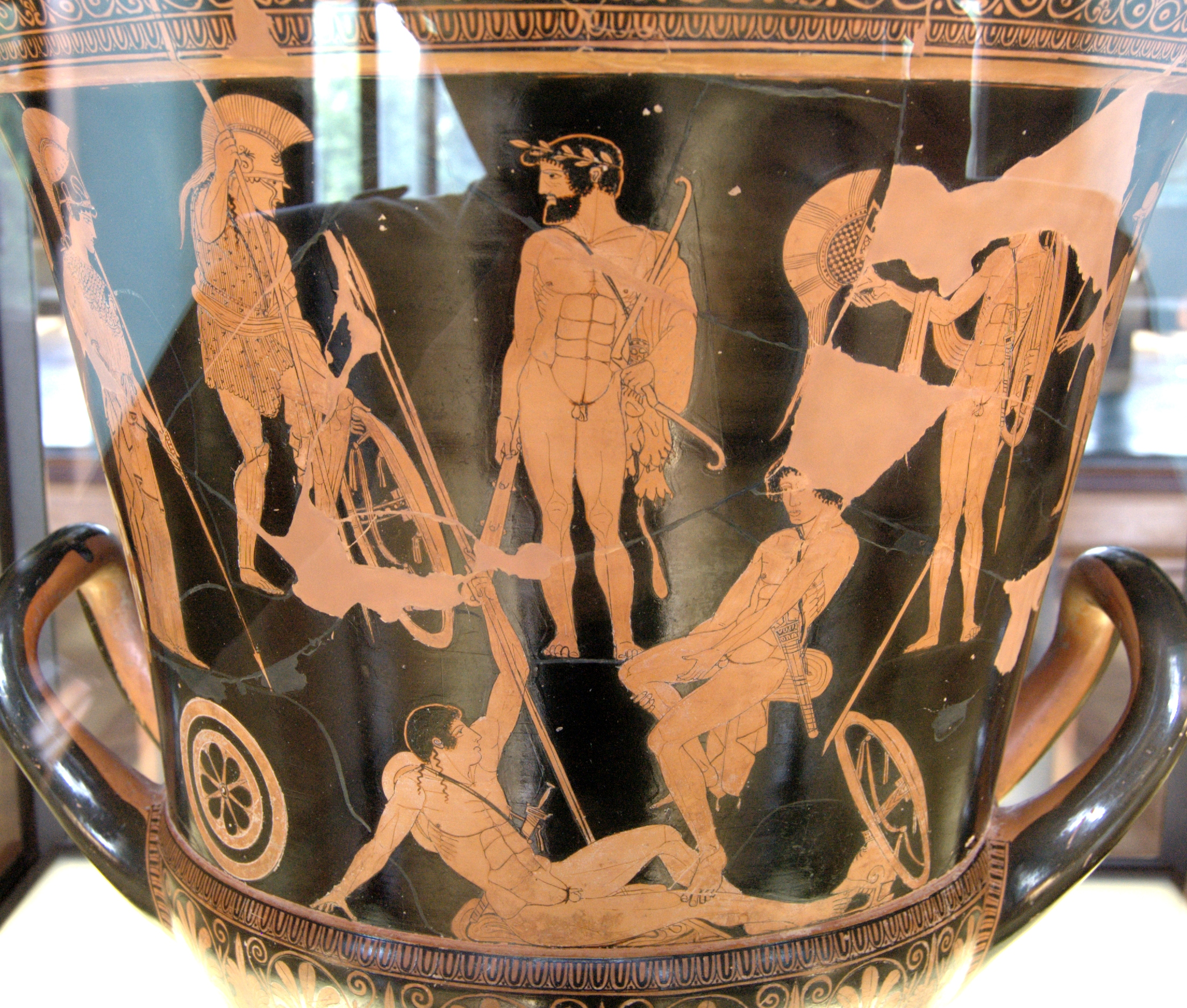
Cratère par le Peintre des Niobides. La pose du soldat prenant son bouclier, pied levé, rappelle les figures sur la frise attachant leur sandale (Ouest 12 et 29).
G341 (Musée du Louvre)

Des peintures ont pu influencer Phidias : ainsi, seize grandes plaques funéraires (pinax) du VIe siècle av. J.-C. par Exékias représentent une procession de cavaliers et chars. Ce type de procession peinte était assez populaire dans l'Attique de l'époque, depuis les vases jusqu'aux œuvres de grande taille qui ont toutes disparu. La fresque de la bataille de Marathon dans la Stoa Poikilè réalisée par Panénos, frère ou cousin de Phidias - Strabon est le seul à mentionner qu'il est son neveu - est ainsi évoquée comme une des sources d'inspiration de la frise du Parthénon. Phidias, peintre de formation, avait travaillé à Olympie avec Panénos. La fresque, décrite par Pausanias et Pline qui se déroule, comme la frise, dans le temps et l'espace sont les deux seuls exemples qui existent dans l'art grec antique,. La grande peinture ayant intégralement disparu, ce sont les céramiques, qui s'en inspiraient, qui transmettent ses thèmes récurrents. Ainsi, l'attache d'une sandale, geste courant sur les vases et les stèles funéraires, est utilisé pour les figures Ouest 12 et 29 de la frise. La pose de Déméter, main sous le menton, est aussi présente sur les céramiques.

## Procession

Plan schématique de la frise

La longueur de l'ensemble sculpté se prête à la représentation d'une procession,. Les préparatifs sont présentés du côté ouest du bâtiment, que les visiteurs qui arrivaient sur l'Acropole par les Propylées voyaient donc en premier. Elle se déroule ensuite d'ouest en est, de chaque côté du sékos. À l'est, la procession est accueillie par les dieux,,,. Au total, elle représente 378 personnes et 245 animaux (227 chevaux ainsi que 14 bovins et 4 ovins pour le sacrifice),. La proportion totale de cavaliers est de 46 % de l'ensemble de la frise. Il semblerait qu'en choisissant de faire passer la procession en parallèle de chaque côté du bâtiment, Phidias ait voulu éviter qu'elle en fasse le tour et qu'elle se trouve à progresser en sens contraire. La majeure partie de la frise représente une cavalcade. Il pourrait ici s'agir d'un choix artistique : les nombreuses attitudes des chevaux, cavaliers et chars évitent la monotonie d'une simple procession à pied. La partie ouest (frise ouest et moitié ouest des frises nord et sud) est généralement interprétée comme un moment dynamique et bruyant, tandis qu'à partir du moment où les personnages sont à pied, la procession semble se faire plus calme, lente et accompagnée de musique, donc audible,.
La frise répond à la règle traditionnelle d'« isocéphalie » qui voulait que toutes les figures représentées aient sur la même ligne les pieds (en fait le bas des plaques) et les têtes (pratiquement au sommet de la plaque). Cela nécessita des adaptations de la part des sculpteurs : les chevaux sont représentés plus petits, trop petits même pour leurs cavaliers, tandis que les dieux sont un tiers plus grands que les mortels. Pour éviter la « monotonie », les concepteurs de la frise lui ont donné un rythme (a-b-a : lent-vite-lent), plus visible pour les animaux du sacrifice que pour les humains : une génisse marche doucement, une autre est agitée, une troisième se calme,. Les personnages faisant les mêmes gestes sont aussi représentés à différents stades consécutifs du geste : ainsi, pour les jeunes gens portant des hydries, le premier rencontré dans le déroulement de la frise se penche pour prendre son vase, le suivant place le sien sur son épaule, le suivant ajuste son hydrie, le premier de la file marche. Enfin, pour rompre le rythme, un magistrat est placé à intervalles irréguliers le long de la frise / procession. D'un autre côté, sur les 130 figures masculines à cheval, toutes sont de profil, les jambes pendantes. Il n'y a que deux exceptions : le cavalier Nord 120 est vu de trois-quarts dos et la jambe du cavalier Sud 9 est pliée. Toutefois, il pourrait ici s'agir de la nécessité de remédier à un défaut dans le marbre.
Seules deux figures humaines (et masculines) sont nues, ainsi qu'Éros. Toutes les autres sont plus ou moins vêtues, ne serait-ce que d'une simple chlamyde. Cela diffère des représentations traditionnelles, où le nu masculin est la règle. Presque tous les personnages représentés sont donc vêtus, permettant un grand travail sur les draperies et leur mouvement. Cela accentue l'impression que la procession se déplace. Par contraste, les himations des femmes (plus lourds) et les vêtements des dieux sont statiques, ce qui souligne la solennité du moment. Les vêtements sont sculptés de façon réaliste, jusqu'à la bordure flûtée en bas des himations et chlamydes comme c'était la mode alors à Athènes. Pourtant, ce détail est difficilement visible à la hauteur où se trouve la frise. Les détails des chaussures ont aujourd'hui disparu, car ils faisaient partie du décor peint. L'anatomie est aussi très naturaliste, au point que les veines sont sculptées sur les mains (main de Poséidon par exemple ou des magistrats Est 49 et 52) ou sur les jambes des chevaux. L'âge des personnes est aussi signifié, avec un corps un peu plus « lourd ». Les coiffures jouent un rôle similaire : les adolescents ont les cheveux longs ; les hommes les cheveux courts ; les plus vieux à nouveau les cheveux longs. Les femmes ont toutes les cheveux longs : les jeunes en queue de cheval, les plus âgées relevés. En général, cependant, il y a une insistance sur la jeunesse des participants : il y a peu de barbus (norme de représentation de l'âge). Les visages sont très peu expressifs, voire sans expression, même si cela pourrait signifier leur recueillement religieux. Il se pourrait aussi que ces visages, génériques, soient un portrait idéalisé des Athéniens.

### Côtés ouest, nord et sud

#### Côté ouest

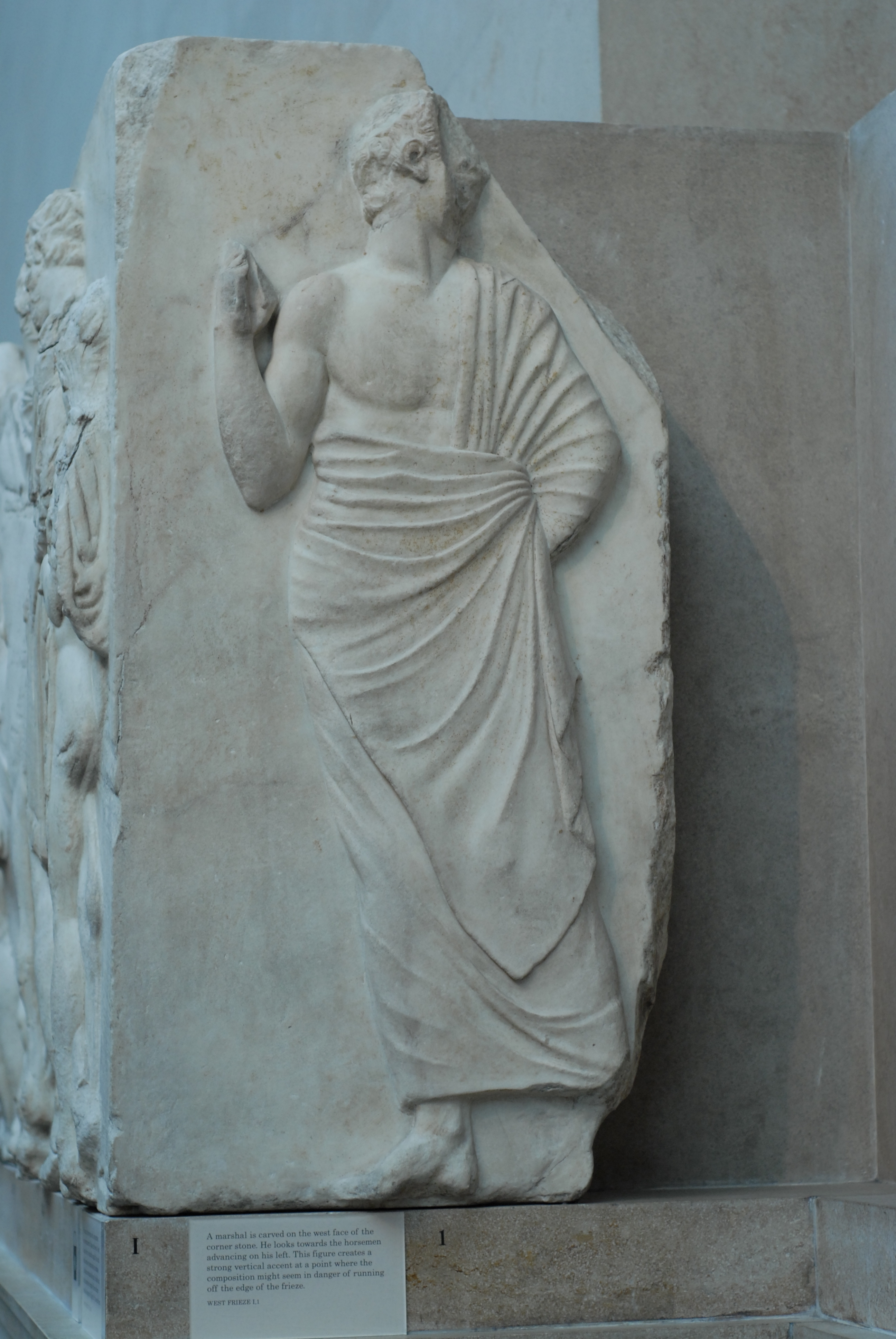
Plaque Ouest I, figure Ouest 1 : magistrat, démarrage de la procession. Coin nord-ouest du Parthénon. (British Museum)

Toutes les plaques du côté ouest ont un thème unique : les préparatifs avant le départ,,. La dimension de chaque plaque a été adaptée au sujet qu'elle devait représenter, et non l'inverse, car il n'y a aucun débordement des gravures d'une plaque sur l'autre. Elles ont pu aussi être sculptées au sol avant d'être mises en place. Les plaques de la moitié sud de ce côté ouest représentent six chevaux sans cavalier et des hommes à pied, le tout sous la supervision d'un homme qui tient une tablette à la main. Parmi les chevaux, l'un, manifestement jeune, a la crinière non taillée ; un autre se cabre et deux hommes ne peuvent le contrôler,.
La plaque Ouest II représente deux jeunes hommes à cheval dont le premier se retourne et fait un geste avec la main au-dessus de la tête. Les différences de style sont telles sur cette plaque qu'elle a dû être sculptée par plusieurs artistes. La variété d'actions et de vêtements sur l'ensemble des plaques ouest suggère que les instructions données aux sculpteurs ont dû être succinctes. Elles ont donc été certainement réalisées en premier, peut-être même avant 440 av. J.-C. Quelques-uns des cavaliers et des chevaux sont tournés vers la droite des spectateurs, mais la grande majorité est tournée vers la gauche, vers le nord, car le chemin le plus facile pour faire le tour du Parthénon en arrivant des Propylées passe par le côté nord du bâtiment. Par conséquent, le travail de sculpture a été plus soigné sur la frise nord,,,.

#### Côté nord
La procession part du coin nord de la frise ouest avec une plaque courte, habituellement désignée comme plaque no  I dans les descriptions. Elle représente un magistrat. Les plaques de la frise nord mesurent en moyenne 1,22 mètre de long,. Ses sculptures ignorent les ruptures de plaques. Elles se poursuivent de l'une à l'autre, en continuité, à l'exception des éléments « uniques », comme la tête des cavaliers qui ne sont pas divisés. Cette continuité confirme que les sculptures ont été réalisées sur les plaques de marbre déjà installées au sommet du mur.
La première plaque sur le côté nord est une des plus longues. Deux cavaliers ne sont pas encore montés sur leurs chevaux. Un des jeunes hommes est presque nu (convention artistique répétée régulièrement tout au long de la frise), simplement vêtu d'une chlamyde attachée au cou et flottant derrière lui. Il fait le même geste au-dessus de la tête que le cavalier sur la deuxième plaque du côté ouest. L'autre cavalier porte un chiton qu'attache un jeune garçon, dernière figure de la frise nord. Cette plaque fait donc la liaison entre les deux côtés du bâtiment,,. Les vingt plaques suivantes, composant quasiment l'intégralité de la procession de ce côté du bâtiment, représentent soixante ou soixante-deux cavaliers. Ces sculptures ont été réalisées par plusieurs artistes, placés sous la direction d'un seul, pour assurer la cohérence de l'ensemble. Les cavaliers et leurs montures sont représentés, avançant de front, par rangs de six et parfois sept ou huit. L'illusion de la perspective est due à la profondeur du bas-relief qui s'accentue selon l'éloignement du cheval. La plupart des chevaux vont au trot, quelques-uns au galop, mais tous tentent de se maintenir au même rythme,,,,,. La cavalcade est ainsi divisée en rangs, avec un chef de file (le cavalier de tête), celui sculpté devant sur les deux plans : devant les autres cavaliers dans le sens de la marche et devant les autres cavaliers sur la profondeur de la frise sculptée. Souvent, il est tourné ou regarde vers les spectateurs. Cette organisation spatiale qui donne une impression de profondeur est ici utilisée pour la première fois. Elle permet aussi de représenter le maximum de chevaux dans le minimum d'espace. L'organisation de la cavalcade sur la frise sud est claire (dix groupes de six). Au contraire, sur la frise nord, il est plus difficile de déterminer le nombre de groupes et le nombre de cavaliers cheminant de front et les auteurs divergent dans leur description des soixante cavaliers,,.
Les chevaux et leurs attitudes sont tous différenciés. Cependant, les pattes arrière sont toutes pliées de façon que l'arrière du cheval soit plus bas que l'avant, afin de libérer l'espace nécessaire à la représentation du cavalier. Pour cette même raison, les chevaux sont aussi sculptés à une échelle plus réduite,,,,,. Les cavaliers, tous différents, peuvent être nus, par convention esthétique, en tunique, avec un manteau ou équipé d'une cuirasse. Certains portent un couvre-chef : bandeau, chapeau, bonnet scythe et casques divers,,,.
Les parties suivantes de la frise nord ont été les plus endommagées par l'explosion de 1687. Il n'en subsiste que quelques fragments. Elles ne sont connues que par des descriptions ou des dessins, comme ceux attribués à Jacques Carrey. Aussi, décomptes et interprétations divergent. Devant les cavaliers, se trouvait un groupe de dix ou douze quadriges, chacun portant un aurige en chiton et un apobátês. Les chars sont accompagnés d'un magistrat à pied. Tous les personnages précédant les chars, sont à pied. La procession devait alors entamer la montée vers l'Acropole dont cavaliers et quadriges ne pouvaient négocier la pente. Les personnages à pied sont principalement connus par les dessins dits de Carrey,,,,, ainsi que par une plaque retrouvée dans les murs d'une maison construite par un Ottoman sur l'Acropole. Le bloc de marbre, récupéré lors de la démolition de la maison après la guerre d'indépendance, est conservé au musée de l'Acropole,. Le groupe à pied était composé de seize hommes âgés, de huit musiciens jouant de la lyre et de l'aulos, de quatre jeunes gens portant des hydries (hydriaphoroi) ou des plateaux d'offrandes (skaphephoroi), ainsi que du bétail (quatre génisses et quatre brebis) destiné au sacrifice,,,.

#### Côté sud
La frise sud est quasiment identique à la frise nord. Il y a aussi soixante cavaliers, organisés en dix groupes de six, de façon bien plus évidente que sur la frise nord. Les tenues sont ainsi immédiatement identifiables et groupées : bonnet scythe (alopekis) pour les six premiers ; tête nue et simple chlamyde pour les six suivants ; tête nue et chitoniskos (tunique courte) avec double ceinture pour le troisième groupe ; tête nue, tunique et chlamyde pour les six suivants ; tête nue et armure de métal pour les suivants ; tête nue et armure de cuir pour la demi-douzaine suivante ; casque attique pour le septième groupe ; pétase pour le neuvième groupe. Le nombre de chars varie selon les descriptions qui en comptent plus au sud qu'au nord comme Jenifer Neils, ou moins au sud qu'au nord, comme Cook,,,,,,.
La représentation de la cavalcade est moins détaillée que de l'autre côté du bâtiment (avec des exceptions : la plaque III et celle des chevaux au galop avec les chars sont de très grande qualité). Cette frise sud étant moins vue, les analystes présument que des artistes moins doués y ont été délibérément employés. Il se pourrait aussi que la réalisation de cette partie ait été retardée au profit de travaux plus importants et qu'elle ait donc été terminée dans l'urgence. Et enfin, l'artiste ayant réalisé le dessin préparatoire du sud était peut-être moins doué que celui du nord. C'est aussi sur cette partie de la frise que les différences de technique entre les nombreux sculpteurs sont les plus marquées (comme pour les crinières des chevaux). La disposition des chevaux est sans imagination (dix groupes de six) contrairement au nord où elle est plus variée. Il n'y a qu'une seule plaque avec des chars : sur l'un des fragments, le char roule, conduit par l’apobátês ; sur un autre fragment, le char est arrêté et l’apobátês est descendu : aucun n'est représenté en mouvement. La partie représentant les personnages à pied a, elle aussi, presque totalement disparu lors de l'explosion de 1687 et n'est connue que grâce aux dessins attribués à Carrey. Les personnages à pied pourraient être au nombre de dix-huit au sud contre seize au nord. Il semblerait qu'il n'y ait aucun musicien au sud, mais plutôt quatre jeunes hommes portant des objets rectangulaires (des tablettes, des pinax ?), à moins que Carrey ait mal représenté la caisse de résonance des lyres,,,,,,. Dix génisses sont les seuls animaux menés au sacrifice représentés sur la frise sud,,.

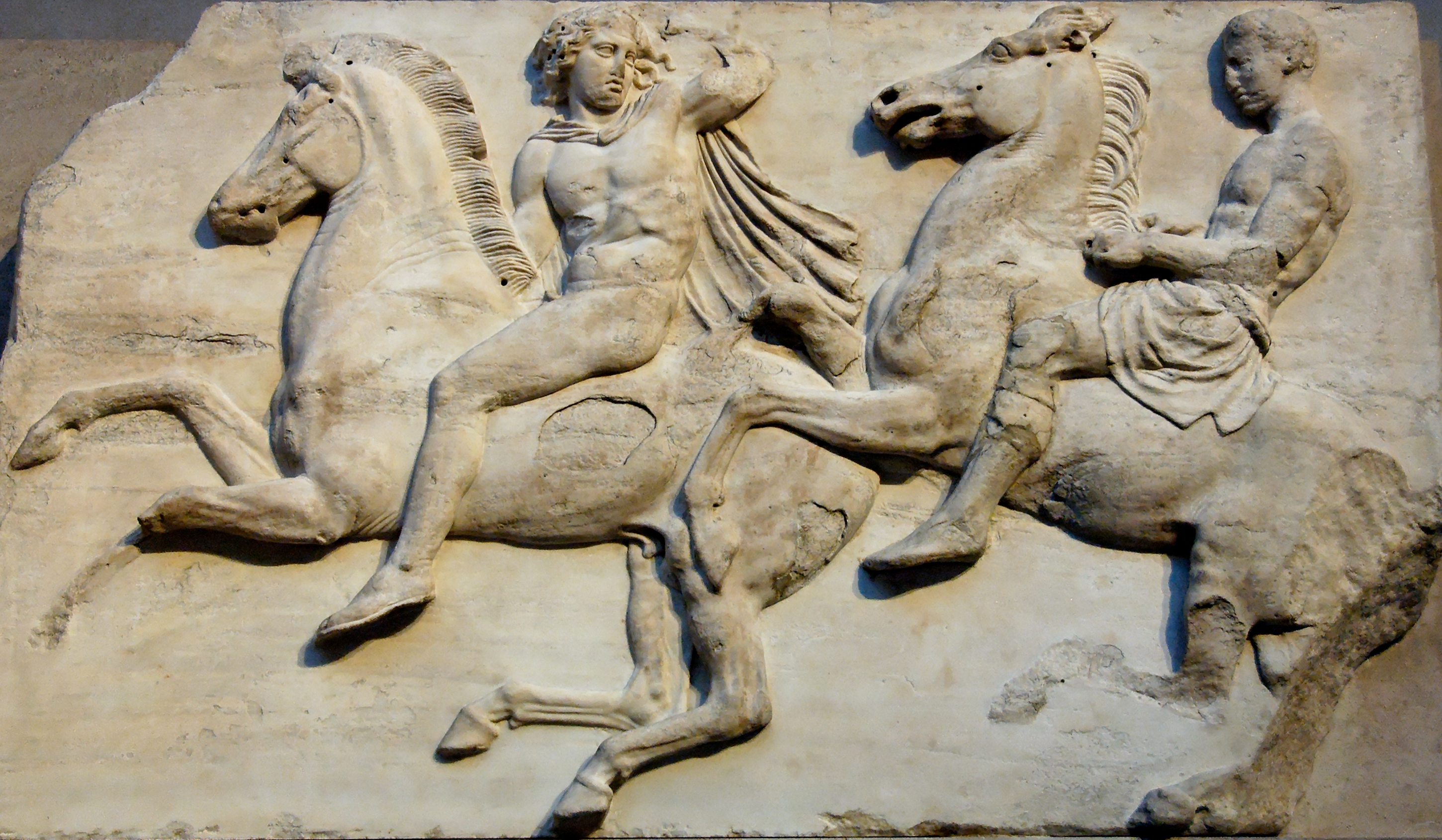
Premiers cavaliers, frise ouest (British Museum)
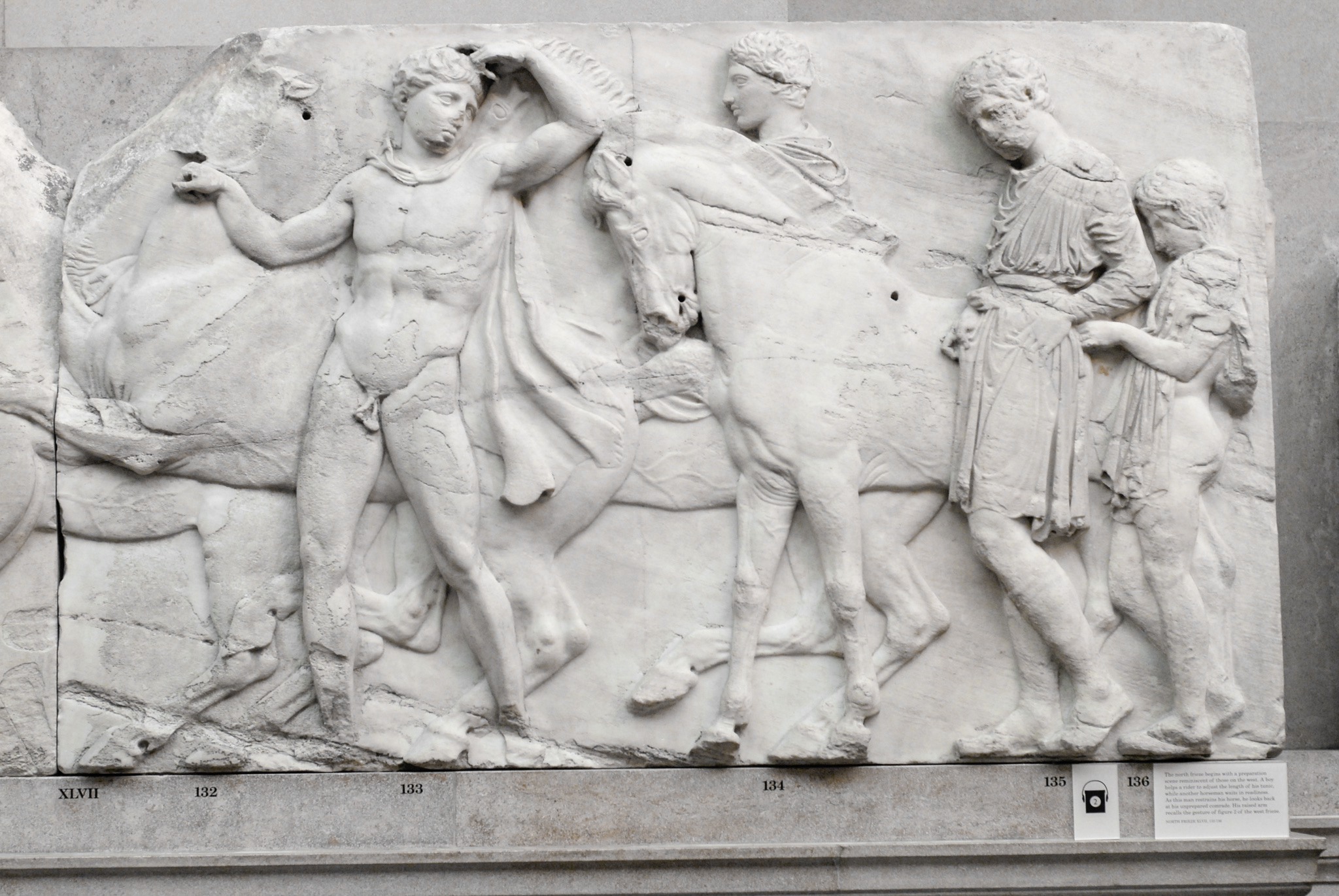
Premiers cavaliers, frise nord (British Museum)
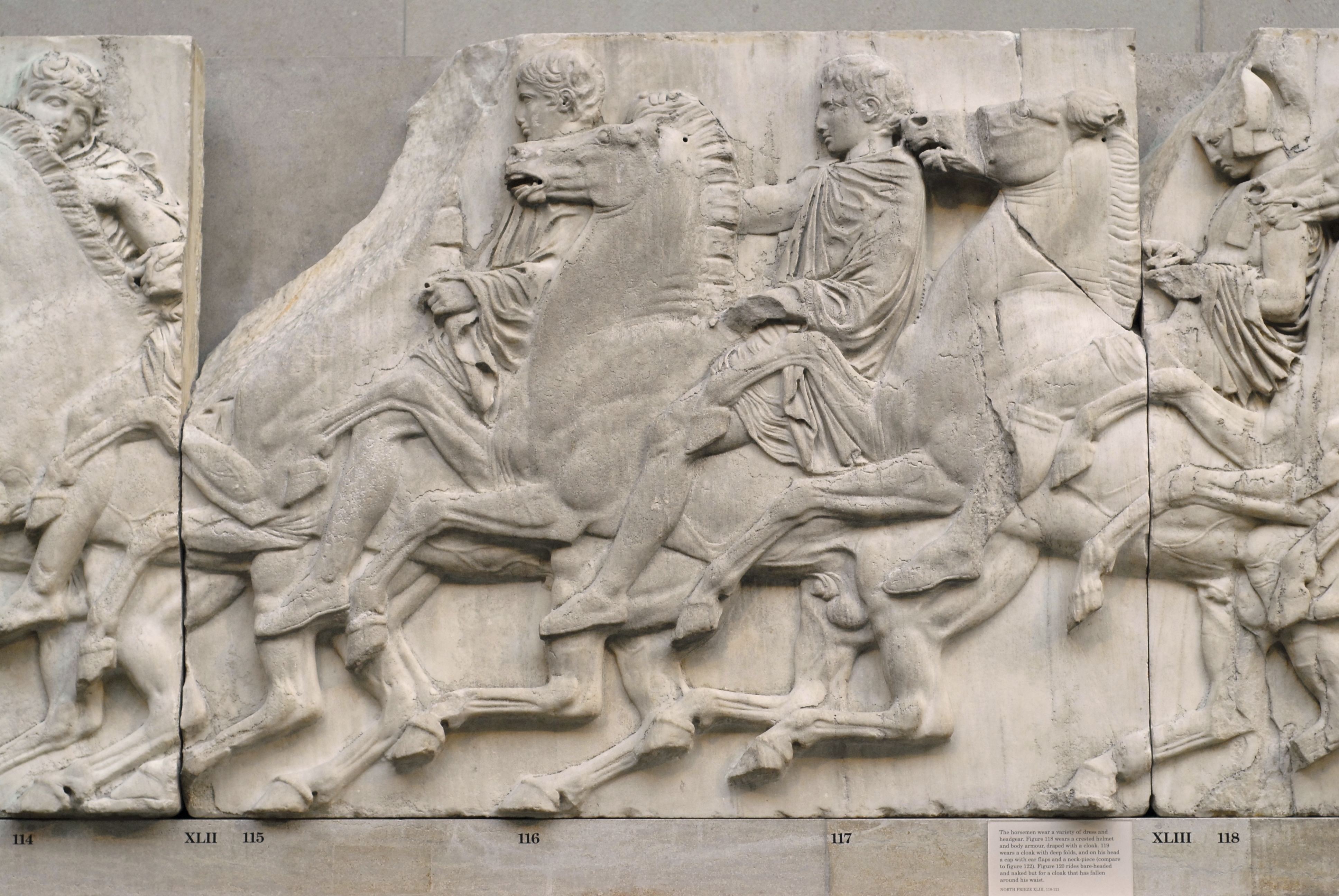
Cavaliers, frise nord (British Museum)
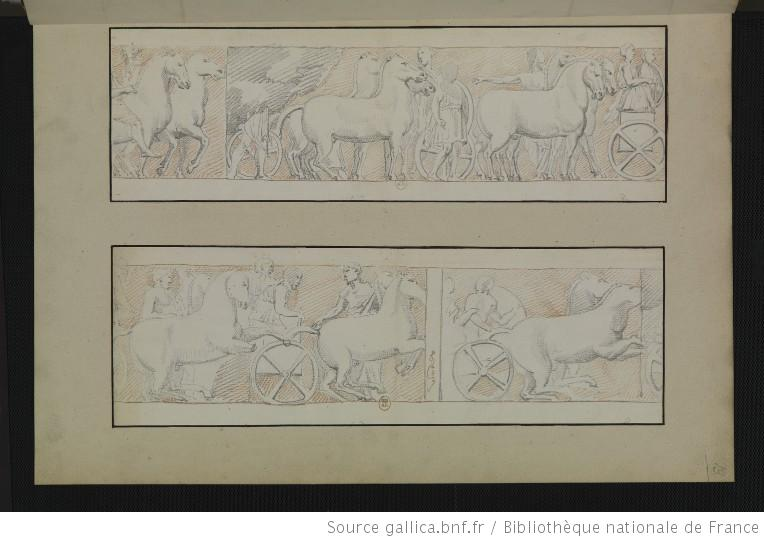
Quadriges, frise nord. Dessin attribué à Jacques Carrey (1674)
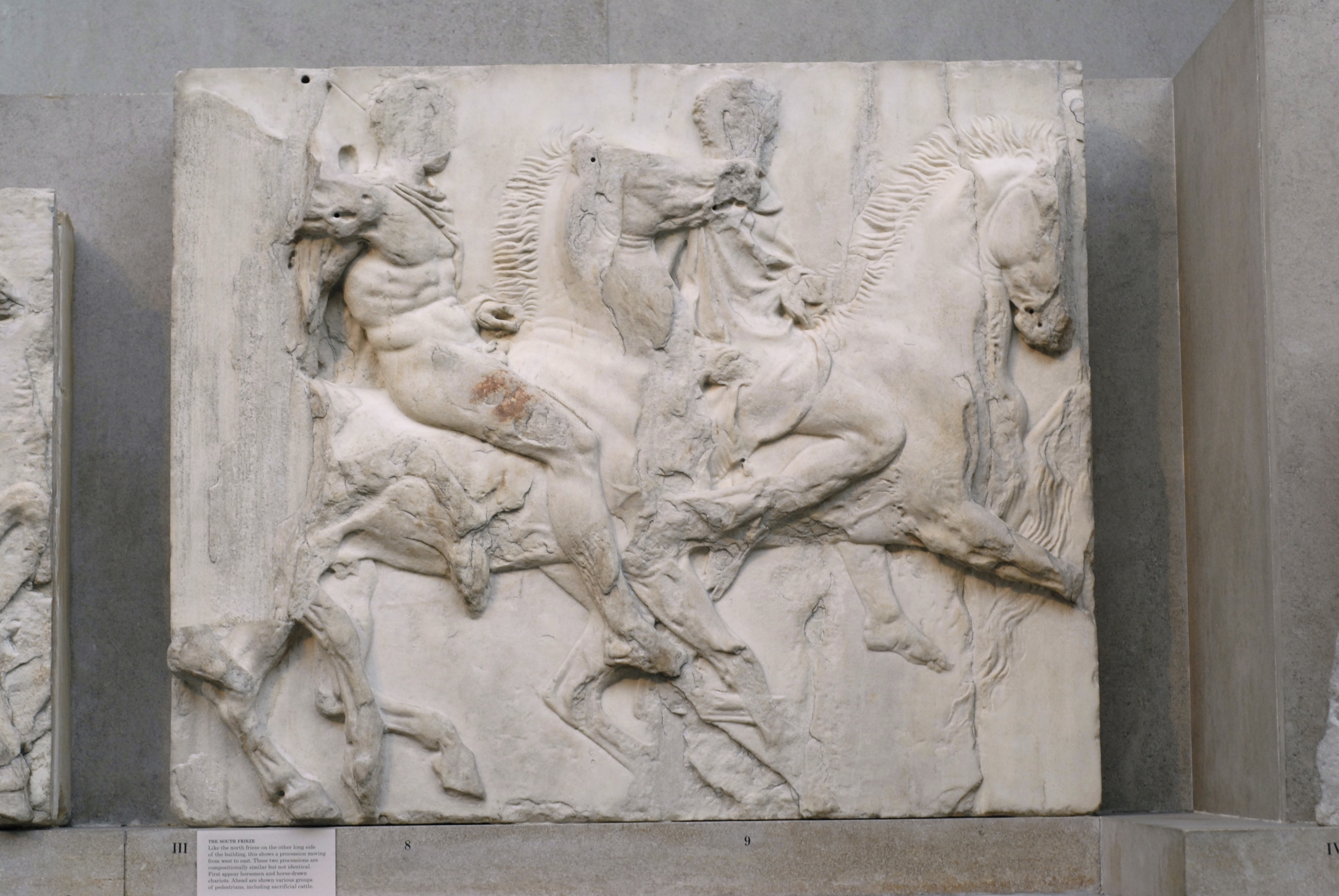
Cavaliers (plaque III), frise sud (British Museum)
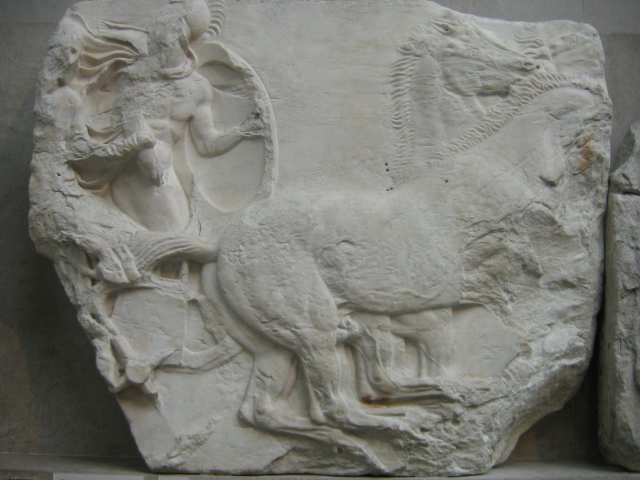
Char avec apobátês, frise sud (British Museum)
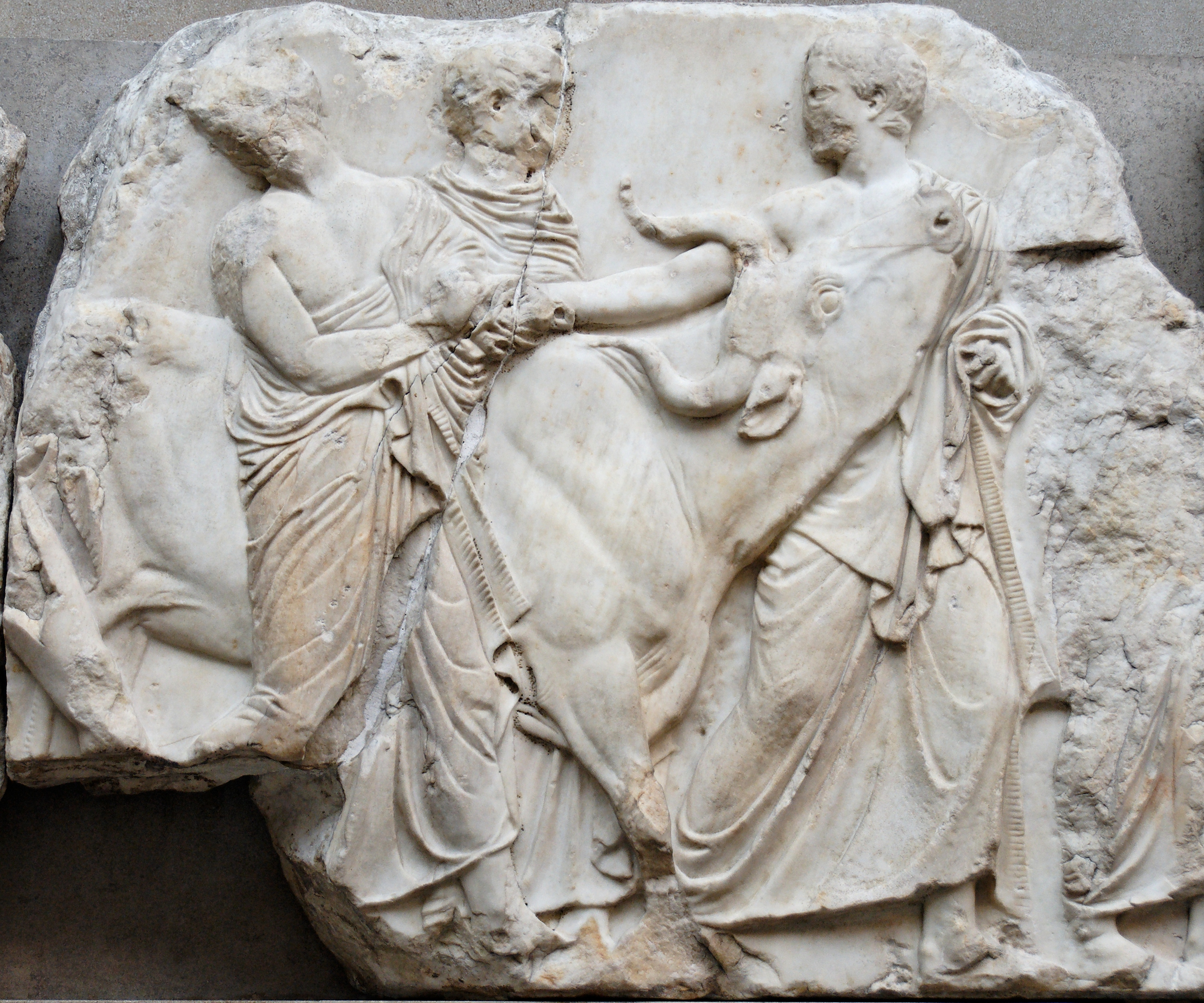
Génisse menée au sacrifice, agitée, frise sud (British Museum)

### Arrivée de la procession (côté est)

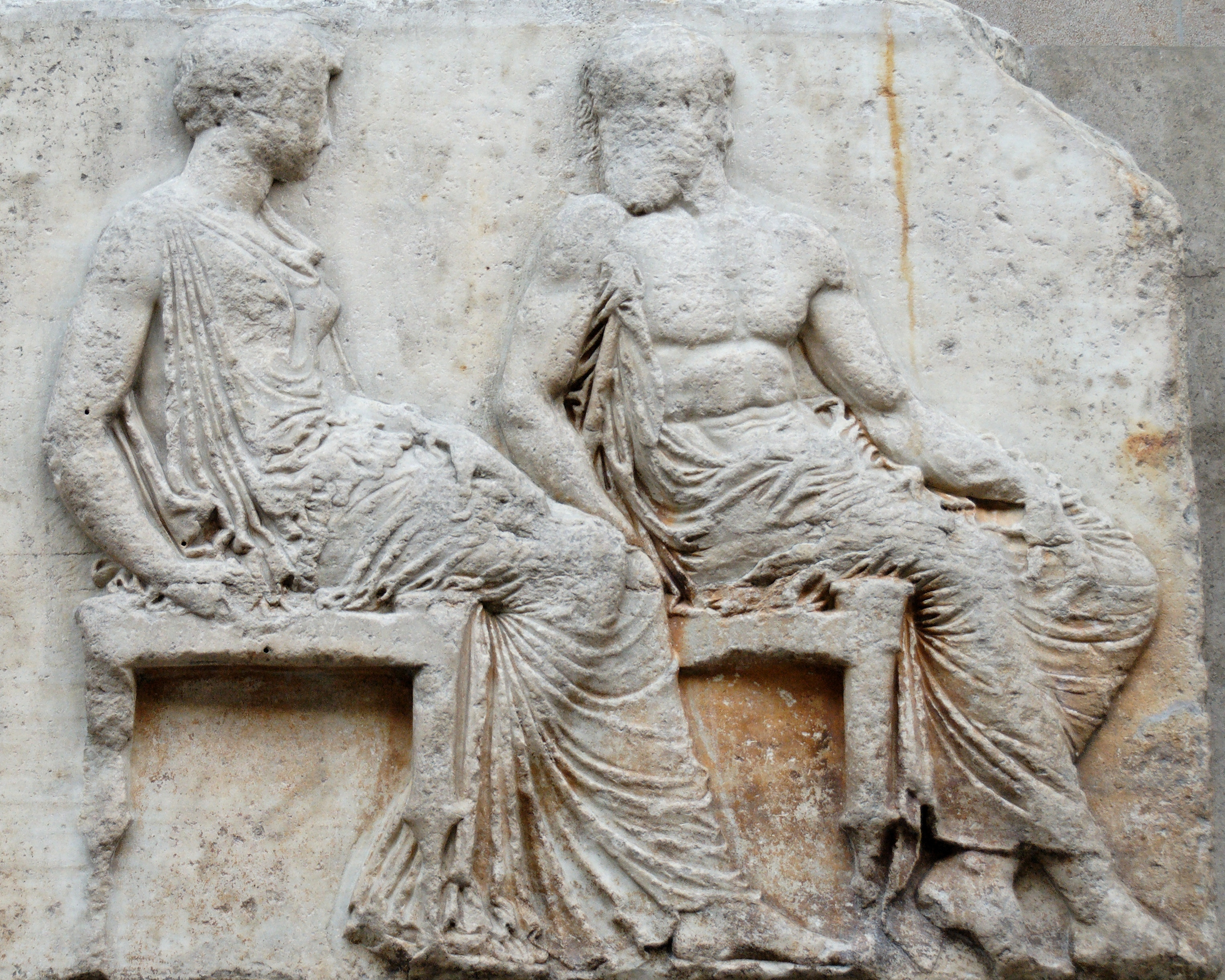
Athéna et Héphaïstos accueillent la procession.

Lorsque la procession quitte les côtés nord et sud pour arriver à l'est, le rythme représenté semble se ralentir ; pour la première fois, des figures féminines apparaissent ; les animaux disparaissent,,,,. La composition est symétrique, avec les divinités encadrant la scène centrale, tournées vers la procession qui arrive de chaque côté. La représentation de l'espace est très complexe de ce côté est : il y a en effet trois points de fuite : un à chaque extrémité où arrive la procession et celui de la scène centrale. La position des dieux complexifie aussi les choses. Ils ne peuvent être représentés de face (convention artistique grecque), donc ils doivent être tournés soit vers la procession, soit vers la scène centrale. Dans un cas comme dans l'autre, ils tournent le dos à l'une des deux,. Il semblerait qu'ils sont en fait, comme il est de tradition, en groupe, mais installés en demi-cercle comme sur les gradins d'un amphithéâtre, dominant les deux actions qui se déroulent à leurs pieds,,.
La procession est alors menée par un groupe de dix-sept personnages de chaque côté. À l'extérieur, se trouvent des personnages féminins. Du côté nord, deux jeunes femmes (vêtues d'un himation sur un péplos) font face à deux hommes dont l'un porte un objet plat que les jeunes filles ont pu lui donner. Vêtements et cheveux des jeunes femmes font penser qu'elles pourraient être les vierges canéphores (porteuses des paniers rituels). Derrière elles, apparaissent quatre jeunes femmes, dont une portant une phiale bien visible ; puis deux jeunes femmes portent un thymiaterion pour brûler l'encens ; puis deux autres se présentant avec des œnochoés et quatre avec des phiales. Du côté sud, les deux premières jeunes femmes sont vêtues d'un chiton en plus de l'himation et du péplos ; elles sont suivies de deux jeunes femmes portant un thymiaterion, cinq avec un œnochoé et cinq avec des phiales. Les objets que portent certaines ne sont pas facilement identifiés : certains pourraient être des montants pour les broches destinées à rôtir la viande du sacrifice ; d'autres pourraient être des éléments de métier à tisser. La jeune femme en tête de chaque groupe ne porte rien. Entre les jeunes femmes et les dieux au centre, se trouve un groupe d'hommes âgés. Ils sont les seuls personnages non-divins de la frise à ne rien faire : ils semblent discuter, pour certains appuyés confortablement sur une canne ; leur identification et leur nombre même posent des problèmes,,,,,,,.
Les dieux sont assez facilement identifiables. À gauche, tournés vers le sud, se trouvent Hermès, Dionysos, Déméter et Arès. Hermès porte les signes du voyageur : manteau, bottes et pétase sur les genoux ; le caducée qu'il avait en main était en métal et a disparu, il ne subsiste que le trou dans la sculpture où il s'adaptait. Appuyé nonchalamment sur l'épaule d'Hermès, assis sur un coussin, le dieu suivant est identifié à Dionysos ; sa main levée devait tenir son thyrse qui ne devait qu'être peint puisqu'il n'y a aucune trace d'une attache d'un objet en métal. Il est le seul à n'être pas « tourné » vers la procession, mais vers la scène centrale. Déméter est ensuite représentée : la main droite sous le menton est son geste de deuil pour sa fille Perséphone disparue ; sa main gauche tient la torche, tournée vers le bas, qui l'éclairait dans sa quête de sa fille. Ensuite, Arès est assis dans une position détendue ; un fragment de sa lance subsiste le long de sa cheville ; le reste devait être peint. Les figures suivantes sont une figure ailée (Iris ou Niké, la première étant préférée dans les identifications), Héra et Zeus. Héra fait le geste traditionnel de l'épouse, levant son voile (anakalypsis). Zeus est assis à la place d'honneur de ce côté, non pas sur un banc, comme les autres divinités, mais sur un trône (avec dossier et accoudoirs soutenus par un sphinx). Il devait tenir un sceptre dans la main droite,,,,,,,.
À droite, tournés vers le nord, sept autres dieux accueillent la procession. De la plaque la plus au nord ne subsistent que des fragments. Cependant, un moulage avait été fait en 1790. Elle est aussi connue par des gravures. Elle représentait Poséidon (avec son trident), Apollon (avec une branche et une couronne de laurier), Artémis (avec son arc ?), Aphrodite (avec un parasol ?) ainsi qu'Éros nu. Apollon se tourne vers Poséidon pour lui parler. Artémis prend le bras d'Aphrodite. Cette dernière montre à son fils Éros la procession qui s'approche. Plus au centre se trouvent Athéna et Héphaïstos. La déesse est à la place d'honneur de ce côté, au même niveau que son père, le Parthénon lui étant dédié. Elle ne porte pas son casque. Selon certaines interprétations, Athéna n'est pas armée. Pour d'autres (Ian Jenkins par exemple), elle a l'égide sur les genoux et devait avoir une lance dans la main droite, comme l'indiquerait la rangée de trous destinés à tenir l'objet de métal. Héphaïstos est soutenu par une béquille sous l'aisselle,,,,,,. Tous les dieux sont assis sur des tabourets à quatre pieds (diphroi), sauf Zeus sur son trône. Ils sont groupés par paire : Zeus et Héra ; Athéna et Héphaïstos qu'elle a élevé ; les jumeaux Apollon et Artémis ; Éros et sa mère Aphrodite. Les dieux masculins sont plus ou moins dévêtus voire torse nu.
Diverses explications ont été avancées pour cette organisation divine. Des interprétations anciennes ont suggéré qu'elle correspondrait à l'organisation géographique de leurs cultes respectifs en Attique. Jenifer Neils considère que le premier groupe serait celui des « dieux de la terre », mené par Arès, le dieu de la guerre sur terre, accompagné de divinités de la fertilité ainsi que d'Hermès, le psychopompe guidant les humains chez Hadès. Le second groupe serait donc celui des « dieux marins », mené par Poséidon, avec les jumeaux nés sur l'île sacrée de Délos et Aphrodite, née de l'écume de la mer. Hermès et Aphrodite, les dieux les plus proches des humains par leurs interactions, sont placés à l'extérieur, au plus près de ceux-ci,. Les dieux sont assis, mais leur tête reste au même niveau que celle des mortels (« isocéphalie ») qui s'approchent : ils sont donc représentés plus grands (d'un tiers à peu près), convention artistique et religieuse,,,. De même, dans chacun des groupes de sept divinités, six sont assis et un septième est debout, donc plus petit, donc plus jeune selon les conventions en vigueur. Cette présence des dieux parmi les mortels est la theoxénia (le fait de recevoir les dieux chez soi), très répandue dans la mythologie grecque et donc dans les cérémonies religieuses.
La plaque centrale de la frise de ce côté est la plus longue. Le choix d'un bloc de cette taille a été volontaire. Il est le point de convergence : autour de lui, tout est symétrique : les dieux, les hommes âgés, les femmes, les animaux du sacrifice, les porteurs, les chars, les cavaliers. Cette scène centrale est encadrée par les deux colonnes centrales du portique est. Pourtant, l'action sculptée est sujette à controverses. Deux très jeunes filles (plus petites, et donc plus jeunes) mais d'âge différent, au sud, portent sur la tête un tabouret (dont les pieds, totalement détachés du fond, ont disparu, à l'exception d'un seul ; ces pieds semblent moins travaillés que ceux des sièges des dieux) et des coussins. De plus, la seconde (depuis le centre) porte un repose-pieds, rappelant celui sur les représentations courantes de Zeus. Cet unique repose-pieds induit une différence entre les deux personnes à qui tabourets (dont l'un est plus petit) et coussins sont destinés. Elles s'approchent d'une femme vêtue d'un chiton, d'un péplos et d'un himation, qui leur fait face, au centre. Elle a saisi le pied (subsistant) du tabouret le plus proche d'elle. Au nord, un enfant (Est 35) et un homme tiennent une pièce de tissu pliée. L'homme porte une simple tunique à courtes manches, sans ceinture : la tenue traditionnelle des prêtres sur les représentations. L'enfant, parfois vu comme un pré-adolescent, semble être celui qui a remis l'étoffe à l'homme. Il porte un long manteau, plus long devant, révélant tout l'arrière de son corps, nu. Sa tenue rappelle celle du jeune esclave au tout début du côté nord de la frise,,,.

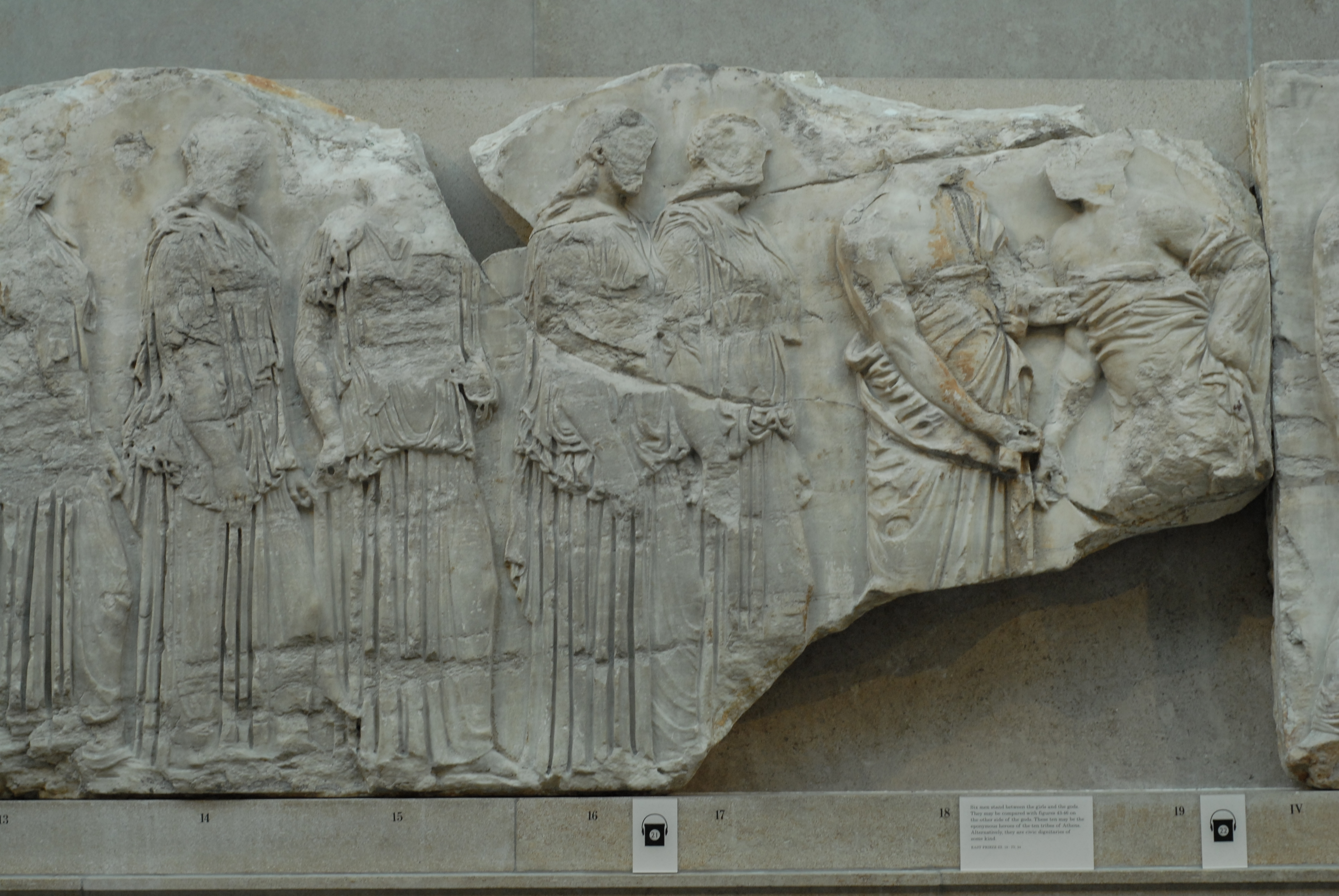
Les « Ergastines » (« tisseuses »), frise est, côté sud (British Museum).
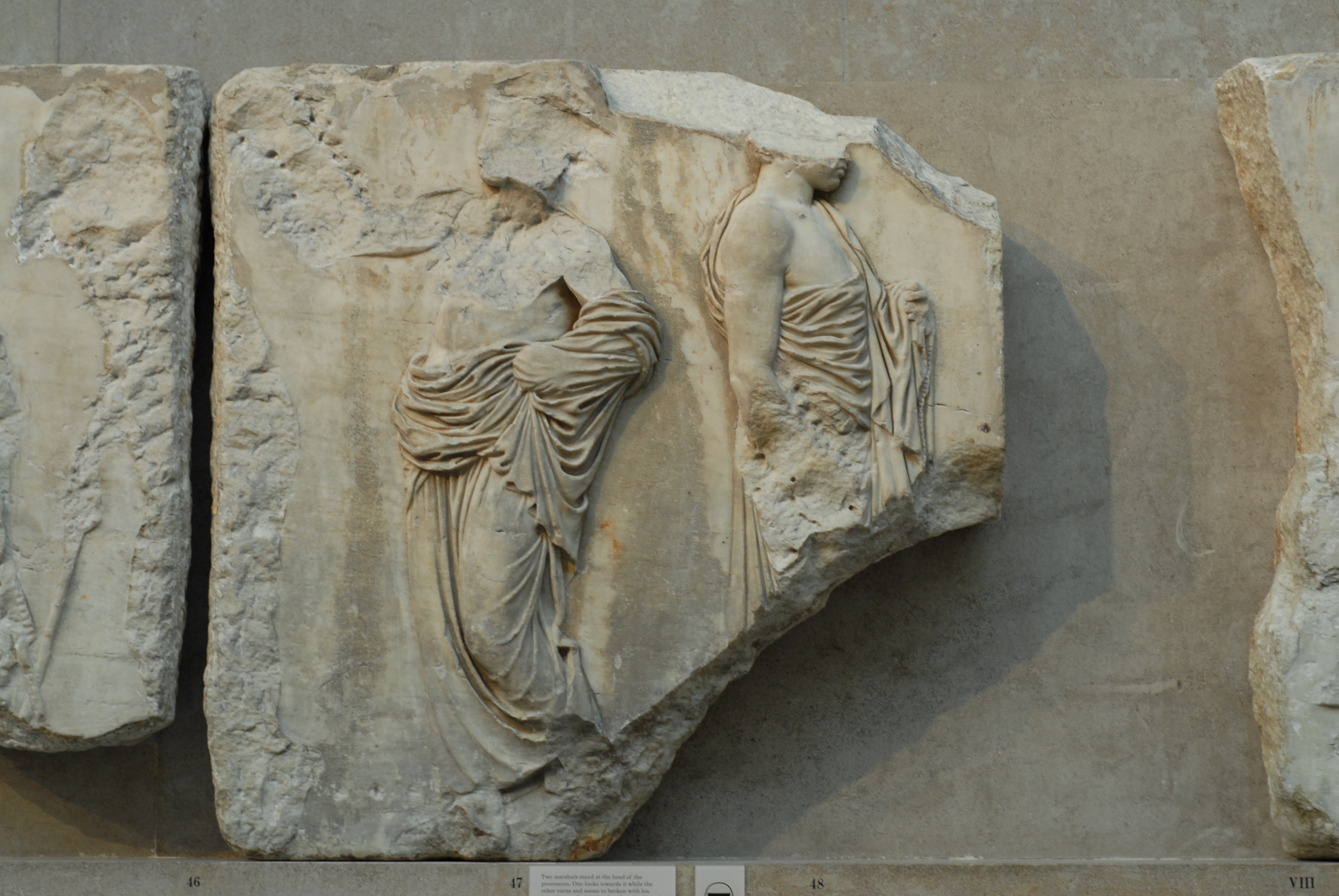
Groupe masculin, frise est (British Museum).
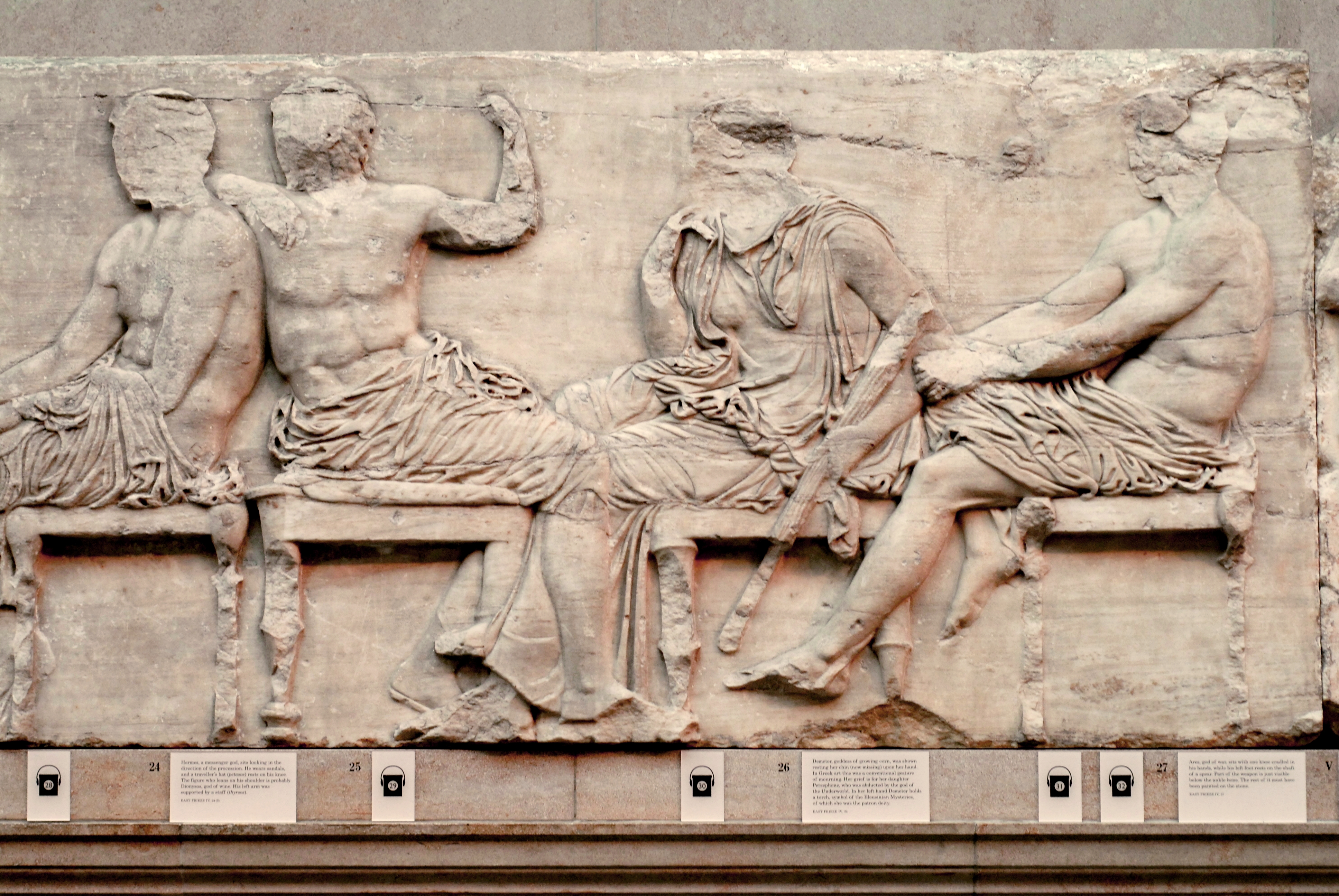
Hermès, Dionysos, Déméter et Arès, frise est (British Museum).
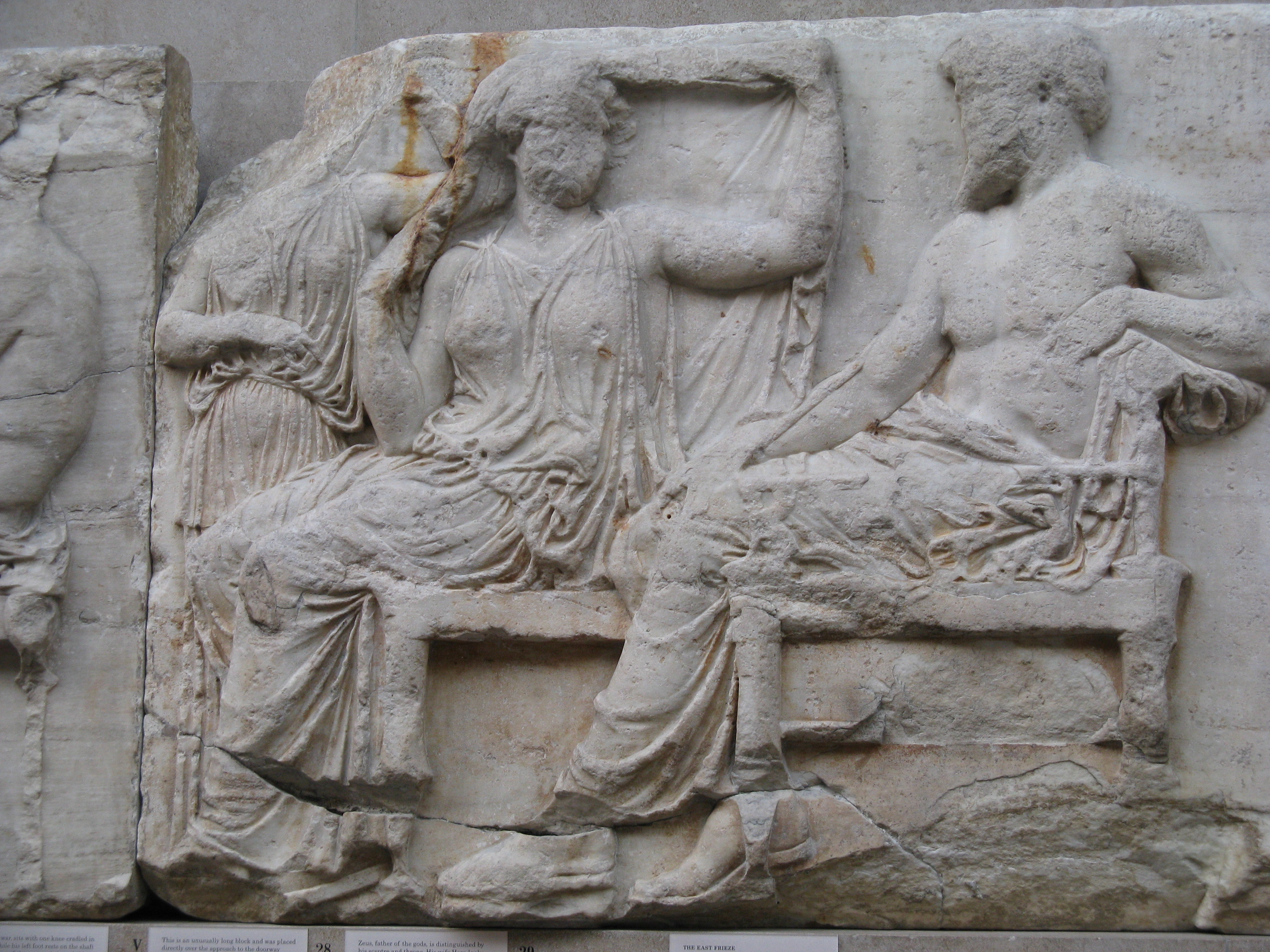
Iris, Héra et Zeus, frise est (British Museum).
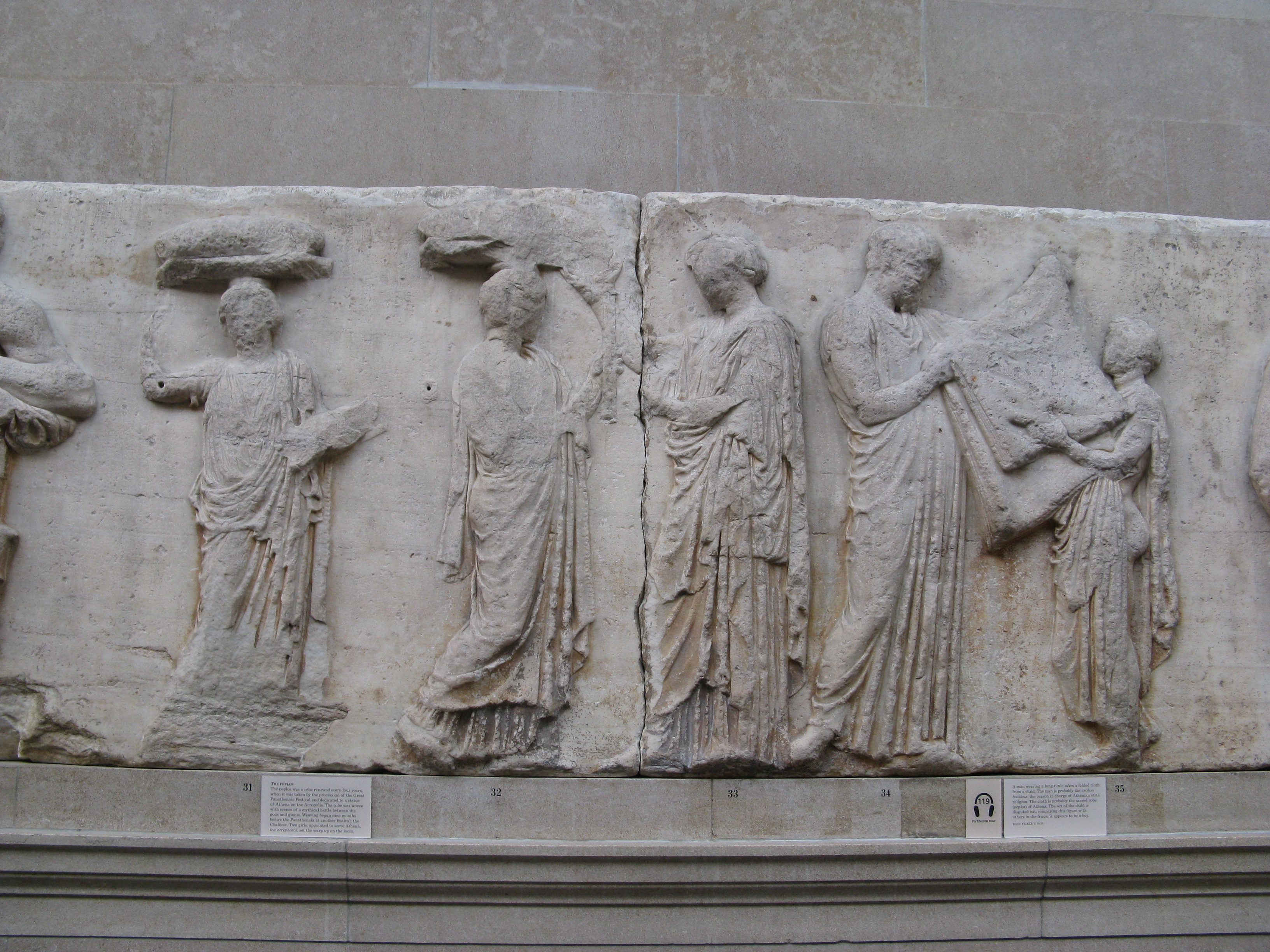
Groupe central, frise est (British Museum).
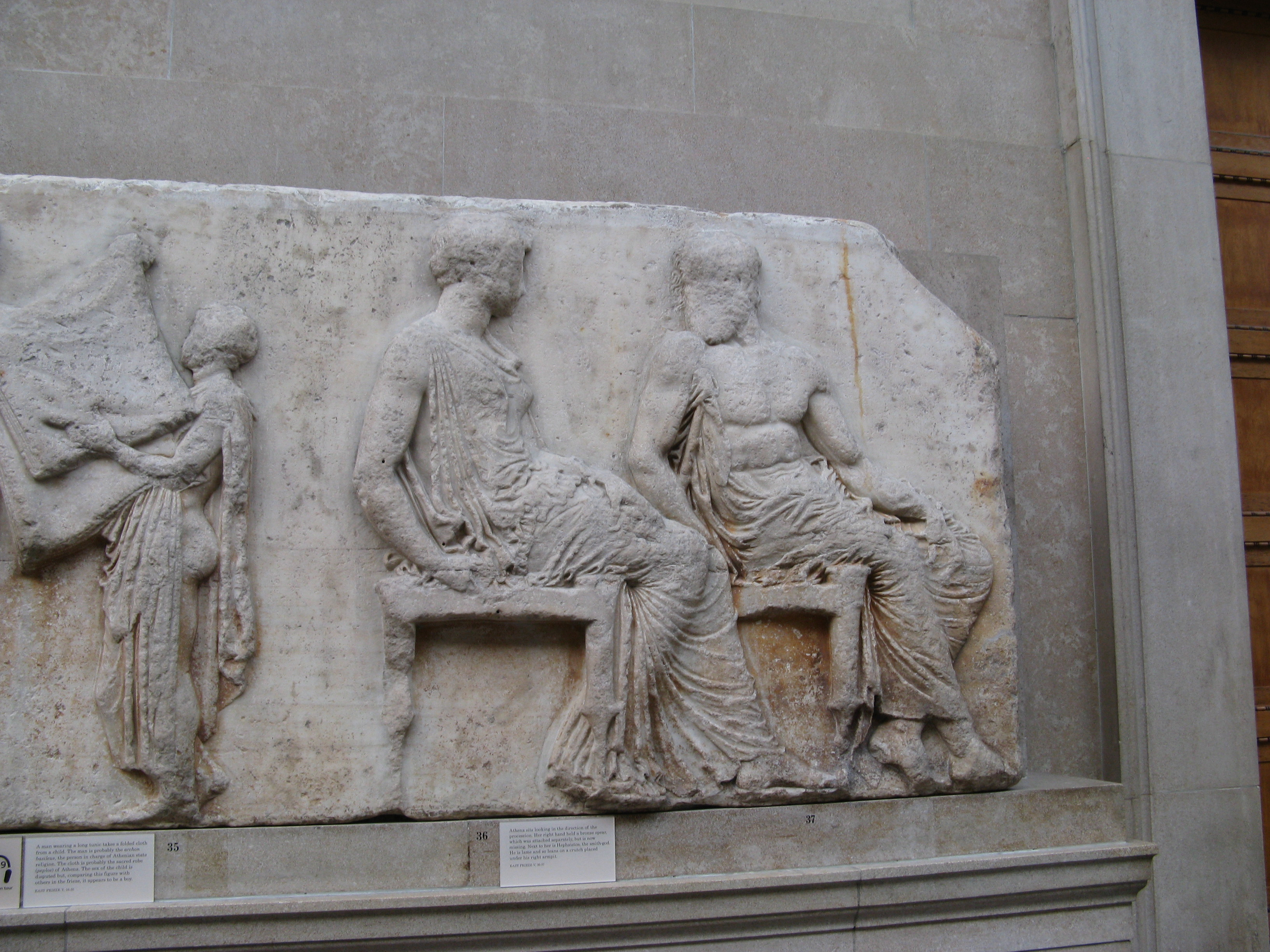
Athéna et Héphaïstos, frise est (British Museum).
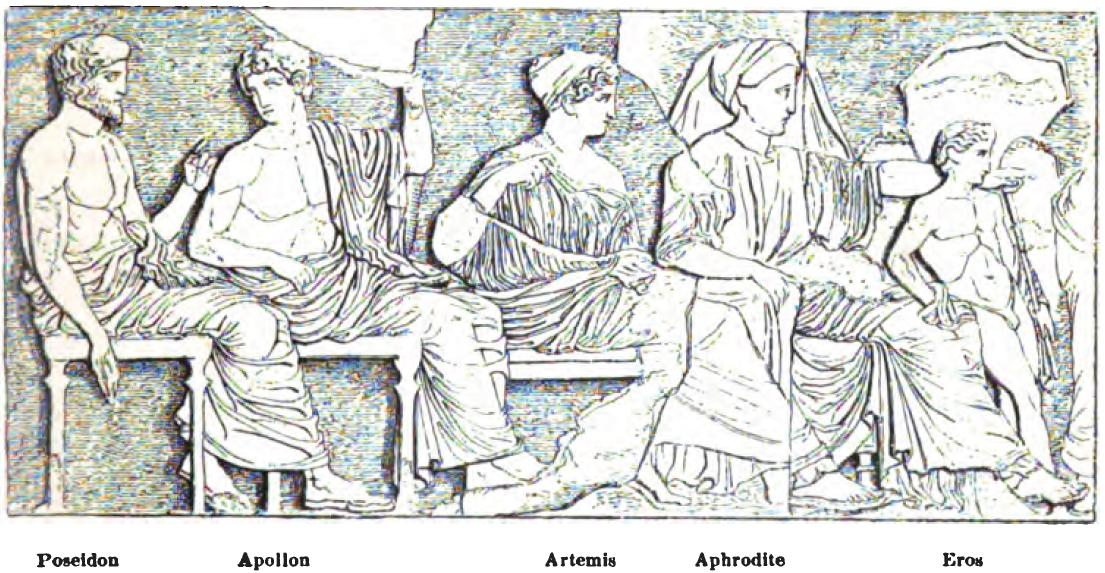
Poséidon, Apollon, Artémis, Aphrodite et Éros, frise est (perdue, gravure).
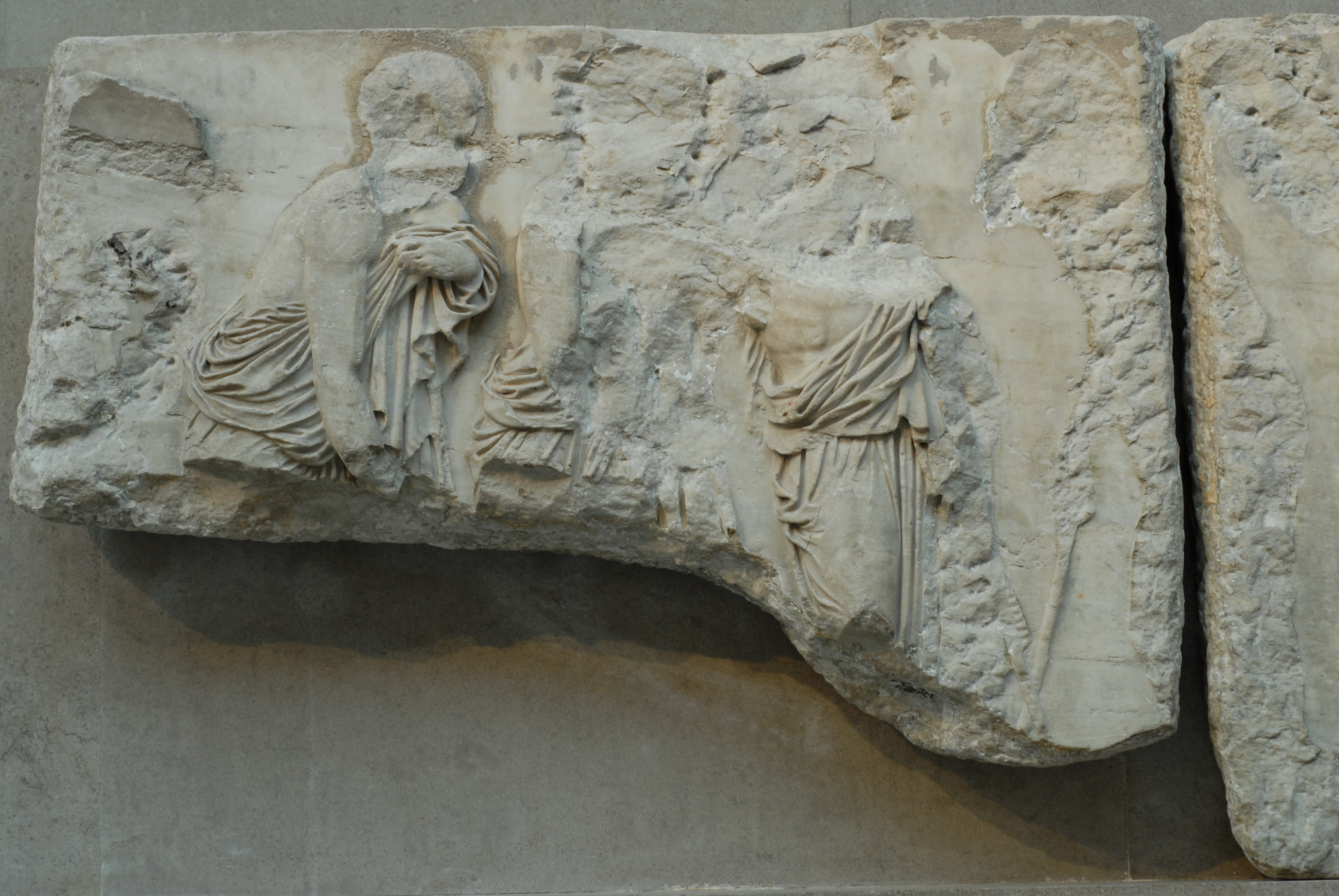
Groupe masculin, frise est (British Museum).
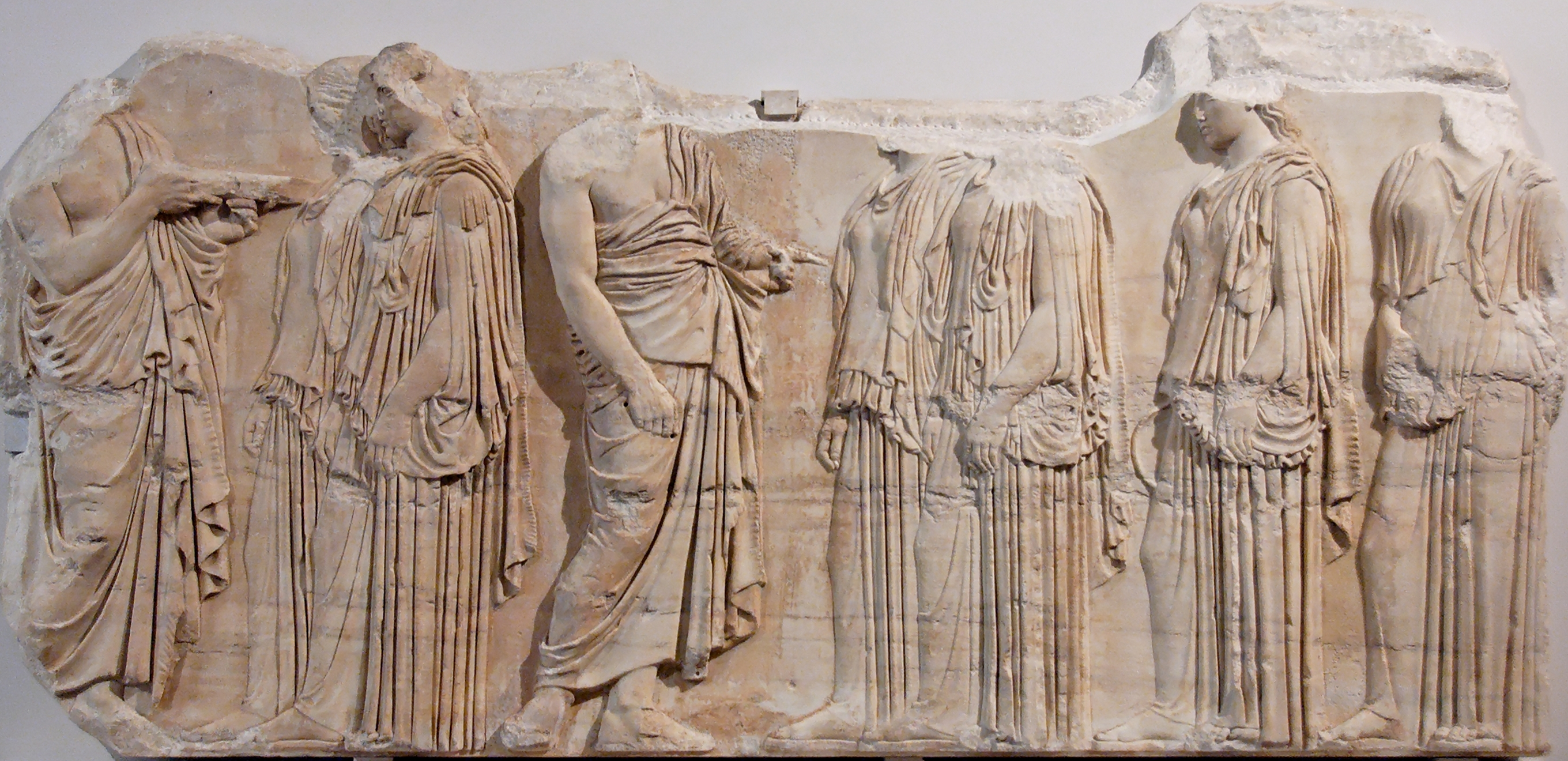
Les « Ergastines » (« tisseuses »), frise est, côté nord (Musée du Louvre).

## Interprétations
Il n'existe pas de description de la frise, contemporaine de sa réalisation, qui pourrait aussi en donner une interprétation définitive. La première description littéraire du décor sculpté du Parthénon a été écrite par Pausanias au IIe siècle apr. J.-C. Il ne décrit cependant que les frontons et n'évoque pas la frise, peut-être en raison de sa position qui la rend peu visible. La description suivante est due à Cyriaque d'Ancône qui séjourna à Athènes vers 1436. Il évoque toutes les sculptures du Parthénon, les appelant « preclaris imaginibus » (« très nobles images ») et considère qu'elles représentent les « victoires des Athéniens du temps de Périclès ». La frise est représentée dans les dessins qu'il en a faits,,.

### Procession des Panathénées
L'interprétation la plus couramment admise de cet ensemble émane de James Stuart et Nicholas Revett dans la seconde moitié du XVIIIe siècle. Chaque année, à l'issue d'une procession, les Athéniens apportaient un nouveau vêtement, le péplos au xoanon (statue en bois d'olivier) d'Athéna poliade conservée dans l'Érechthéion. La frise représenterait celle qui se déroulait tous les quatre ans à l'occasion des grandes Panathénées, avec, à l'ouest, les préparatifs au Pompeion, puis sur les côtés nord et sud, la progression le long de la Voie Sacrée et une arrivée sur l'Acropole à l'est du bâtiment,,,,.
Cette version traditionnelle simple n'empêche cependant pas des niveaux de lecture plus complexes, même si les buts premiers du décor étaient d'être compris par les spectateurs et de célébrer la divinité. Les propositions trop subtiles ou d'un rapport trop lointain avec Athéna ne sont probablement pas à retenir. C'est néanmoins la première fois qu'un thème non-mythologique et unique est représenté sur un bâtiment à vocation religieuse,,. Aussi, lorsque Joan Connelly proposa une interprétation alternative, avec la représentation d'un mythe ancien et d'un sacrifice humain, elle rencontra un grand succès. Il semblerait que la frise présentait toute la société de la cité d'Athènes qui pouvait facilement s'y reconnaître, à l'un des moments les plus importants de la vie civique et religieuse : la célébration de la fête religieuse la plus importante en l'honneur de la déesse tutélaire de cette même cité,.

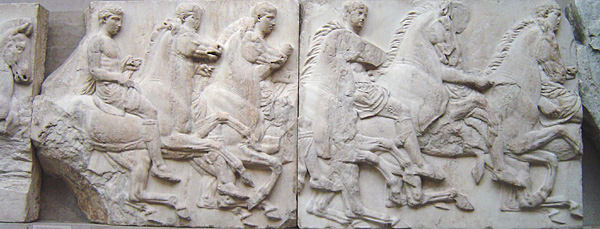
Cavaliers de la frise sud (British Museum).

À l'aide de la littérature antique, il est possible d'identifier les divers personnages présents sur la frise. Selon Aristote (dans sa Constitution d'Athènes, 60), dix magistrats athlothètes étaient chargés de l'organisation des Panathénées, ce qui comprenait la responsabilité de faire tisser et broder le péplos et de faire fabriquer les amphores récompensant les vainqueurs des jeux. Ils ont parfois été identifiés aux dix hommes situés entre les jeunes femmes et les dieux sur le côté est, mais cette interprétation est le plus souvent rejetée au motif que leur attitude décontractée ne correspondrait pas à celle d'organisateurs des festivités. En revanche, tout au long de la frise se trouvent des hommes à pied, ceux aux coins par exemple, qui pourraient être ces athlothètes. Ainsi, l'homme avec une tablette à la main du côté sud de la frise ouest serait le dokimasia, l'inspecteur des chevaux s'apprêtant à prendre part à la procession. Le cheval à la crinière non taillée et le cheval cabré sur la frise ouest auraient alors été rejetés. De même, au centre du côté ouest, les deux cavaliers barbus (l'un déjà à cheval, Ouest 8, l'autre maîtrisant son cheval cabré, Ouest 15) pourraient être les hipparques. Les quatre porteurs de « tablettes » du côté sud pourraient être liés aux comptes de l'ensemble des cérémonies des Panathénées. Par contre, les dix-huit vieillards derrière eux n'ont pas été identifiés, principalement parce que les objets qu'ils portaient (comme le montrent leurs poings levés et fermés) étaient peints et ont donc disparu. Cependant, Xénophon (dans Le Banquet, IV, 17) évoque des hommes portant des branches d'olivier et il précise que ces thallophores sont choisis parmi les « beaux vieillards ». Les divers porteurs (de branchages, de paniers, etc.) pouvaient être des citoyens ou des métèques,,. La figure Ouest 23 (plaque XII) portait un long objet dans le creux du bras, en métal, donc disparu, il n'en reste que les points d'attache. Cet objet a été identifié comme un long fouet, lié à la présence des chevaux, ou bien comme un kerykeion (bâton de magistrat) ou encore comme une salpinx (sorte de trompette). Textes et amphores panathénaïques associent ces deux derniers objets aux cérémonies des Panathénées. La figure Ouest 23 adopte une pose similaire à celle de la figure Est 47 (juste avant le groupe d'hommes âgés). S'il s'agit d'un joueur de salpinx, alors celui à l'ouest marquerait le début de la procession et l'autre à l'est, la fin de celle-ci.
Les cavaliers et apobátai sont aussi interprétés comme des références aux Panathénées. Des cavaliers accompagnaient les processions (Xénophon, Le Commandant de la cavalerie, III, 1-2). De plus, les cavaliers (ippiés) sont une classe sociale à part entière à Athènes ; leur présence est donc nécessaire à la représentation de la cité dans son entier. Enfin, cavaliers et apobátai peuvent aussi faire référence aux concours mêmes qui se déroulaient lors des Panathénées, peut-être sur l'Agora pour les évolutions de cavalerie, comme semblent le suggérer diverses inscriptions,,,,.
Des interprétations diverses ont été proposées pour les frises nord et sud. Comme la procession partait du Dipylon (avec deux portes donc), on pouvait l'imaginer avec deux cortèges au départ, se rejoignant ensuite : d'où une frise nord et une frise sud. Par ailleurs, si les cavaliers et apobátai font partie de la procession, alors la frise est une représentation de la procession elle-même, de façon topo-chronologique : préparatifs et départ au Dipylon (côté ouest), évolution des cavaliers et apobátai jusqu'à l'Agora au pied de l'Acropole (côtés sud et nord) et arrivée et cérémonie sur l'Acropole (côté est). Mais si cavaliers et apobátai évoquent les concours (qui lors des Panathénées se déroulent deux jours avant la procession), alors toute la frise est le symbole des Panathénées en général. Les animaux destinés au sacrifice ont permis d'autres suggestions : ceux de la frise nord (la plus vue) contrastent avec ceux de la frise sud. Le règlement religieux athénien prévoyait que des génisses étaient sacrifiées à Athéna, et des brebis à Pandrose. Erika Simon propose que la procession nord soit en l'hommage d'Athéna Polias et celle du sud en l'hommage d'Athéna Parthénos,,.
Enfin, les groupes semblent être répartis par quatre sur la frise nord (quatre musiciens, trois fois quatre chars (il y avait douze phratries à Athènes), les cavaliers sont plus difficiles à compter) et par dix sur la frise sud (dix cavaliers coiffés de l’alôpekis, dix avec une cuirasse anatomique, dix avec une cuirasse à lambrequins, dix coiffés d'un casque attique sans cimier, dix coiffés d'un pétase, dix porteurs de vases). Sur la frise est, les héros éponymes sont quatre au nord et pourraient être les quatre rois légendaires d'Athènes héroïsés. Le double cortège pourrait, selon Burkhardt Wesenberg, être le symbole des Panathénées anciennes, au nord, du temps des quatre tribus et des Panathénées nouvelles, au sud, depuis les réformes de Clisthène et l'institution des dix tribus,. Ainsi, comme une hécatombe de génisses était prévue lors des Panathénées, les dix génisses de la frise sud pourraient symboliser le sacrifice en en représentant un dixième ou pourraient symboliser la participation de chacune des dix tribus athéniennes.

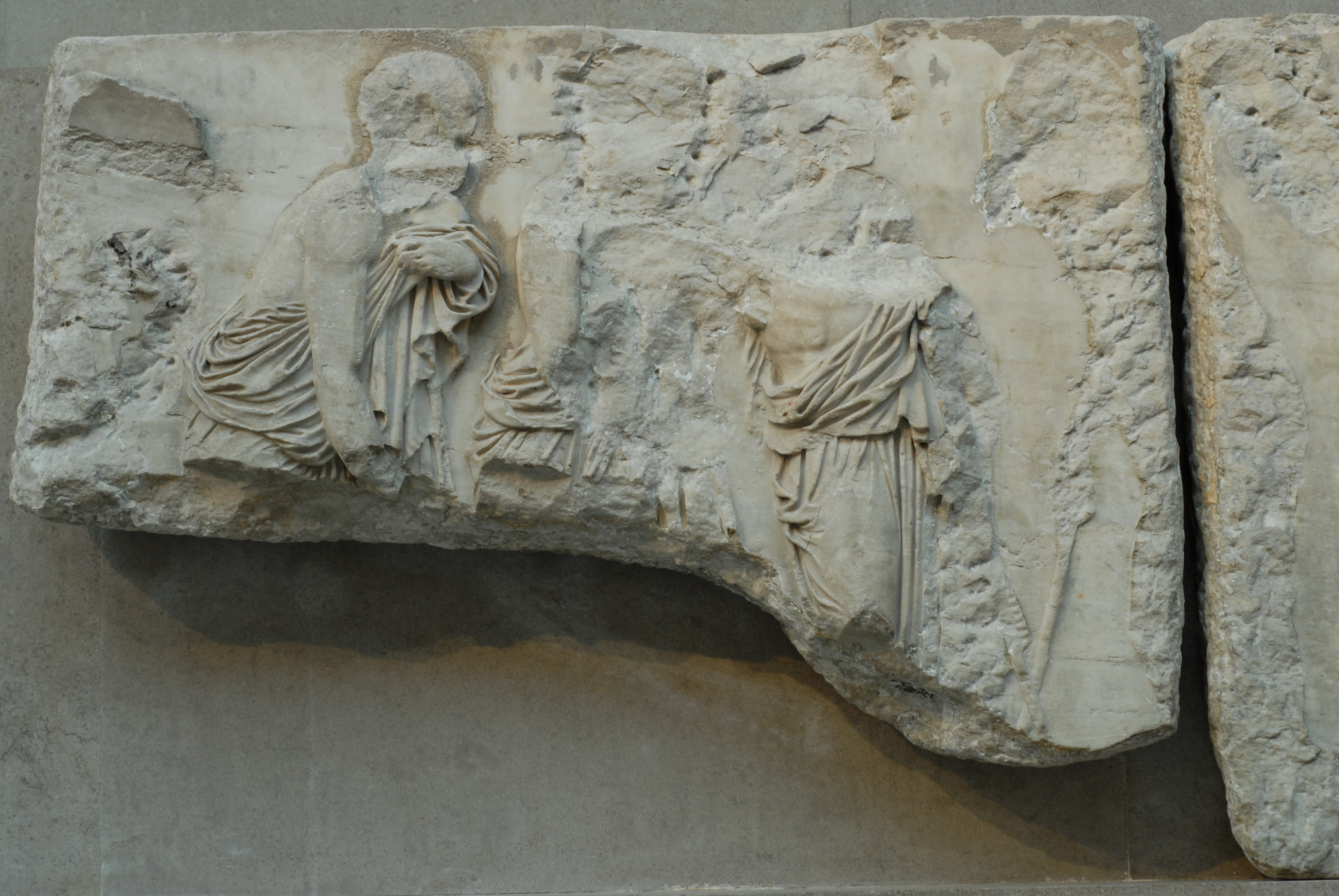
Magistrats ou héros éponymes. La troisième figure en partant de la gauche (Est 44) est parfois interprétée comme Acamas. Frise est, British Museum

Les personnages masculins au centre de la frise est, entre la procession qui arrive et les dieux, sont le plus souvent identifiés aux dix héros éponymes ou à des magistrats. Leur vêtement les fait ressembler aux magistrats qui se trouvent tout au long de la frise, mais ils semblent ne rien faire,,,. Archéologues et spécialistes de l'art antique ont des avis divergents à propos de ces personnages. Ian Jenkins considère que seul Est 18 est un magistrat. Les autres personnages sont six du côté nord et cinq du côté sud. Martin Robertson et Susan Rotroff voient Est 18 et 19 comme des magistrats, mais pas Est 47 et 48. Anthony Raubitscheck considère que les douze figures masculines appartiennent toutes au même groupe. Ces interprétations reposent sur l'interaction supposée du personnage avec la procession. S'il s'y intéresse, c'est un magistrat ; sinon, c'est autre chose. Pour Jenifer Niels et la plupart des autres commentateurs, Est 18 est un magistrat, tout comme Est 47 qui interagit avec les jeunes femmes. Si Est 47 est un magistrat, alors les figures masculines derrière lui (Est 48, 49 et 52) le sont aussi. Il y aurait donc quatre magistrats du côté nord de la frise est. Les autres figures masculines sont plus proches des dieux. Ces personnages pourraient même être plus grands que les autres humains de la frise puisque leur tête est au même niveau (isocéphalie) alors qu'ils sont parfois penchés, appuyés sur un bâton. L'interprétation la plus courante est alors que ces dix restant sont les héros éponymes utilisés pour nommer les dix nouvelles tribus créées par Clisthène. L'identification de chacun des héros est encore plus difficile, pour deux raisons : l'état de conservation de la frise et le fait que ces héros aient été très peu représentés ailleurs. Il a été suggéré que les quatre au sud étaient les héros « royaux » (dont Est 44 identifié comme Acamas) et les six au nord comme les « non-royaux ». Leur position, intermédiaire entre le divin et l'humain, renforce l'idée qu'ils seraient les héros éponymes. De plus, le geste du magistrat en tête de la procession arrivant du côté nord semble s'adresser au magistrat en tête de la procession arrivant par le côté sud, comme si dieux et héros étaient présents mais invisibles. Cela signifie que la remise du péplos au centre serait elle aussi sur un autre plan de la réalité. Cependant, une interprétation alternative est proposée. Ces personnages ne seraient ni les héros éponymes ni des magistrats liés à la procession. Ils seraient dix autres magistrats, dont le nombre correspondrait à celui des tribus. Ils pourraient être les stratèges, les neuf archontes et leur secrétaire, les athlothètes qui supervisent les concours des Panathénées, les boônai chargés de procurer les animaux pour le sacrifice, etc. Cependant, ils paraissent ne rien faire et donc, l'hypothèse des héros éponymes reste la plus probable.
Les premières figures féminines de la frise est sont considérées comme les « Ergastines », et sont souvent appelées ainsi,,. Le groupe féminin du côté est était le plus important groupe de femmes représenté jusque-là dans l'histoire de l'art grec (vingt-neuf au total). Leurs tenues et attitudes font qu'elles sont identifiées comme des membres de la bonne société athénienne de l'époque. Cependant, par contraste avec les autres personnages féminins dans le reste du décor du Parthénon (Amazones ou déesses), elles apparaissent soumises aux personnages masculins, les magistrats qui encadrent la procession. Chacune de ces figures féminines porte des vêtements et des coiffures qui les différencient des autres. Celles identifiées comme les canéphores ont les cheveux longs et un manteau attaché derrière. D'autres, paraissant plus âgées, ont les cheveux attachés et portent un himation. Les premières, vierges à marier, révèlent donc davantage leur corps tandis que celles qui sont déjà épouses sont plus couvertes. Les figures féminines plus âgées pourraient être dix au total, et donc liées directement aux figures des héros éponymes. La réforme de Périclès concernant la citoyenneté donnait un rôle politique important aux épouses et mères de citoyens : ces dix femmes plus âgées pourraient le symboliser sur la frise. D'ailleurs, contrairement aux hommes, aucune métèque n'est représentée, alors que la littérature précise que des métèques femmes portaient les tabourets et les parasols des canéphores.
Cependant, il y a des incohérences dans la représentation par la frise de cette procession. Hormis le fait qu'il ne peut y avoir d'unité de lieu et de temps, les vitesses des différents personnages sont incompatibles. Les chevaux vont plus vite que les personnages à pied et semblent parfois s'arrêter ou redémarrer. Pour Martin Robertson dans son ouvrage de 1975, le sentiment général est d'ailleurs celui de préparatifs et de commencement plutôt que d'achèvement. Evelyn Harrison, dans un article de 1982, considère que les quatre côtés correspondent à quatre époques de l'histoire athénienne : l'ouest pour l'âge des héros ; le nord pour l'Athènes pré-démocratique ; le sud pour l'Athènes démocratique ; l'est pour l'Athènes éternelle. D'autres suggèrent que l'ensemble de la frise se déroule simultanément,. Jenifer Neils propose quant à elle une autre chronologie : inspection dans la moitié sud du côté ouest ; derniers préparatifs dans la moitié nord du côté ouest ; procession en tant que telle sur les côtés nord et sud ; et les suites de la remise du péplos (l'ancien étant en train d'être replié) sur le côté est,.
De même, la présence de la quasi-totalité des Olympiens (il manque Hadès) avec Déméter, Iris et Éros pour une « simple » cérémonie en l'honneur d'Athéna est surprenante, tout comme le nombre élevé de phiales pour un sacrifice en l'honneur d'une seule déesse. Cependant, pour Jenifer Neils, dans le cadre de la theoxénia, il est habituel que tous les membres de la « famille divine » soient reçus par les mortels. Il existe aussi des différences entre la représentation de la procession sur la frise de l'Acropole et les descriptions de cette même procession dans la littérature antique,. Ainsi, sur le côté nord, des jeunes gens sont représentés portant les hydries, alors que la littérature évoque des jeunes femmes,,,. La tradition pourrait avoir changé entre le moment où la frise fut sculptée et le moment où les sources écrites ont été rédigées. La plupart des références aux Panathénées proviennent en effet de sources romaines ou byzantines. Inversement, lorsque Thucydide évoque les fêtes, ce sont celles de 514 av. J.-C.. De plus, des hydraphoroi masculins sont parfois représentés sur des vases attiques. Par ailleurs, la parade d'hoplites ainsi que les alliés ne sont pas représentés, alors que les chevaux et chars occupent les deux tiers de la frise,,,. L'absence du « navire des Panathénées » a aussi été notée, bien qu'il semble logique qu'il ne soit pas représenté montant à l'Acropole. De plus, il n'est vraiment mentionné dans les sources qu'à partir de la fin du Ve siècle av. J.-C. Ainsi, certaines « absences » pourraient n'être liées qu'à des choix artistiques ou techniques : les canéphores avec leur panier sur la tête ou les porteuses d'ombrelles rompaient l'isocéphalie.

### Scène centrale

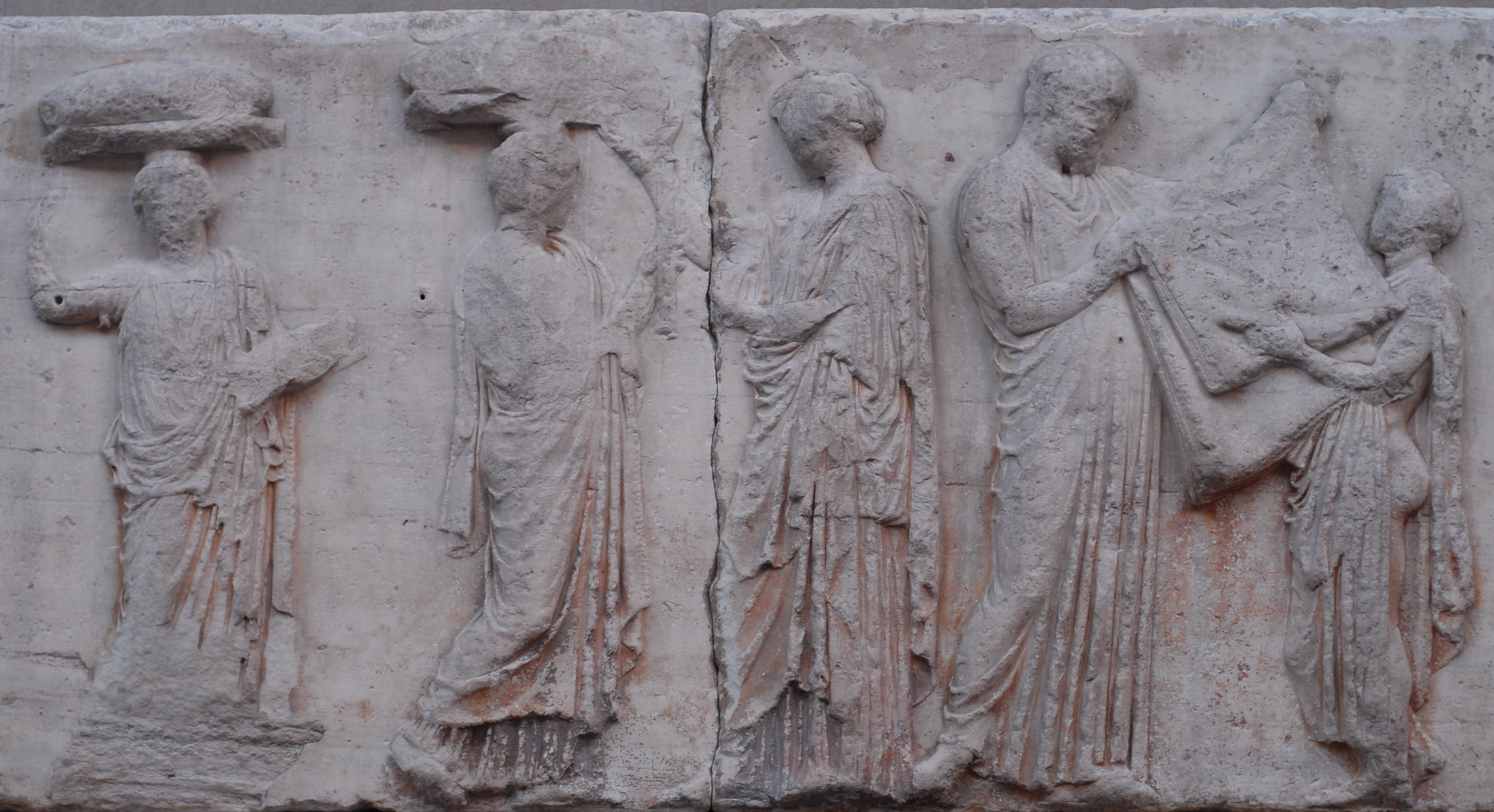
Scène centrale de la frise côté est (British Museum)
Deux jeunes filles, à gauche, portent sur la tête un tabouret et des coussins. Elles s'approchent d'une femme qui leur fait face, au centre. À droite, un garçon et un homme tiennent une pièce de tissu pliée.

La scène centrale de la frise côté est pose des problèmes d'interprétation, d'abord parce qu'il manque un certain nombre d'objets de bronze, perdus et dont ne restent que les trous de fixation, mais aussi parce qu'il n'existe aucun autre exemple de ce type de scène dans l'iconographie grecque antique,,,. Il est ainsi difficile de savoir où elle se déroule et ce qu'elle représente. De là découlent les controverses. Deux jeunes filles, au sud, portent sur la tête un tabouret et des coussins. Elles s'approchent d'une femme qui leur fait face, au centre. Au nord, un enfant et un homme tiennent une pièce de tissu pliée. Le sexe de l'enfant (Est 35) tenant le tissu est sujet à controverse. James Stuart et Nicholas Revett, les premiers à avoir décrit en détail la frise (en 1787), repris par Martin Robertson ou John Boardman, pensent qu'il pourrait s'agir d'une petite fille (le vêtement de l'enfant pourrait être un péplos féminin ; il aurait un collier autour du cou ; la courbe des fesses serait plutôt féminine). Il s'agirait alors d'une des arrhéphores, puisque celles-ci sont d'après les sources âgées de sept ans. D'autres auteurs, Adolf Michaelis en premier qui dès 1871 parle de « Knabe », ou comme Jenifer Neils, considèrent qu'il pourrait au contraire s'agir d'un jeune garçon : aucune figure féminine sur la frise (et dans l'Athènes du Ve siècle av. J.-C.) ne montre ses chevilles. Il ressemble aussi au premier personnage de la frise nord (Nord XLVII 136), un garçon qui se tient dans la même position, avec lui aussi la partie postérieure du corps dénudée. Ils proposent diverses interprétations liées aux mythes du péplos, allant jusqu'à l'identifier à Érichthonios. Le plus souvent, la figure féminine la plus âgée est identifiée comme la prêtresse d'Athéna, et l'homme comme l'archonte-basiléus (le magistrat athénien chargé des affaires religieuses). Les tabourets et coussins leur seraient destinés. La pièce de tissu serait alors le péplos,,,,,. Dès lors, une Athéna non armée, selon certaines interprétations, serait « Athéna erganè », patronne des travaux féminins, ce qui serait adapté à un contexte de remise d'un tissu brodé.
L'interprétation la plus courante pour cette scène centrale est donc qu'il s'agit de la remise du péplos. Cependant, il existe d'autres hypothèses. La présence de l'homme identifié comme l'archonte-basiléus pose problème : aucun prêtre masculin n'officiait sur l'Acropole lors des Grandes Panathénées,. Les gestes pourraient faire penser qu'il s'agirait de l'examen des broderies (éléments essentiels du décor du péplos), qui devaient être peintes sur la frise. De même, il n'est pas possible de savoir quel est le mouvement des tabourets : vont-ils être posés ou sont-ils enlevés après avoir été utilisés ; sont-ils destinés à des humains ou aux deux divinités non-assises ? Le tissu est-il en train d'être plié ou déplié ? Est-ce l'ancien ou le nouveau péplos ? La scène représente-t-elle, comme souvent dans l'art grec,, l'après-cérémonie, et non le moment sacré lui-même, ? Jenifer Neils et E. B. Harrison considèrent que le péplos est en train d'être replié. John Boardman pense que la figure masculine reçoit le péplos et qu'il n'est nullement question de pliage ou dépliage. Les deux personnages adultes de cette scène centrale se tournent le dos : certains auteurs ont donc suggéré que deux cérémonies différentes pouvaient se dérouler.
L'organisation spatiale des dieux (ils tournent le dos à la remise du péplos et font face à la procession) permet elle aussi des interprétations plus subtiles. P. E. Corbett considère qu'il s'agit d'un défaut,. L'Allemand Eugen Petersen en 1873 suggère que ce serait une façon de montrer leur invisibilité. Pour Adolf Furtwängler en 1893, la cérémonie aurait lieu dans le Parthénon, hors de vue. La question se pose en effet aussi quant à l'endroit où se trouvent les dieux. Si l'interprétation la plus courante est l'Acropole, certains auteurs ont suggéré que ce puisse être l'Olympe voire l'Agora. Pour nombre d'auteurs, si les dieux tournent le dos à la remise du péplos, c'est qu'en fait ce n'est pas la remise du péplos mais le moment où l'ancien péplos est plié avant d'être rangé, ce qui est donc moins intéressant ; voire que le tissu n'est pas le péplos, mais un autre vêtement pour la statue d'Athéna. Enfin, pour Joan Connelly, les dieux tournent le dos à la cérémonie car il s'agirait d'un sacrifice humain. L'interprétation la plus couramment acceptée est que les dieux sont installés comme sur les gradins d'un théâtre, en demi-cercle, dominant les deux actions qui se déroulent à leurs pieds,,. Dès 1892, A. H. Smith avait suggéré cette organisation. Cependant, elle est encore discutée : ainsi, en 1981, Brunilde Ridgway considère que c'est chacun des deux groupes de dieux qui est organisé en demi-cercle.
S'il s'agit de la remise du péplos, les objets mal identifiés portés par les « Ergastines » seraient donc bien alors des éléments du métier à tisser le péplos. Les deux jeunes femmes en tête des groupes des « Ergastines », qui ne portent plus rien, auraient alors déjà déposé dans les mains de l'archonte-basiléus le péplos, qu'elles auraient porté jusque-là, et seraient donc les arrhéphores évoquées par Pausanias (I, 27, 3) et Aristophane (Lysistrata, v. 641-647),.

### Interprétations complémentaires
Dans un article de 1963, R. Meiggs s'interroge sur la présence d'un élément décoratif ionique, la frise, sur un bâtiment d'ordre dorique, le Parthénon. Il veut y voir le symbole de la domination politique athénienne sur diverses cités ioniennes dans le cadre de la ligue de Délos. Cependant, le mélange des ordres dans un même bâtiment n'était pas rare alors. De même, la ressemblance avec la frise du palais d'Apadana (de Darius à Persépolis) est lue comme une affirmation de l'hégémonie athénienne et de la toute-puissance politique de Périclès. Malgré tout, il semble peu probable que les Athéniens aient imité l'art de leur principal ennemi ; de plus, les alliés ne sont pas représentés sur la frise (contrairement à celle d'Apadana).
La parade d'hoplites, importante dans la procession des Panathénées, est absente de la représentation sur le Parthénon alors que les chevaux et chars occupent les deux-tiers de la frise,,. John Boardman propose une interprétation de cette absence des hoplites. Pour lui, les chevaux et les chars sont le signe de l'héroïsation ; les cavaliers et les chars sont organisés en dix groupes, représentant peut-être les dix tribus ; certains des cavaliers et apobátai sont en armure hoplitique. Ce serait alors la représentation de l'héroïsation des hoplites. Ce serait cette héroïsation à laquelle les dieux seraient venus assister et non à la remise du péplos, à laquelle d'ailleurs ils tournent le dos. La question qui se pose alors est de savoir qui est héroïsé. Dans l'Athènes du Ve siècle av. J.-C., la réponse devait être évidente : les marathonomaques, les Athéniens tombés à Marathon et enterrés sur place, sous un tumulus, où des signes de culte héroïque ont été retrouvés. Si on accepte aussi que les scènes représentées sur les métopes du Parthénon sont des allégories des guerres médiques, alors la frise pourrait représenter l'accueil des nouveaux héros par les dieux de l'Olympe. De plus, les Grandes Panathénées se tinrent en 490 av. J.-C. quelques jours avant la bataille de Marathon et les hoplites athéniens participèrent aux deux. Ils seraient donc représentés à la fois en train de participer à la procession et d'être héroïsés,,,. Dès lors, le nombre d'hommes à cheval ou sur un char, impossible à déterminer en raison des destructions, devrait être de 192 (soit le nombre d'hoplites tombés lors de la bataille selon Hérodote,,). Cela expliquerait l'absence des alliés, car la ligue de Délos n'existait pas encore. Cependant, cela signifierait aussi que la procession n'arriverait pas sur l'Acropole, mais à l'autel des Douze Dieux sur l'Agora. Malgré tout, la frise peut être une célébration de la victoire de Marathon, mais d'une façon plus générale.
Depuis Cyriaque d'Ancône, qui expliquait déjà que les sculptures du Parthénon évoquaient les « victoires des Athéniens du temps de Périclès », nombre d'historiens ont considéré que ce thème était présent dans la frise. Le pré-Parthénon devait déjà célébrer la victoire de Marathon. Son successeur pourrait être une célébration de toutes les victoires contre les Perses (Marathon, Artémision, Salamine, Platées, le cap Mycale et l'Eurymédon). Selon Jenifer Neils, la disposition des dieux (en groupes « terrestre » et « marin ») renforcerait cette interprétation. Elle ajoute comme arguments les fêtes religieuses célébrant la hiérogamie de Zeus et Héra (côte à côte sur la frise) à Platées, le fait qu'Artémis soit vénérée sur le cap Artémision, mais aussi à Munichie qui est pour elle en lien avec la victoire de Salamine.

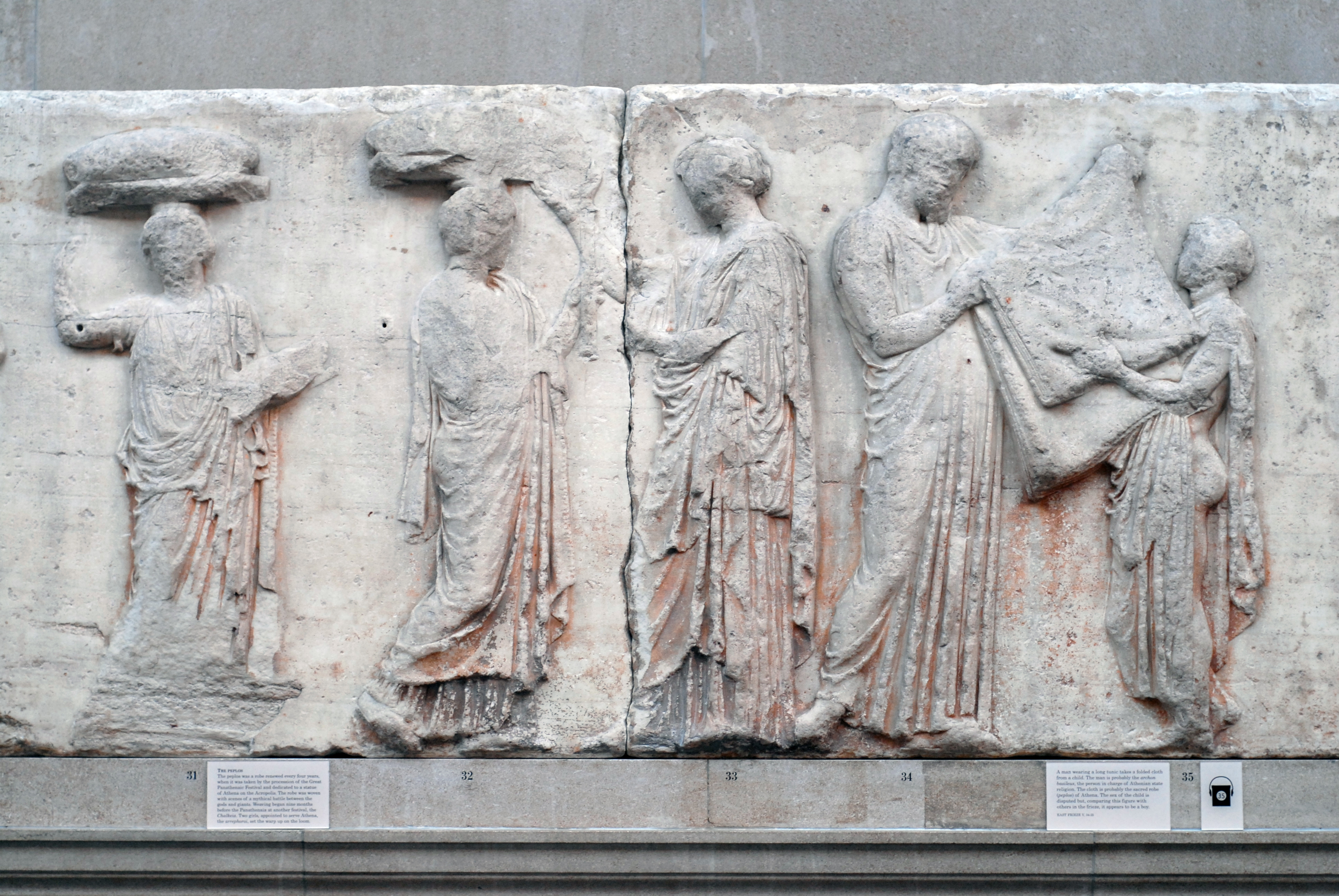
Scène centrale de la frise est, avec la numérotation.
De gauche à droite Est 31 (jeune femme), Est 32 (jeune femme), Est 33 (femme), Est 34 (homme), Est 35 (enfant)

Deux articles du début des années 1960 suggèrent que la frise pourrait faire référence à un épisode de l'histoire ancienne, mythologique, de la cité. Il pourrait s'agir de la fondation mythique des Panathénées et donc de la première remise du péplos, par Érichthonios, identifié dans le jeune garçon de la frise est (Est 35), à son prédécesseur Cécrops (Est 34, l'« archonte-basiléus »). Les trois figures féminines seraient alors deux des trois filles de Cécrops (Aglaure, Hersé ou Pandrose) accompagnant Gaïa (mère d'Érichthonios). Les lexicographes précisent que Pandrose fut la première personne à tisser des vêtements de laine (allusion au péplos),. Parmi les figures masculines (Est 44 et 45) se trouveraient aussi deux Athéniens mythiques essentiels, Égée et Thésée. La représentation du mythe fondateur, la première remise du péplos, permet aussi d'expliquer les absences (celle du navire ou des alliés). Elle expliquerait aussi l'importance de la cavalcade qui ne ferait pas partie de la procession, mais serait le rappel des concours hippiques de ces premières Panathénées mythiques. Cependant, cette interprétation propose aussi de voir certaines personnalités deux fois (contrairement à la convention artistique en vigueur alors) : Thésée et Égée qui se retrouvent aussi en Ouest 22 et Ouest 12 ; Hermès en Est 24 mais aussi Ouest 23 ; Poséidon en Est 38 et Ouest 27. Surtout, elle suggère que la figure Ouest 28 (masculine pourtant) soit Athéna Hippia. Enfin, cette interprétation a été proposée avant que soit découverte l'organisation des cavaliers par groupes correspondant aux tribus. John Boardman considère qu'elle complexifie trop les choses pour le public visé par l'œuvre. Robert Ross Holloway en 1966 reprend l'hypothèse d'Érichthonios, mais comme symbole d'une refondation des Panathénées. Pour lui, la frise serait le symbole du renouveau religieux et civique après les destructions des guerres médiques. Elle remplacerait toutes les statues brisées, comme le Parthénon remplacerait le pré-Parthénon brûlé. La fête religieuse serait donc aussi symboliquement restaurée, d'où la présence de son fondateur mythique. Cependant, les korés constituent 75 % des statues détruites retrouvées lors des fouilles, alors qu'il n'y a que dix cavaliers. Le remplacement de statues de jeunes femmes par des hommes à cheval semble peu probable. De plus, il n'existe aucun texte évoquant la nostalgie des Athéniens pour les œuvres d'art détruites.
L'archéologue américaine Joan B. Connelly propose en 1996 une interprétation liée à un autre mythe fondateur. La frise dépeindrait le sacrifice des filles du roi légendaire Érechthée pour sauver Athènes, menacée par Éleusis allié au roi de Thrace, Eumolpos. Érechtée consulte l'oracle de Delphes, lequel répond qu'il doit sacrifier l'une de ses filles. Les trois sœurs ayant fait le serment que la mort d'une d'entre elles entraînerait la mort des autres, elles offrent toutes les trois leurs vies pour sauver la cité. L'enfant Est 35 serait alors Chtonie, Est 34 son père Érechthée, Est 33 sa mère Praxithée, et en Est 31 et 32 se trouveraient ses deux sœurs Pandore et Protogénie. Le tissu serait un suaire. Ce que les figures Est 31 et 32 portent sur le tabouret serait alors aussi leur suaire. Une tragédie perdue d'Euripide, Érechthée, dont on a publié en 1967 cent cinquante lignes retrouvées dans un cartonnage de momie, avait ce mythe pour sujet. Cela expliquerait la présence de divinités au milieu des mortels, plus courante aux temps héroïques,,. Cette interprétation fait aussi de Praxithée la première prêtresse d'Athéna. C'est également un retour à un mythe fondateur des Panathénées. Cependant, il manque les éléments présents sur les autres représentations de sacrifice dans l'art : il n'y a ni autel ni couteau rituel. De plus, cette interprétation disjoint la scène centrale du reste de la frise, en opérant une sorte de retour dans le temps, car lors de ce sacrifice il n'y avait pas encore de Panathénées ni de procession. Cette interprétation place aussi la scène centrale en porte-à-faux avec l'atmosphère joyeuse du reste de la frise. Les rares sacrifices humains qu'on trouve dans l'art grec présentent tous une atmosphère de tristesse et de recueillement, qui n'est pas celle de la frise. Le sacrifice humain étant devenu un interdit de la religion grecque antique, il semble donc surprenant d'en trouver un au centre d'un des éléments clés du décor du principal bâtiment à vocation religieuse de l'Acropole.
Une interprétation plus récente avancée par William St Clair suggère que la frise représente la célébration de la naissance d'Ion, un descendant d'Erechthée. Cependant, cette interprétation a récemment été contestée par Catharine Titi, qui partage l'opinion de St Clair selon laquelle l'ambiance est festive plutôt que sacrificielle. Toutefois, Titi souligne que la célébration de la naissance d'Ion impliquerait la présence d'un nouveau-né, alors qu'aucun nouveau-né n'est visible sur la frise.
Il existe aussi toute une série d'interprétations politiques de la frise : on y verrait la célébration de l'Athènes démocratique (plutôt le fait d'une historiographie conservatrice) ou la célébration de l'Athènes aristocratique (plutôt le fait d'une historiographie marxiste). Pour les historiens conservateurs, les Panathénées étaient un événement « populiste », comme le montrent son renommage d'« Anathenaia » (fête en l'honneur d'Athéna) en « Panathenia » (fête de tous les Athéniens) et sa réorganisation par le tyran Pisistrate (allié au peuple contre l'aristocratie) ou l'utilisation de la foule du festival pour diverses agitations politiques au VIe siècle av. J.-C., voire l'assassinat d'Hipparque par les tyrannoctones, Harmodios et Aristogiton. Jerome Pollitt par exemple lit sur la frise les trois éléments principaux de l'idéologie de Périclès telle que rapportée par Thucydide (II, 35-46) dans l'éloge funèbre des marathonomaques : l'importance des agones (concours), des sacrifices et de l'entraînement militaire. Les apobátai représenteraient les agones ; la procession elle-même symboliserait les sacrifices ; les cavaliers évoqueraient la formation militaire. Au contraire, pour Lisa Maurizio et Robin Osborne, la frise est l'affirmation des valeurs aristocratiques : une cérémonie religieuse ancienne, remontant avant l'instauration de la démocratie et durant laquelle, comme sur la frise, l'idéal aristocratique du kalos kagathos est célébré. Cette autocélébration réactionnaire explique l'absence des métèques, des hoplites, des thètes et des esclaves mais aussi l'insistance sur les chevaux, symbole aristocratique.

## Histoire et conservation

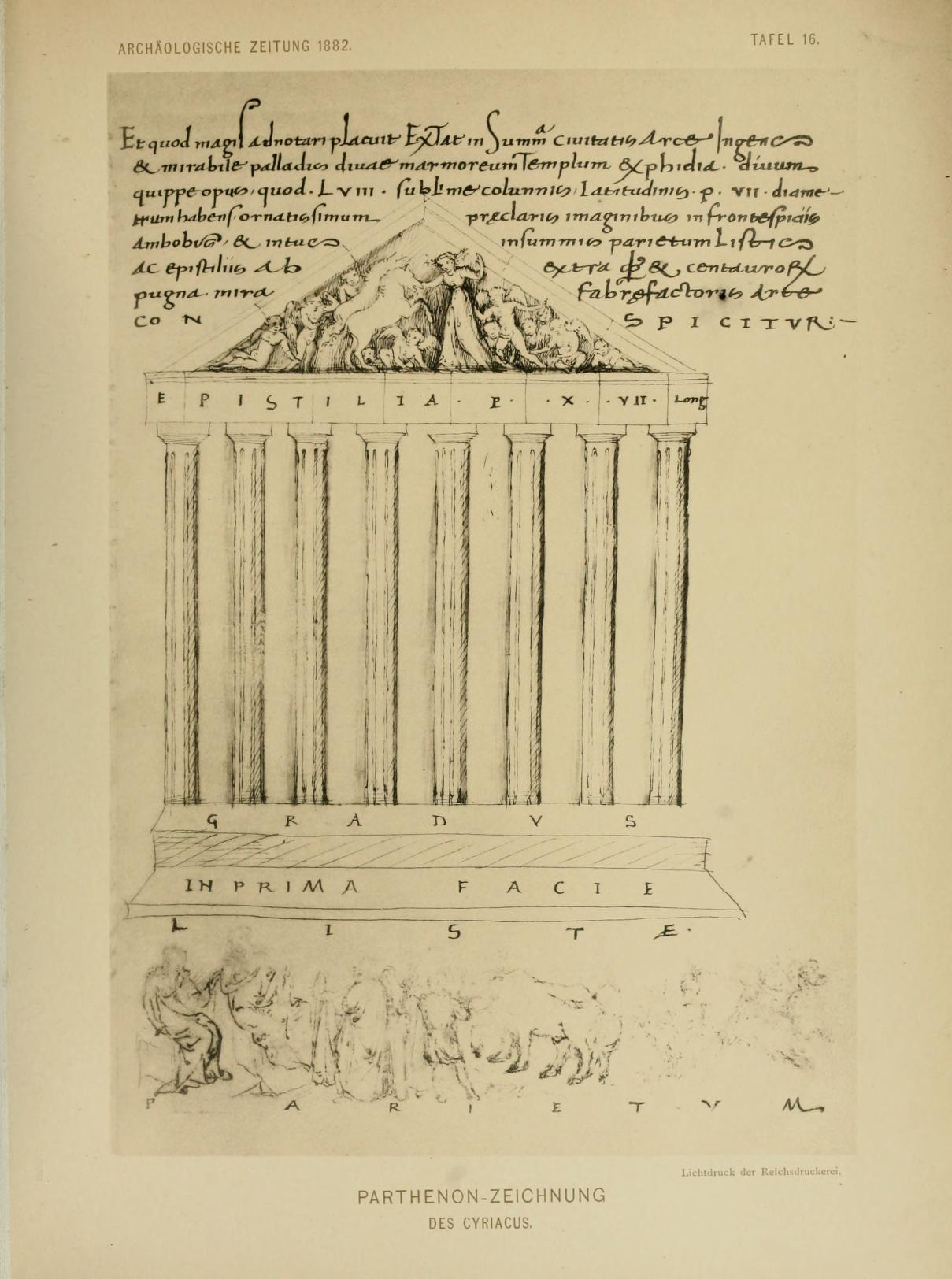
Le Parthénon par Cyriaque d'Ancône en 1436 : première représentation historique du bâtiment.
La frise est esquissée en bas.

### Histoire
La frise du Parthénon a pu subir au cours de son histoire des dégâts « naturels » : les coins en bas des plaques sont parfois absents, peut-être cassés lors de tremblements de terre. Le Parthénon lui-même fut ravagé par un incendie à une date mal déterminée durant l'Antiquité tardive, causant de graves dégâts dont la destruction du toit. La chaleur intense fissura de nombreux éléments de marbre et une restauration extensive fut réalisée. Le toit fut refait mais ne couvrait plus que l'intérieur, laissant découvert le péristyle, et donc la frise qui fut pour la première fois exposée aux intempéries.
Jusqu'à l'édit de Théodose en 380, le Parthénon conserva son rôle religieux « païen ». Il semble avoir connu ensuite une période plus ou moins longue d'abandon. Quelque part entre le VIe siècle et le VIIe siècle, le bâtiment fut transformé en église. Afin de créer une abside à l'est, la partie centrale de la frise fut déposée : elle ne figure pas sur les dessins attribués à Carrey, mais a été retrouvée. De même, pour créer des fenêtres dans la nouvelle nef, trois plaques de chaque côté (sud et nord) furent déposées,,,,. Les sculptures du Parthénon subirent le vandalisme chrétien, avant même la crise iconoclaste : de nombreuses métopes et des éléments des frontons furent détruits, parfois irrémédiablement. La frise y échappa, peut-être parce qu'elle était assez peu facilement accessible, et peu visible (même si quelques têtes auraient pu être vandalisées),. Au XIIe siècle, l'église dans le Parthénon changea à nouveau d'aspect. L'abside paléochrétienne fut remplacée par une nouvelle abside plus grande. Elle intégrait les deux colonnes centrales de l'ancien pronaos, nécessitant à nouveau la dépose d'une partie de la frise est. La frise ne fut pas touchée lors de la conversion du Parthénon-église en mosquée au XVe siècle, ni pendant les deux siècles qui suivirent. En 1674, un artiste au service du marquis de Nointel (ambassadeur français auprès de la Porte), peut-être Jacques Carrey, dessina une grande partie de la frise. Les éléments déposés à l'est manquent cependant. De même, il ne dessina pas l'intégralité des côtés nord et sud. Les dessins s'arrêtent en effet à la plaque Sud XXXVIII.
Le 26 septembre 1687, lors du siège d'Athènes par les Vénitiens commandés par Francesco Morosini, un tir de mortier toucha le bâtiment où avait été stockée la poudre (peut-être en raison de sa solidité),,,. Dans l'incendie qui se déclencha, celle-ci explosa, emportant les murs intérieurs (sauf à l'ouest) et une partie des frises nord et sud avec eux. Après le départ des Vénitiens dès 1688, et le retour des Ottomans, le bâtiment abrita à nouveau une mosquée. Les morceaux de marbre dispersés autour des ruines furent réduits en chaux ou réutilisés comme matériau de construction. Au XVIIIe siècle, les voyageurs occidentaux, de plus en plus nombreux, s'emparaient de morceaux de sculpture en guise de souvenirs,,,. La Royal Academy possédait ainsi depuis 1744 un grand fragment de la frise. En 1801, il manquait une partie de la plaque XIV lorsque les artistes employés par Elgin l'emportèrent. Elle fut offerte au British Museum en 1840 par son propriétaire. Louis-François-Sébastien Fauvel, peintre au service de l'ancien ambassadeur de France à Constantinople Choiseul-Gouffier s'était installé à Athènes au milieu des années 1780. Il avait comme instruction : « Enlevez tout ce que vous pouvez ». Il avait réussi, en corrompant les autorités locales, à récupérer un morceau de la frise est ainsi qu'une métope en creusant autour du bâtiment. Les deux se trouvent aujourd'hui au Louvre,. Cependant, une dizaine de plaques, tombées à la suite de l'explosion de 1687, avaient été enterrées et ainsi préservées jusqu'aux fouilles sur l'Acropole en 1833. Elles échappèrent donc aussi aux agents de Lord Elgin.

### Lord Elgin

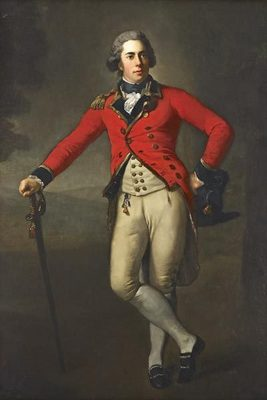
Lord Elgin par Anton Graff (1788).

En août 1800, l'équipe d'artistes (peintres, graveurs, mouleurs) engagée par Lord Elgin, ambassadeur britannique auprès du gouvernement ottoman, arriva à Athènes. Elle était dirigée par le peintre Giovanni Battista Lusieri. Lord Elgin voulait profiter de son ambassade pour « permettre aux Beaux-Arts anglais de faire des progrès » et « [permettre] au goût anglais de s'affiner ». Les employés d'Elgin avaient pour mission première de peindre et mouler les antiquités d'Athènes, et en second lieu d'en acheter. Ils ne pouvaient s'approcher suffisamment près de la frise pour la dessiner et la mouler, le Parthénon étant situé sur l'Acropole d'Athènes, une forteresse militaire interdite aux étrangers. À partir de février 1801, une première série de travaux fut réalisée, après corruption des autorités locales, mais cela ne constituait qu'une solution précaire,. Elgin, en juillet 1801, demanda et obtint de la Porte un firman donnant un accès définitif. La reconquête de l'Égypte par les Britanniques plaçait Elgin et ses employés en situation diplomatiquement favorable. Ils réussirent à obtenir une interprétation libérale du firman par les autorités locales, qui furent aussi grassement payées. Le 31 juillet 1801, deux métopes sud furent retirées, apportées dans la demeure du consul anglais Logotheti puis embarquées au Pirée pour l'Angleterre,. Un tiers des côtés sud et nord de la frise fut ensuite enlevé. Trop lourds, les blocs furent sciés en deux dans l'épaisseur. Le côté ouest fut presque intégralement laissé sur le bâtiment (Lord Elgin ne fit enlever que deux blocs au nord-ouest, se contentant de moulages du reste),. Dans l'année qui suivit, la moitié du décor sculpté du Parthénon fut enlevée, dont vingt plaques de la frise. À l'automne 1802, ce furent six nouvelles plaques, ainsi qu'une septième trouvée dans le sol. Les travaux continuèrent jusqu'en 1804-1805, sur le Parthénon, sur l'Acropole et ailleurs en Grèce,,.
Les nombreuses caisses d'antiquités collectées par les agents d'Elgin voyagèrent de la Grèce vers Londres sur plusieurs navires. L'un d'entre eux, le Mentor, navire personnel d'Elgin, coula en septembre 1802 dans le port de Cythère, avec à son bord dix-sept caisses de « marbres » contenant entre autres quatorze plaques de la frise (et un trône de marbre offert par l'archevêque d'Athènes aux beaux-parents d'Elgin),,. Quatre caisses furent repêchées rapidement grâce à des pêcheurs d'éponges. Le reste fut récupéré en 1803 et 1804, à grands frais (pour un total de 5 000 livres). Pendant ce temps, Lusieri continuait à prélever des antiquités sur l'Acropole : à nouveau des plaques de la frise, et une caryatide de l'Érechthéion. Il rencontra la concurrence de Lord Aberdeen qui tenta d'acheter pour sa collection personnelle ce qui restait de la frise sur le Parthénon en 1806. À cette date, quarante caisses attendaient d'être embarquées au Pirée. Lord Elgin loua une résidence sur Park Lane pour exposer, de façon temporaire, sa collection à partir de juin 1807. Antonio Canova fut contacté en vue d'une restauration des statues de marbre, comme c'était alors la mode. Il refusa d'y toucher, déclarant que ce serait un sacrilège. Son élève John Flaxman n'eut pas ces scrupules et accepta de s'en charger, mais la restauration n'eut jamais lieu car Elgin était ruiné. Sa dette totale à la suite de frais occasionnés par sa collection s'élevait à 27 000 livres et Flaxman en réclamait 20 000 de plus pour ses travaux.
Exposés dans un « abri de jardin » dans la résidence Elgin sur Park Lane, les marbres furent rapidement très à la mode. Toute la bonne société londonienne ainsi que les artistes vinrent visiter l'exposition temporaire. Les difficultés de Lord Elgin s'aggravèrent cependant. Richard Payne-Knight, membre influent de la Société des Dilettanti, déclara que les marbres ne dataient que de la période d'Hadrien, se basant sur les conclusions de Jacob Spon qui s'était rendu à Athènes à la fin du XVIIe siècle. Payne-Knight soutint cette thèse jusqu'à sa mort, dix-huit ans plus tard. Elle fut acceptée par beaucoup, parfois dans une version plus subtile : les marbres auraient été endommagés durant l'Antiquité et restaurés à l'époque d'Hadrien. Au début des années 1810, les travaux de l'équipe d'Elgin sur le Parthénon furent dénoncés comme des déprédations, principalement par le grand poète alors à la mode, Lord Byron, mais aussi par Edward Daniel Clarke qui publia le récit de voyage le plus populaire de l'époque, ou par l'archéologue Edward Dodwell. Pressé par les problèmes financiers, Lord Elgin n'avait plus les moyens de conserver sa collection qu'il avait déjà tenté, sans succès, de vendre à l'État britannique en 1803. Il quitta sa résidence de Park Lane et les marbres furent entreposés dans une arrière-cour de Burlington House qui appartenait alors au duc de Devonshire. Lorsque ce dernier vendit son hôtel particulier au milieu des années 1810, Lord Elgin dut trouver une solution pour ses cent vingt tonnes de marbre. Il tenta à nouveau de les vendre à l'État britannique, à un moment difficile. À cette même époque, la France vaincue devait restituer les œuvres d'art qu'elle avait prélevées à travers l'Europe. La question de la restitution des « marbres d'Elgin » se posa alors sérieusement, même si le Prince-Régent y était opposé. En parallèle, Louis Ier de Bavière déposa dans une banque londonienne une somme destinée à acheter les marbres si le gouvernement anglais devait les refuser. Elgin demandait que les marbres lui fussent achetés au prix qu'ils lui avaient coûté, soit 74 240 livres. Il lui fut proposé 35 000 livres : il accepta et resta donc endetté. Les marbres furent installés au British Museum. Dans la loi d'achat votée par le Parlement, il fut proposé un amendement stipulant que la Grande-Bretagne ne garderait les marbres que jusqu'à ce que leur propriétaire légitime les réclame. Mais cet amendement fut rejeté.

### Controverses

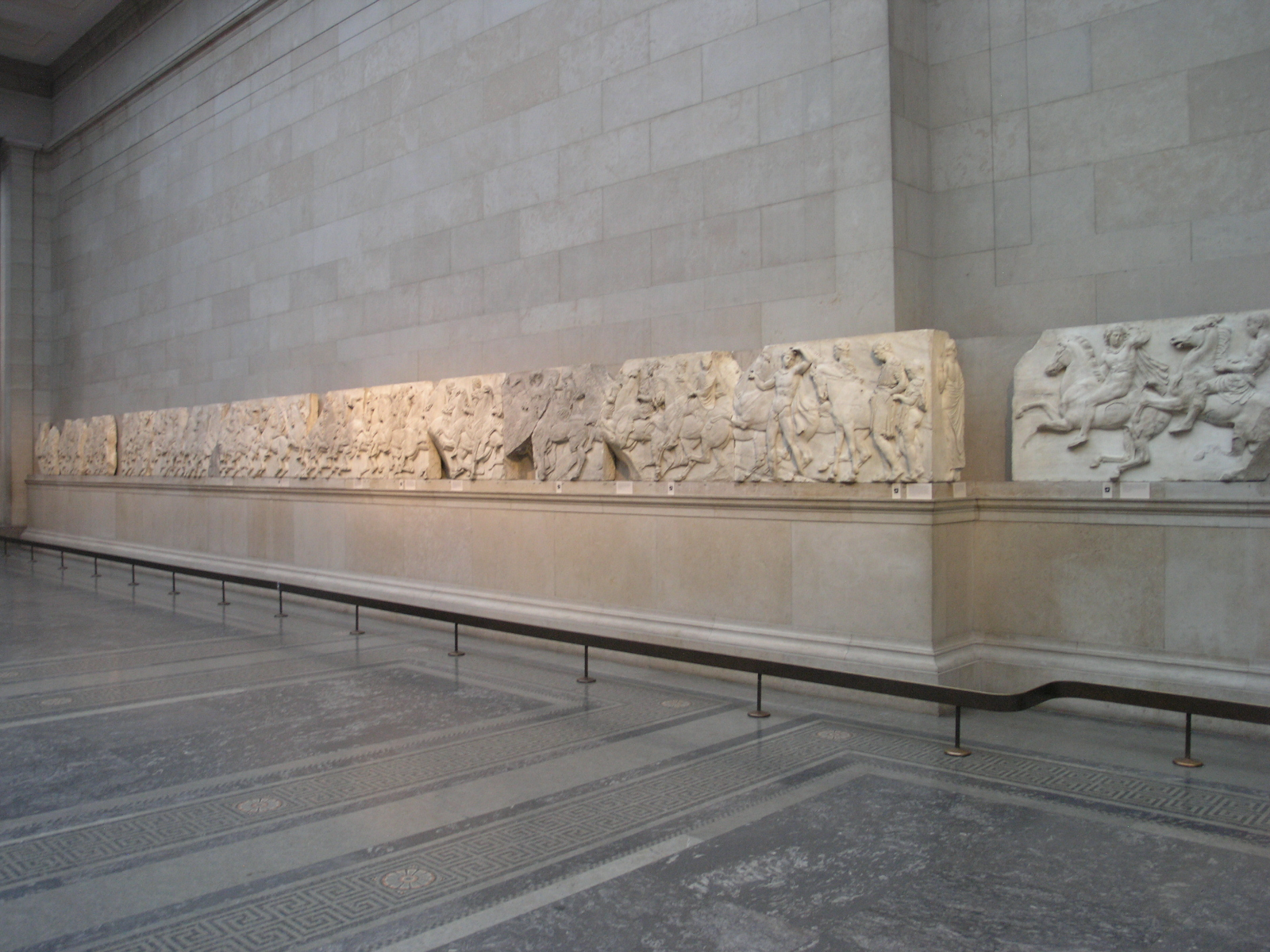
Installation de la frise au British Museum.

Dès les premières années qui suivirent son indépendance, la Grèce essaya de faire revenir sur son sol les marbres du Parthénon, dont ceux de la frise. Ainsi, des négociations se déroulèrent entre 1834 et 1842 lorsque le roi Othon tenta de les racheter.
Depuis, le gouvernement grec exige régulièrement la restitution de la frise du Parthénon, et avance deux arguments : le premier fait valoir que tout État doit pouvoir être propriétaire d'un élément essentiel de son patrimoine culturel ou historique ; le second, que la frise a été achetée au gouvernement ottoman, qui ne représentait pas le peuple grec,. À cette argumentation, le gouvernement britannique répond que la frise a été achetée au représentant de l'autorité souveraine en fonction au moment de la vente, c'est-à-dire la Sublime Porte et que l'État britannique en est donc le légitime propriétaire. Quant au British Museum, il répond que les éléments de la frise font partie du patrimoine mondial et qu'elles sont plus accessibles au public à Londres qu'à Athènes,,.
Les partisans du British Museum prétendent, également, que les marbres ont été mieux conservés à Londres que dans la pollution athénienne. Or, l'atmosphère du Londres victorien était une des plus polluées de l'histoire humaine. Les traces de suie, de dioxyde de carbone et de soufre datant du XIXe siècle sont encore visibles sur les blocs les plus fragiles de la frise qui ont échappé au nettoyage intempestif de 1937-1938. En effet, lorsque le marchand d'art Joseph Duveen décida de financer une nouvelle aile du British Museum pour accueillir les marbres, il posa un certain nombre d'exigences, dont celle de nettoyer la frise. Persuadé que le marbre antique était d'une blancheur immaculée, il paya le personnel de service du musée pour faire enlever la suie de la frise. Ce nettoyage, à l'eau, mais aussi à l'aide d'abrasifs, voire de ciseaux métalliques fut interrompu au bout de quinze mois, lorsque le directeur du musée fut alerté (en l'absence du conservateur responsable des marbres). L'affaire, d'abord passée sous silence, fut révélée par la presse au printemps 1939,.

### Conservation

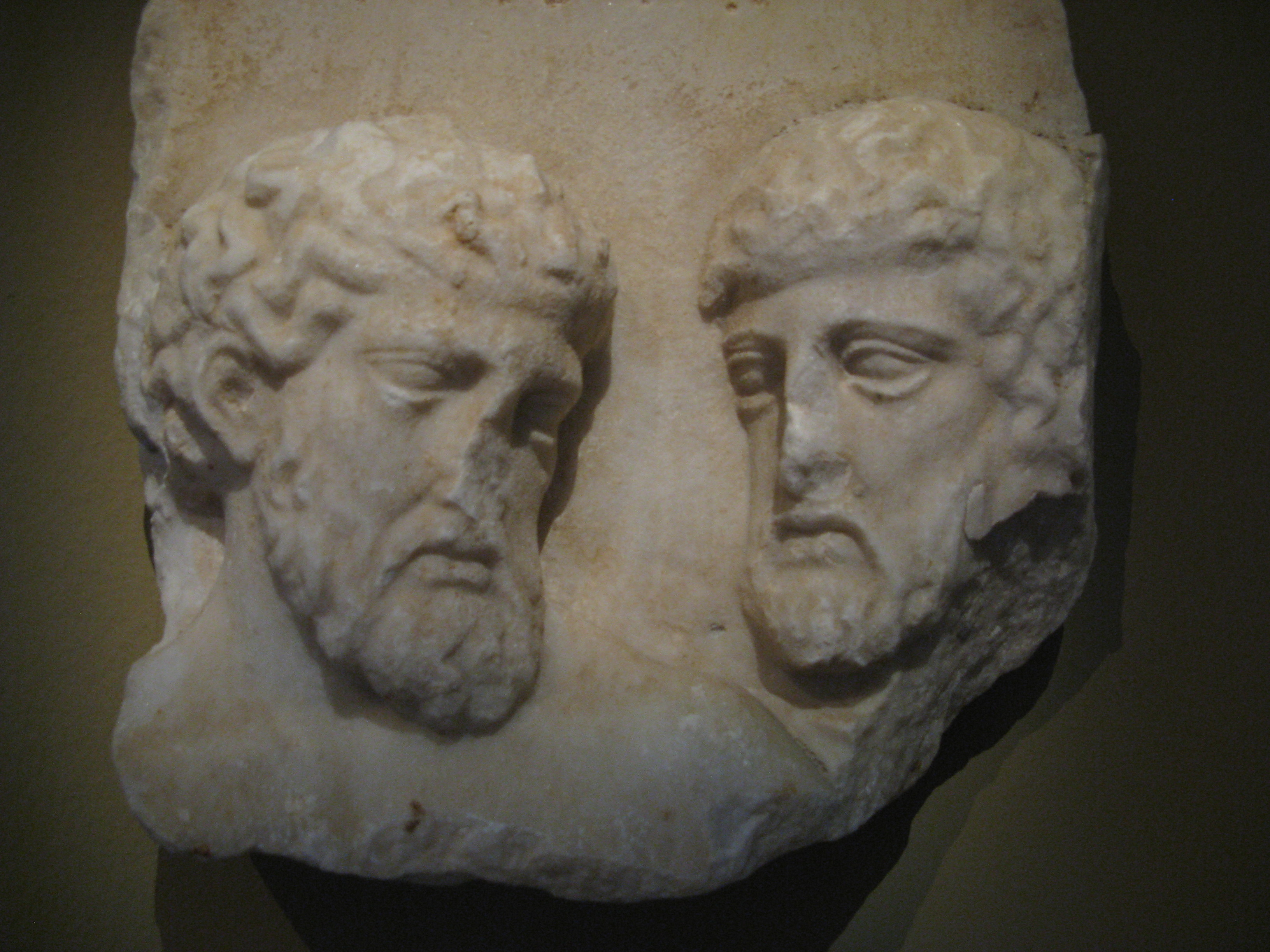
Têtes de thallophores, Kunsthistorisches Museum, Vienne.

Après leur achat par le British Museum en 1816, les marbres furent exposés dans une salle temporaire, jusqu'à ce que l'aile dessinée par Robert Smirke, dite « Elgin Room » fût achevée en 1832. Dans les années 1930, Joseph Duveen offrit une nouvelle aile nommée la « Duveen Gallery », dessinée par John Russell Pope. Elle fut achevée en 1938 et les marbres ne purent y être placés avant la Seconde Guerre mondiale. Pendant le conflit, la frise fut mise à l'abri dans les tunnels du métro de Londres, ce qui s'avéra pertinent puisque la Duveen Gallery fut intégralement détruite par les bombardements. La frise quitta son abri souterrain en 1948-1949 pour être réinstallée dans la « Elgin Room », avec le reste des marbres. Elle trouva son emplacement définitif en 1962, à la fin de la reconstruction de la nouvelle aile.
En 1993, les derniers éléments de la frise encore en place sur le Parthénon furent déposés et remplacés par des copies, en vue d'être préservés. Il n'existe donc plus sur le bâtiment aucun élément original,. Le « nouveau » musée de l'Acropole d'Athènes, achevé en juin 2009, a été construit et aménagé dans le but d'abriter l'intégralité des marbres du Parthénon, à leur retour en Grèce.
La moitié de la frise (cinquante-six plaques) est conservée à Londres au British Museum ; un tiers (quarante plaques) est à Athènes, au musée de l'Acropole ; le reste est conservé dans divers autres musées européens : une plaque complète au Louvre, des fragments au Vatican, à Vienne (deux têtes de thallopores) et à Heidelberg. Le musée archéologique de Palerme, qui possédait un fragment du pied droit d'Aphrodite l'a prêté au musée de l'Acropole d'Athènes. Un cinquième a été détruit en 1687, mais la moitié de ce qui a disparu est connu par des gravures. Donc, seuls 10 % de la frise restent inconnus,,.
En combinant les éléments conservés dans les divers musées, les gravures (dont celles attribuées à Jacques Carrey), les moulages et autres représentations, il est possible de se faire une idée de la frise dans son ensemble, mais il existe très peu d'endroits où la voir dans sa totalité. Le moulage quasi complet de la Skulpturhalle de Bâle en est un rare exemple. Entre 1835 et 1939, le British Museum entreprit de recenser les fragments connus et d'en réunir tous les moulages. Par exemple, la plaque XII (char, frise nord) est connue par un dessin attribué à Carrey et un autre de James Stuart (1751-1753). Entre les deux, le torse et la tête de l’apobátês ont disparu. La plaque fut envoyée à Londres telle quelle par Elgin. Le torse fut retrouvé sur l'Acropole lors des fouilles de 1888-1889 et son moulage fut ajouté à la plaque conservée au British Museum. Il fut ensuite retiré, car le mécène Joseph Duveen exigea que seuls les originaux soient exposés dans le lieu qu'il avait financé.

## Influence dans l'art

### Durant l'Antiquité

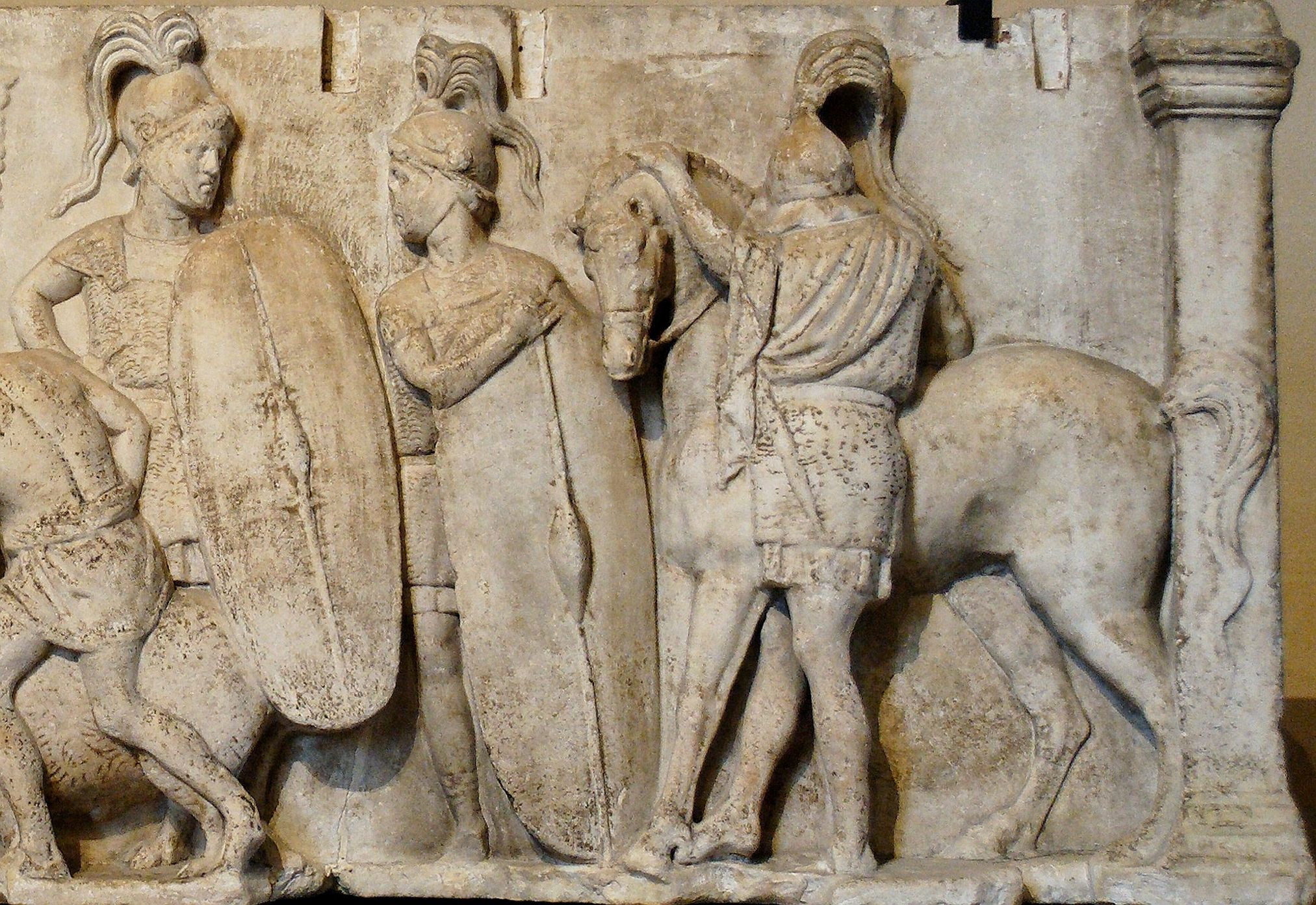
Dernière séquence de la base du groupe statuaire de Domitius Ahenobarbus, le dernier personnage à droite fait le même geste que la figure Ouest 25 (plaque Ouest XIII) de la frise du Parthénon.

Dès sa création, il semblerait que la frise du Parthénon ait inspiré les artistes, même s'il est difficile de savoir ce qui relevait alors de thèmes génériques ou de l'influence directe. Les spécialistes de l'art antique hésitent sur la façon dont la frise était utilisée : directement, en allant copier les motifs, grâce à des échafaudages, ou indirectement, via des reproductions voire les dessins préparatoires.
Un certain nombre de vases, datés des alentours de 430 av. J.-C. et rappelant la frise, ont été produits par Polygnote et son atelier, par le peintre de Cléophon ou le peintre d'Achille. Ainsi, le stamnos « des Dioscures », de Polygnote évoque les cavaliers à pétase de la frise sud. La façon dont les chlamydes des cavaliers ou les crinières des chevaux prennent le vent se retrouve dans de nombreux vases de la fin du Ve siècle av. J.-C. Le thème de l’apobátês était inexistant dans la céramique attique avant la fin du Ve siècle av. J.-C. où il devint très populaire pour près d'un siècle. Une pélikè à Berlin copie la figure Ouest 25 (plaque Ouest XIII) : le cavalier plaçant son pied droit contre le sabot avant droit de son cheval pour lui écarter les jambes. On retrouve ce motif jusque sur la base du groupe statuaire de Domitius Ahenobarbus au IIe siècle ap. J.-C. Les plaques de la frise sud représentant des bovins menés au sacrifice inspirèrent tout au long de l'histoire, et ce dès la céramique antique avec par exemple une œnochoé du peintre de Dinos datant de 420 av. J.-C. représentant deux jeunes menant un taureau au sacrifice ou un cratère de la même date à la manière du peintre de Dinos avec Thésée et le taureau de Marathon. La frise suscita aussi des parodies, comme le cratère attribué à Pollion et intitulé Chanteurs aux Panathénées (vers 420 av. J.-C.). Les satyres ont même le rythme noté pour les hydrophores, et peut-être pour les musiciens, mais cette partie de la frise a été perdue et n'est pas dans les dessins dits de Carrey : l'un accorde sa lyre, le suivant joue, le dernier a fini de jouer.
La frise eut évidemment une influence directe sur les frises sculptées dans les années qui suivirent, en premier lieu celle de l'Héphaïstéion (dit « Théséion »), construit à peu près en même temps. La frise du temple d'Athéna Nikè, juste à côté, lui doit aussi beaucoup : on y retrouve deux fois (plaques 3 et 11 du temple d'Athéna Nikè) le motif du bovin mené au sacrifice et bien sûr le geste d'Athéna attachant sa sandale rappelle les deux figures de la frise ouest (Ouest 12 et 29). Au-delà des motifs, les techniques de sculpture sur cette frise semblent directement inspirées de ce qui s'était fait un peu plus tôt sur le Parthénon, principalement l'usage de la foreuse. Il se pourrait aussi que les mêmes artistes aient simplement travaillé sur les trois frises (Parthénon, Héphaïstéion et temple d'Athéna Nikè). Une fois le chantier terminé, ces artistes ont aussi poursuivi leur travail, cette fois-ci pour des commandes privées. De nombreuses stèles funéraires de l'époque ont dû être produites dans ce cadre, comme la stèle funéraire « au chat » provenant d'Égine (vers 420 av. J.-C.). Elle est directement attribuée à un sculpteur du Parthénon, pour la technique de la foreuse et parce que les deux personnages ressemblent à deux de la frise nord (Nord 135 et 136). Il y eut alors aussi, comme pour les vases, une mode du motif de l’apobátês sur les stèles funéraires.
Dans les siècles qui suivirent, l'influence de la frise rayonna dans le monde antique. Le sarcophage lycien de Sidon, dit « lycien », en raison de sa forme caractéristique mais provenant de la nécropole royale de Sidon, fait partie des œuvres évoquées dans ce cadre. Datant de 400 - 375 av. J.-C., il est attribué à un sculpteur ayant travaillé sur le Parthénon, ou au moins formé en Attique. Les petits côtés évoquent les métopes du combat des centaures et Lapithes. Les grands côtés doivent beaucoup à la frise, toujours au thème très populaire de l’apobátês, même si les têtes des chevaux des quadriges ressemblent plus à celles des chevaux des frontons. L'« Arès Ludovisi », copie romaine d'un original grec (IVe siècle av. J.-C.) conservée au Palais Altemps, imite la pose décontractée de l'Arès de la frise.
Durant l'époque augustéenne, l'art grec du Ve siècle av. J.-C. fut très en vogue. Le motif de l’apobátês se retrouve sur nombre de céramiques ou bronzes. Une plaque de bronze retrouvée à Templemars est quant à elle la copie du thème du bovin mené au sacrifice. La frise de l'Ara Pacis doit beaucoup à celle du Parthénon. Elle se déplace de la même façon en parallèle des deux côtés du bâtiment. Les himations des femmes ont des drapés similaires. Le panneau de Tellus Mater évoque l'Aphrodite de la frise est et devient alors aussi un hommage à la gens julia à laquelle appartenait Auguste : Vénus, ancêtre de la gens est assimilée à la déesse nourricière italique et l'autel est érigé à la demande de l'Empereur. De même, la Gemma Augustea, avec un Auguste en majesté, rappelle le Zeus de la frise est. Ces différents exemples permettent de conclure un certain nombre de choses. À l'époque romaine, non seulement la frise était vue, mais elle était connue au point de devenir une référence artistique. Elle a pu aussi être assimilée dans l'idéologie augustéenne comme modèle civique pour la société de son temps. La frise fit ensuite sentir son influence artistique à Rome surtout à l'époque d'Hadrien, l'empereur philhellène. Un panneau de marbre provenant de la Villa d'Hadrien (vers 120) évoque la plaque Ouest VIII.

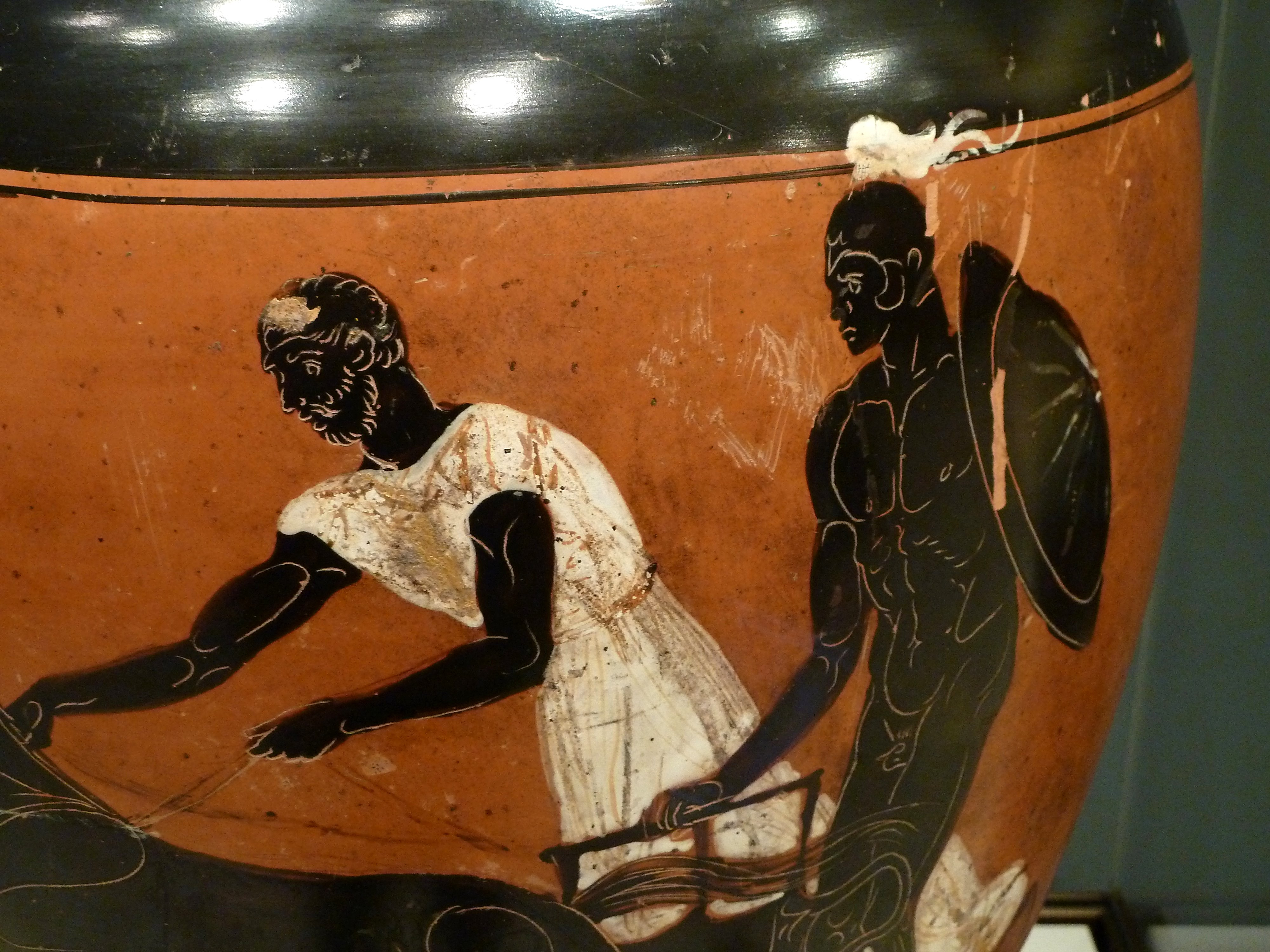
Amphore panathénaïque, à motif d’apobátês (340 - 339 av. J.-C.) Villa Getty.
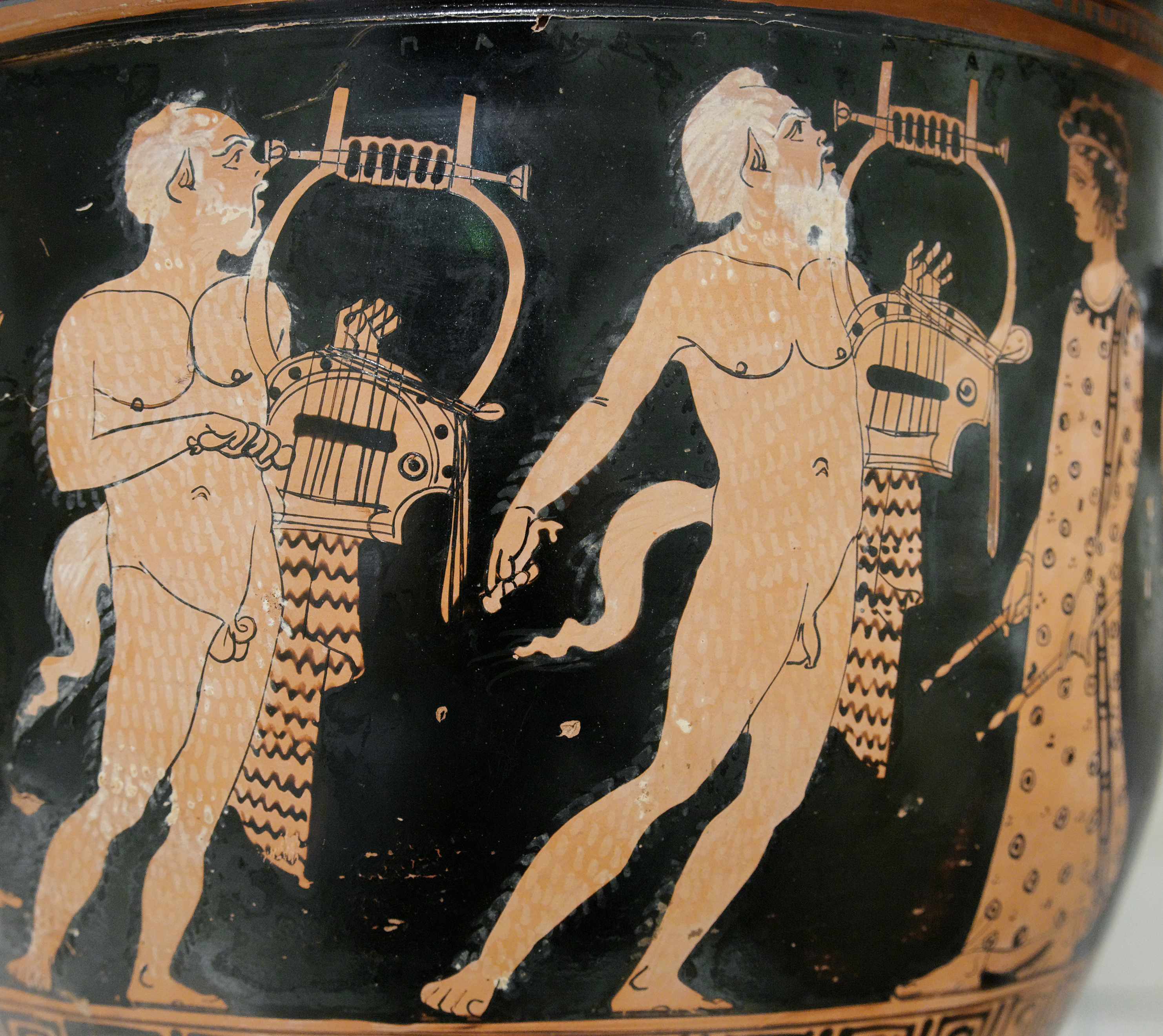
Chanteurs aux Panathénées, considéré comme une parodie de la frise du Parthénon. Cratère attribué à Pollion (vers 420 av. J.-C.). Metropolitan Museum of Art.
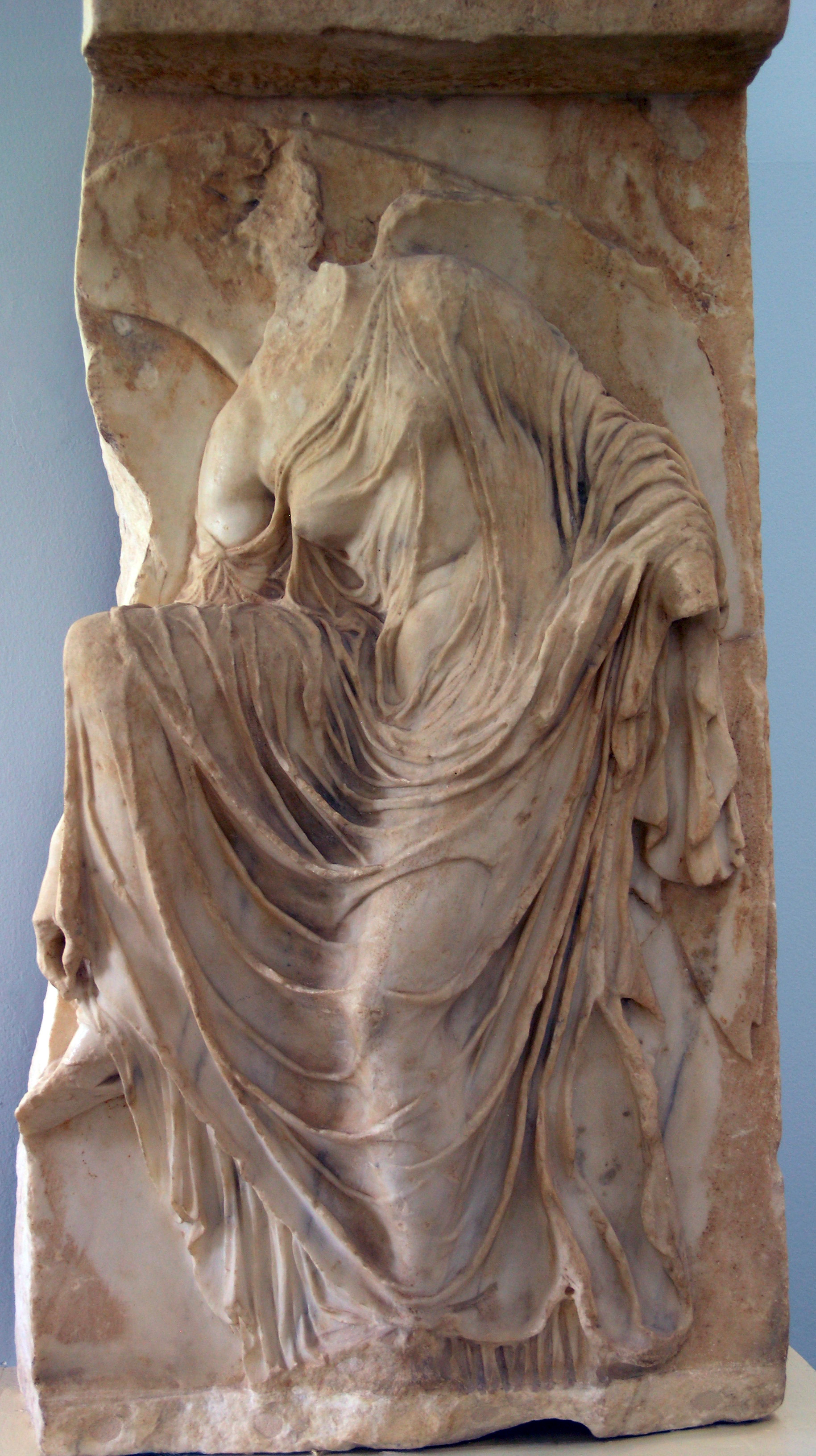
Athéna attachant sa sandale. Temple d'Athéna Nikè. Peut-être inspiré par les figures Ouest 12 et 29 de la frise du Parthénon.
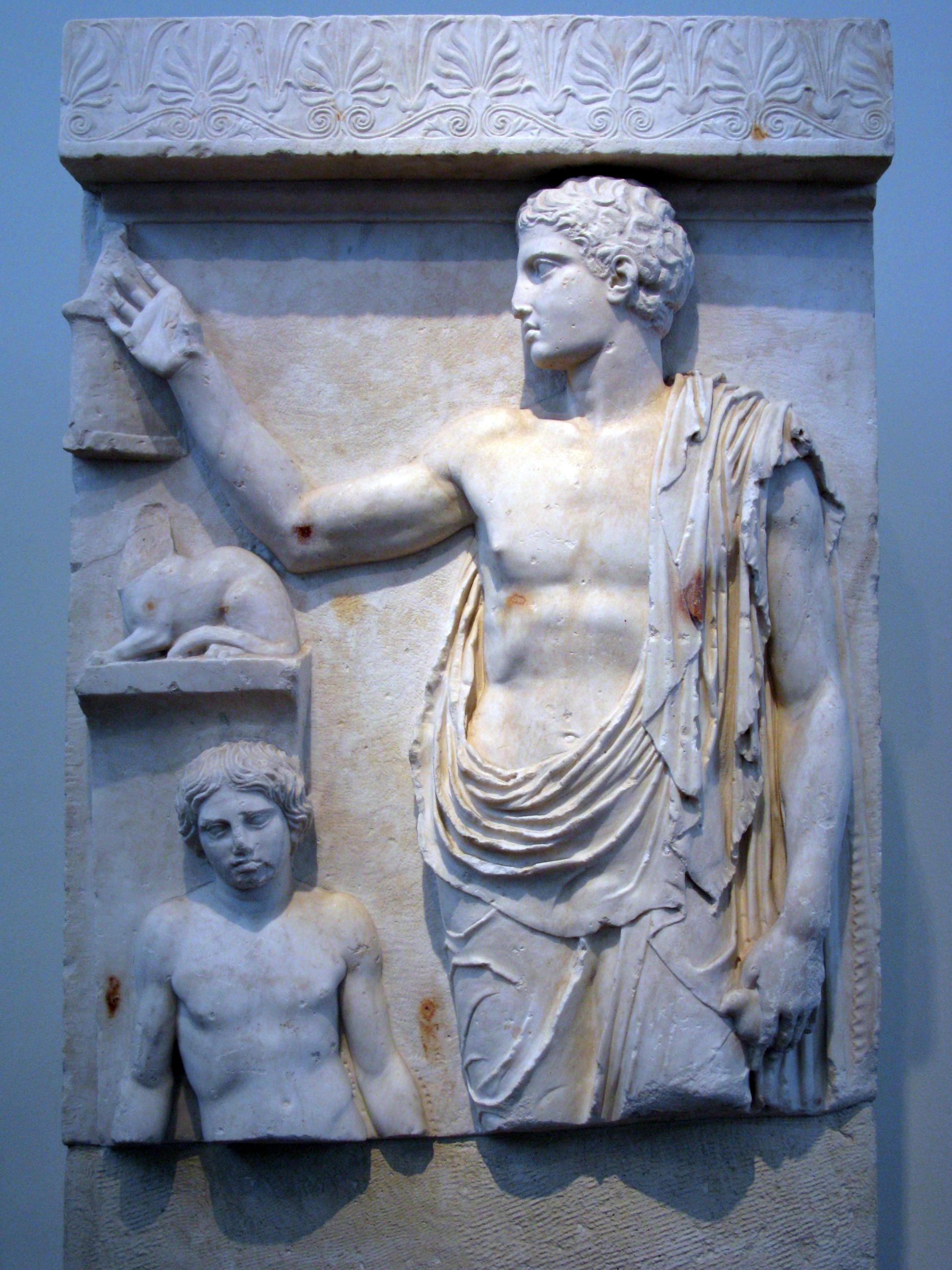
Stèle funéraire « au chat » attribuée directement à l'un des sculpteurs de la frise du Parthénon. Musée national archéologique d'Athènes.
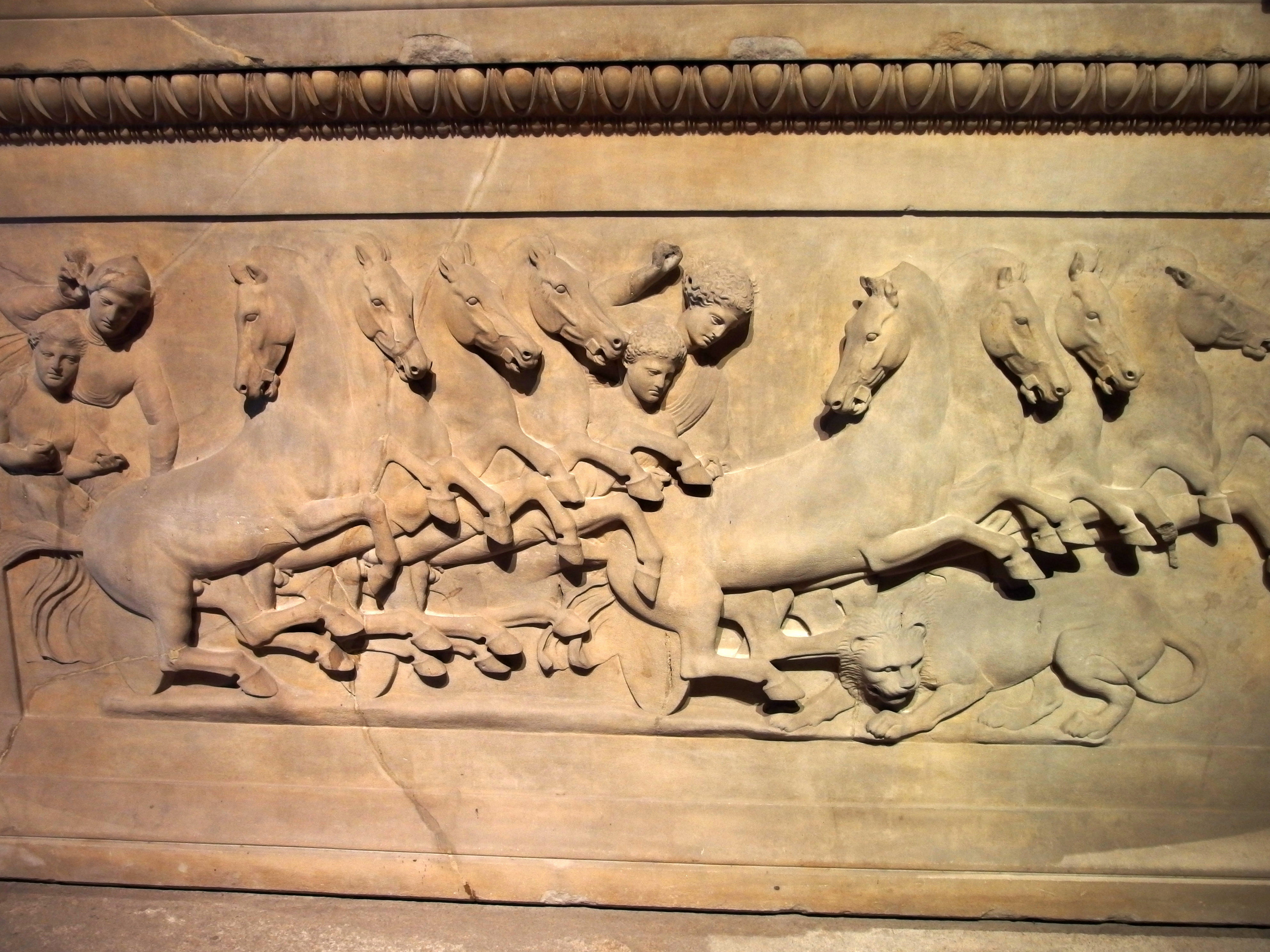
Sarcophage « lycien » (vers 400 - 375 av. J.-C.), inspiré de la frise mais aussi des frontons et métopes du Parthénon. Musée archéologique d'Istanbul.
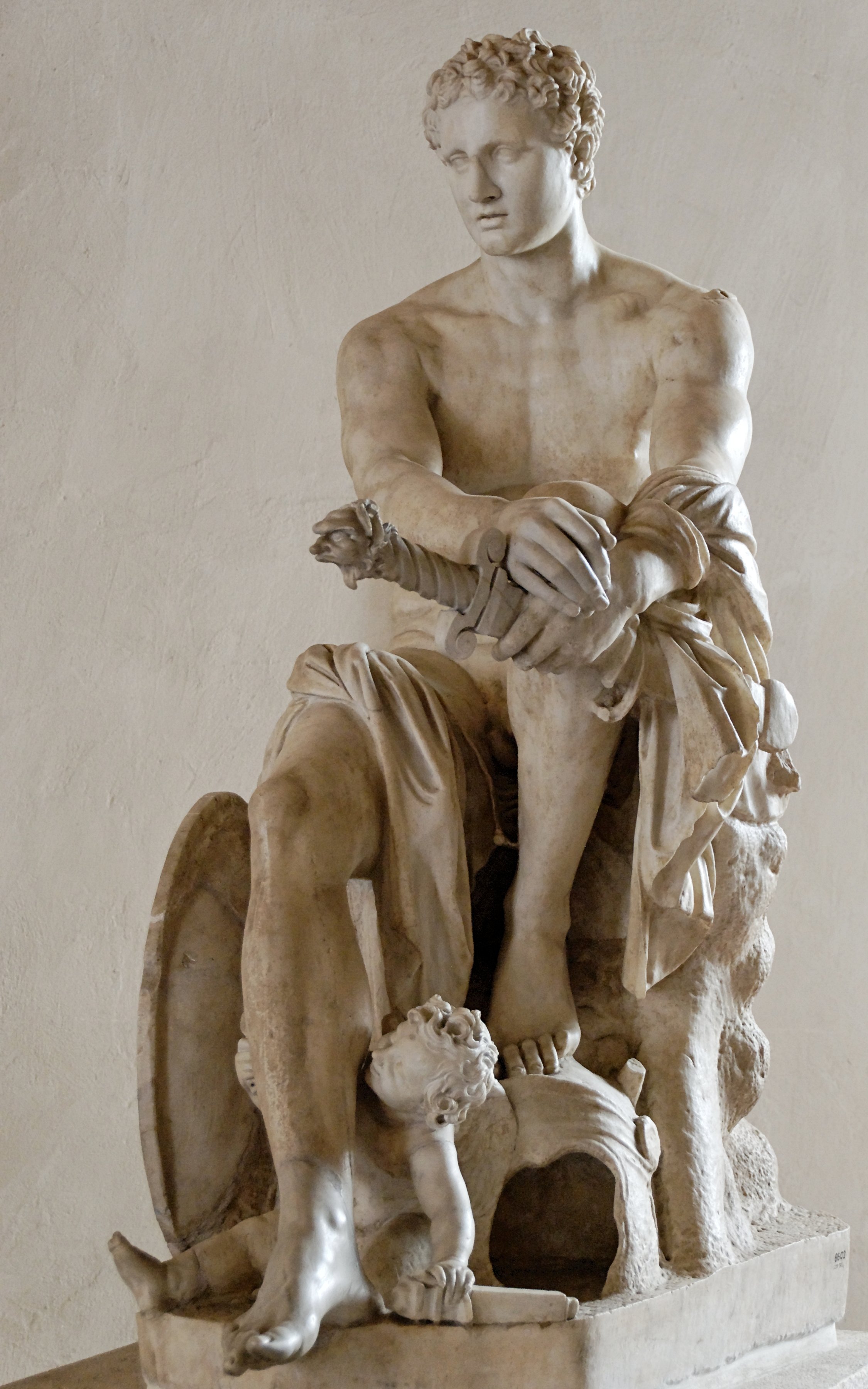
« Arès Ludovisi », copie romaine d'un original grec (IVe siècle av. J.-C.) imitant la pose de l'Arès de la frise. Palais Altemps.
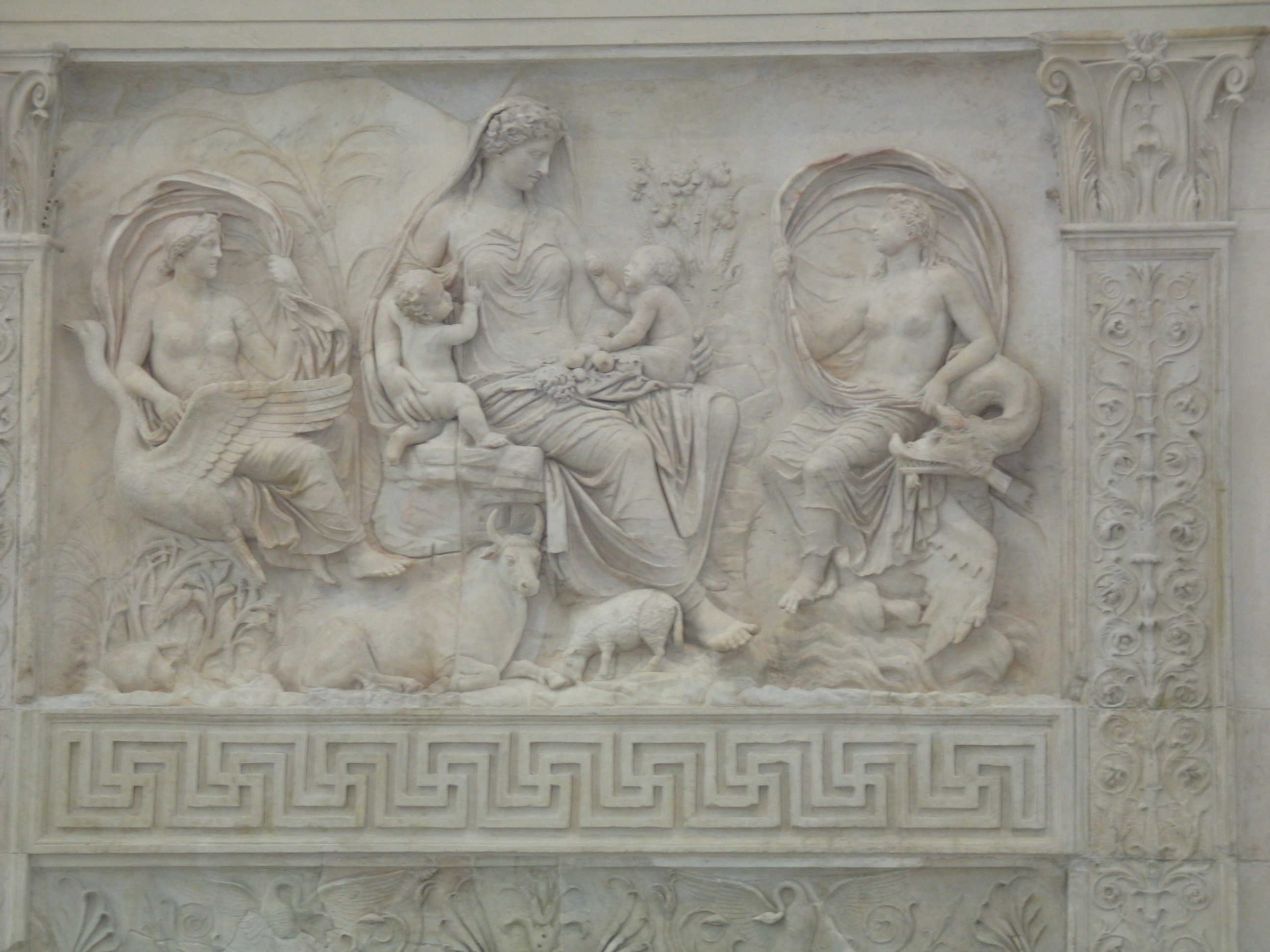
Panneau allégorique avec Tellus Mater, Ara Pacis, évoquant l'Aphrodite de la frise est.
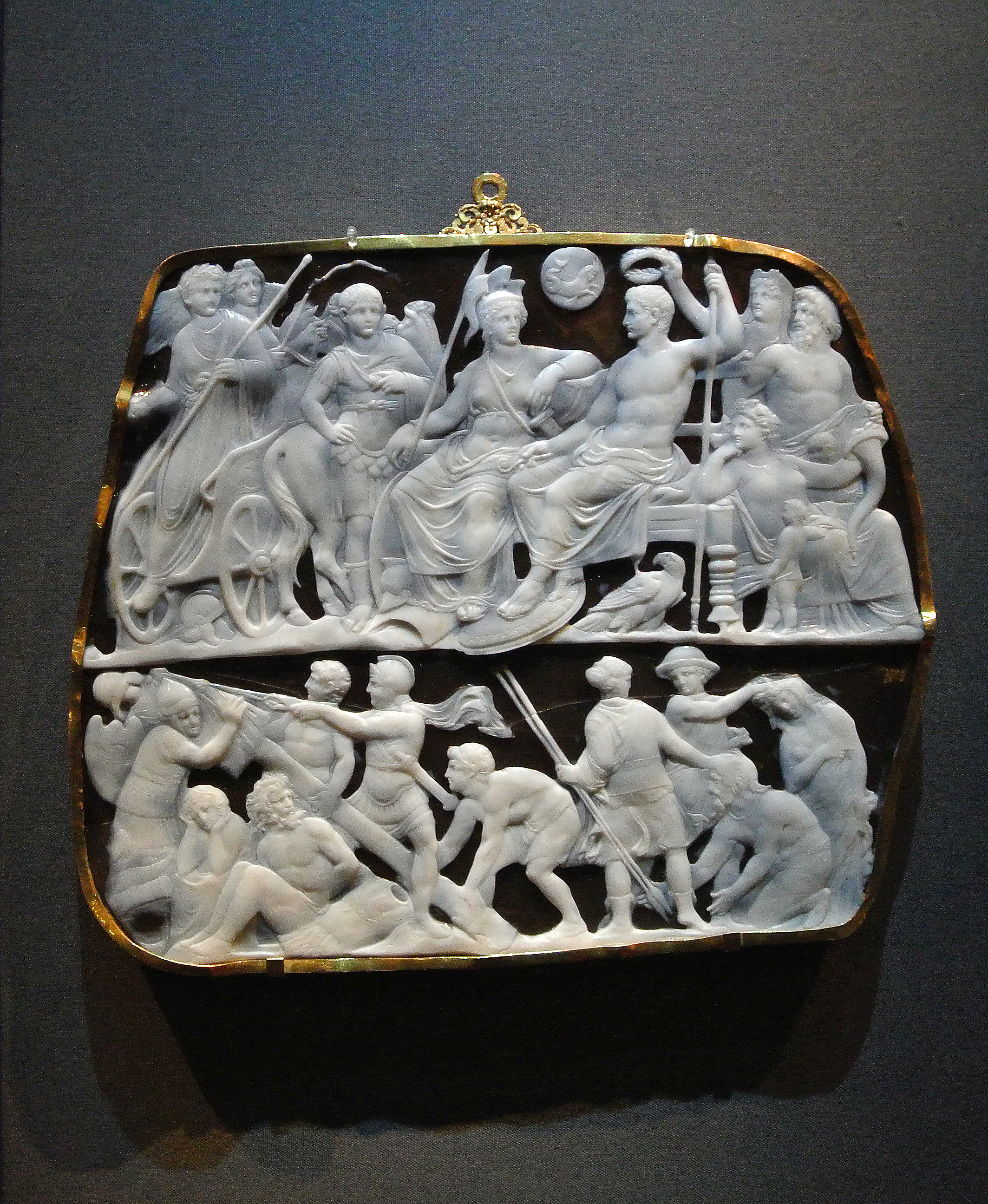
Gemma Augustea, camée du Ier siècle. Auguste en majesté rappelant le Zeus de la frise est. Kunsthistorisches Museum.
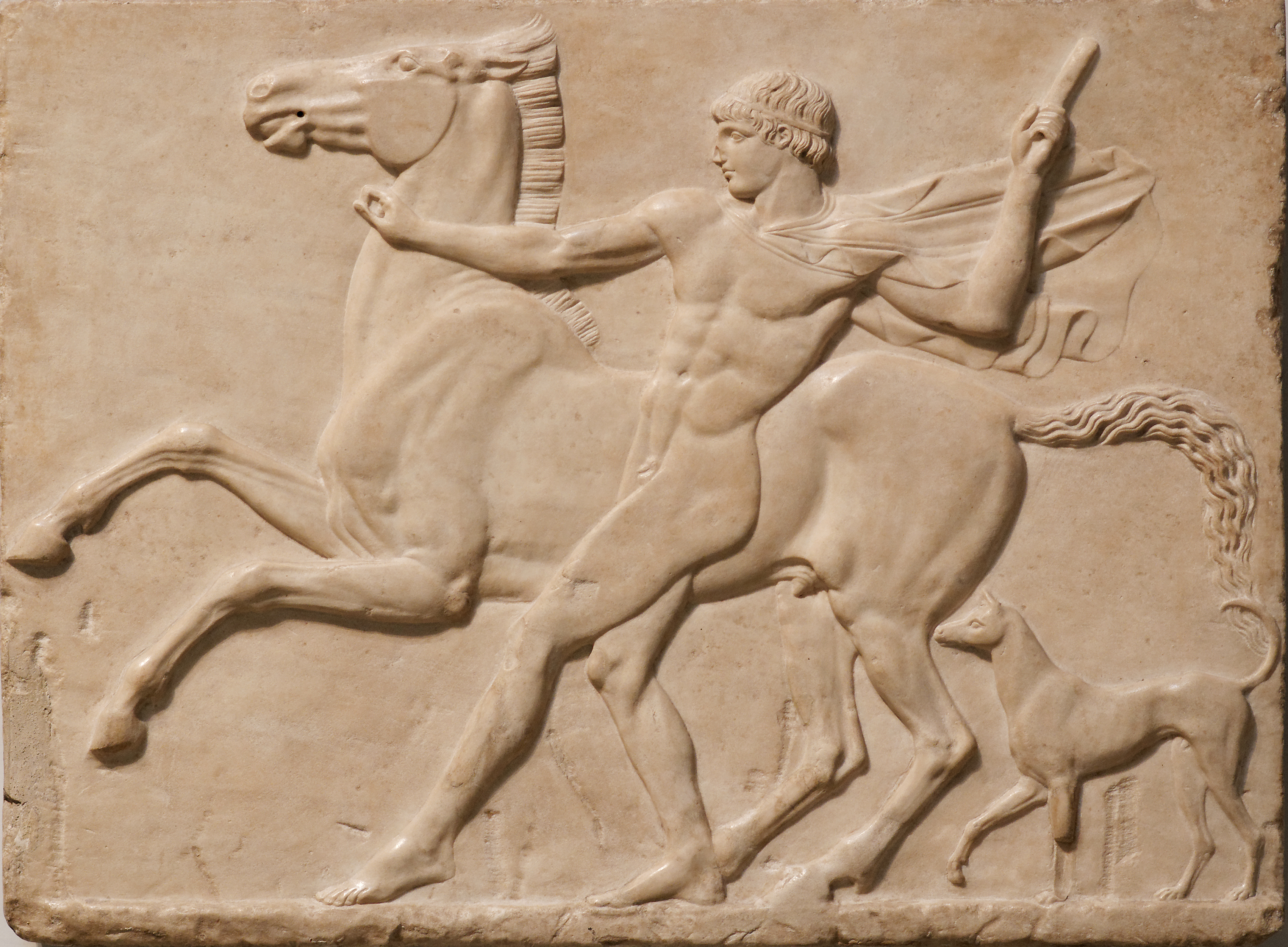
Panneau de marbre provenant de la Villa d'Hadrien (vers 120) rappelant la plaque Ouest VIII. British Museum.

### Époques récentes

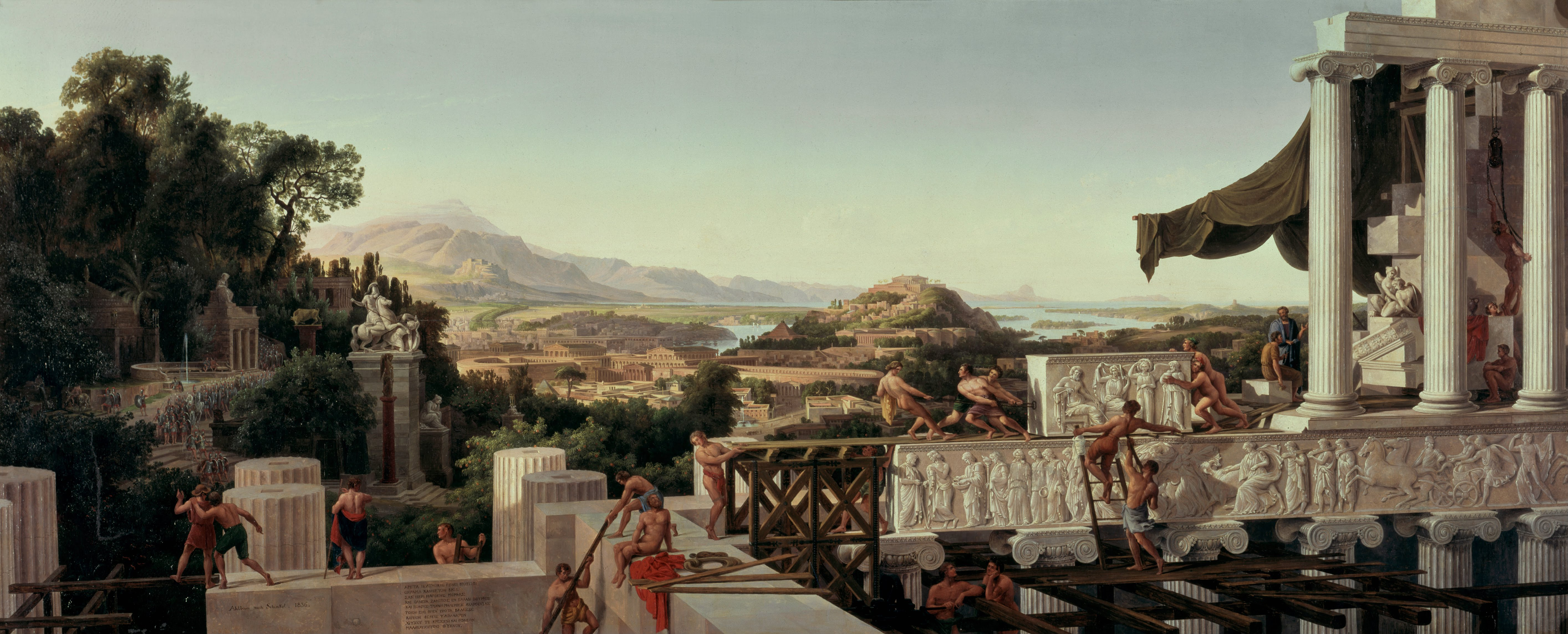
L'Âge d'or de la Grèce August Wilhelm Julius Ahlborn. 1836

La frise est restée très peu connue en Occident jusqu'à son arrivée au British Museum au début du XIXe siècle. Cependant, les liens avec la Grèce et Athènes n'avaient pas tout à fait disparu. La frise au-dessus du portique en façade de la villa médicéenne de Poggio a Caiano pourrait avoir été inspirée par celle du Parthénon, via Cyriaque d'Ancône. L'architecte de la villa, Giuliano da Sangallo, connaissait les dessins que le voyageur avait faits. Plus tard, l'influence de la frise aurait pu se faire sentir, comme dans l'attitude de Vénus pointant Psyché à son fils Amour dans la loggia de Psyché par Raphaël (1517) qui rappelle celle d'Aphrodite montrant l'arrivée de la procession à son fils Éros.
Ce fut surtout après l'arrivée à Londres des marbres prélevés par l'équipe d'Elgin que l'influence de la frise se fit sentir fortement dans l'art occidental. En 1807, Charles Robert Cockerell fut le premier artiste à dessiner la frise depuis qu'elle avait quitté le Parthénon. On lui doit une des meilleures reproductions de la plaque Nord XXXVII. Après son Grand Tour, Cockerell fut un des principaux architectes du « Greek Revival » en Grande-Bretagne. À Burlington House, ensuite, les artistes continuèrent malgré les mauvaises conditions à venir dessiner les marbres. À cette époque, un sculpteur fit même un modèle réduit de la frise. L'influence ne toucha pas tant les peintres et sculpteurs que les architectes qui s'en inspirèrent pour les décors de leurs bâtiments, dans le style « Greek Revival » principalement. Ainsi, le bâtiment du Club Athenaeum dessiné par Decimus Burton (1827-1830) est orné d'une reproduction fidèle de la frise sur fond bleu (influence Wedgwood). Par ce biais, la frise fut ensuite utilisée comme motif de papier peint. Tout au long du XIXe siècle, une fois correctement exposée au British Museum, la frise (et le reste des marbres) devint une référence artistique, au point d'avoir parfois rigidifié la production dans le classicisme. L'influence ne se fit pas sentir qu'au Royaume-Uni. En Allemagne, des peintres comme Karl Friedrich Schinkel avec L'Âge d'or de la Grèce (1825) ou August Wilhelm Julius Ahlborn (qui copia cette œuvre en 1836) utilisèrent la frise. Dans ce cas cependant, il semblerait que ce furent plutôt les dessins de Stuart et Revett qui furent copiés et non les marbres eux-mêmes.
Il semblerait aussi que les moulages eurent un impact plus important à travers le monde que directement les marbres exposés au British Museum. Dès 1816, le sculpteur Richard Westmacott réalisa pour le musée une série de moules. Celle-ci ne suffisant pas à répondre à la demande des universités, écoles d'art et musées mondiaux, une seconde série fut réalisée en 1838. Après l'indépendance grecque, la Grande-Bretagne offrit au nouveau roi Othon Ier des moulages en ciment. Ils arrivèrent au Pirée en 1846. On trouve, dans les carnets de croquis puis dans les œuvres de nombreux sculpteurs, des éléments inspirés de la frise du Parthénon. Par exemple, le Castor et Pollux d'Horatio Greenough incorpore, pour le cavalier au premier plan, des éléments des personnages Ouest 2, 8 et 10. Edgar Degas a dessiné le bloc XV vers 1855-1856, ce qui lui a servi ensuite pour ses nombreuses œuvres avec des chevaux. Même un peintre très éloigné du néoclassicisme comme Thomas Eakins a travaillé sur des moulages disponibles à Philadelphie. Les chevaux de son Phidias Studying for the Frieze of the Parthenon (Phidias réalisant des études préparatoires pour la frise du Parthénon) ressemblent à ceux de la plaque Ouest IX.
Parmi les dix génisses de la frise sud, les plus célèbres sont celles des plaques XLIII et XL, la première tentant de s'échapper et faisant peur à la seconde, qui lève la tête. Cette dernière aurait, via divers vases attiques, inspiré à John Keats le vers « that heifer lowing at the sky » dans Ode on a Grecian Urn,.
Le 15 juin 2014, au Ulriksdals Slottsteater de Solna, en Suède, dans le cadre du festival O/modernt, a été donnée une cantate de 40 minutes en huit mouvements, intitulée Panathenaia. Cette œuvre a été écrite par le compositeur britannique Thomas Hewitt Jones, sur un livret de Paul Williamson, inspiré de la frise du Parthénon,.

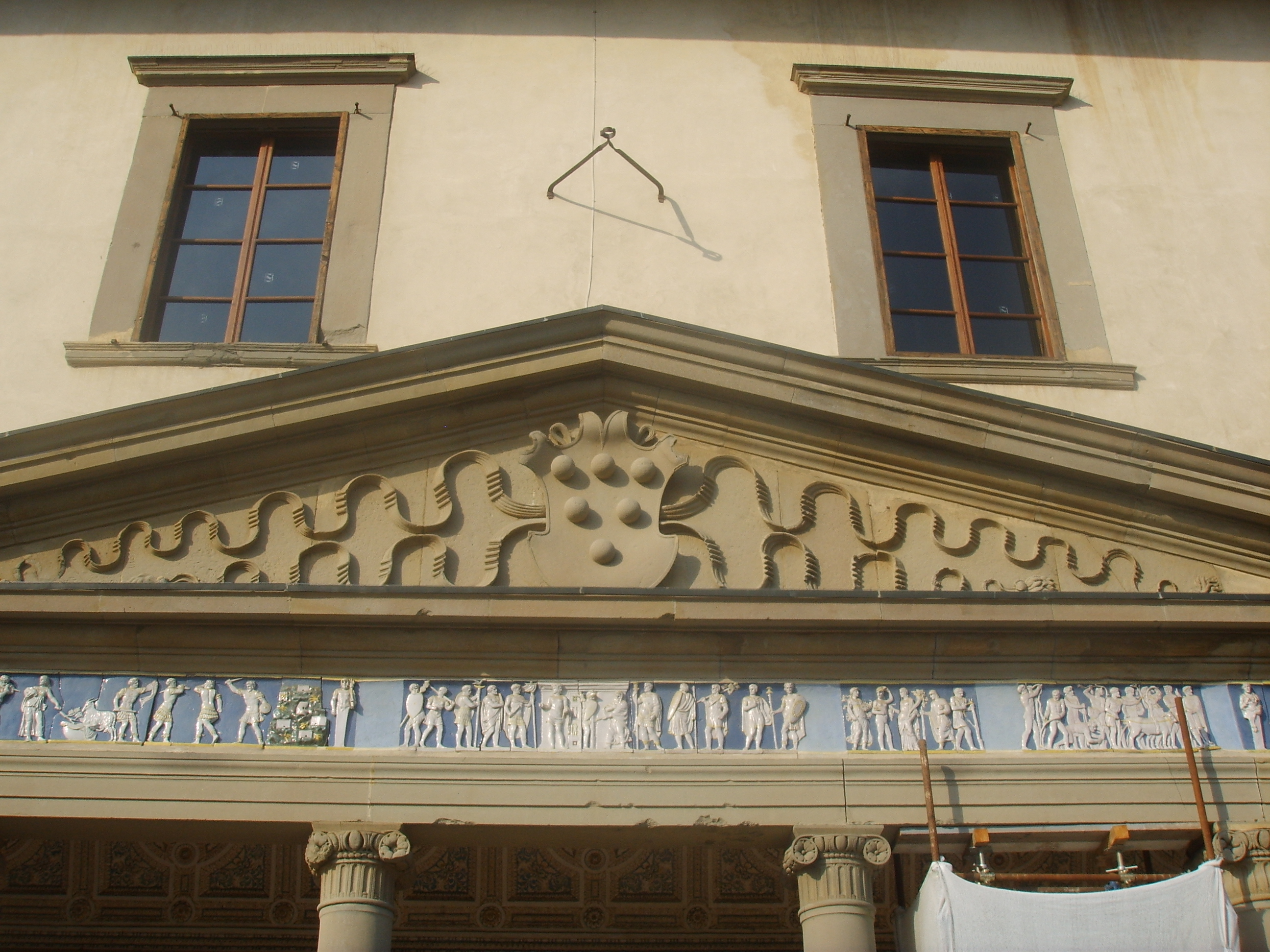
Portique de la villa médicéenne de Poggio a Caiano. La frise évoque celle du Parthénon.
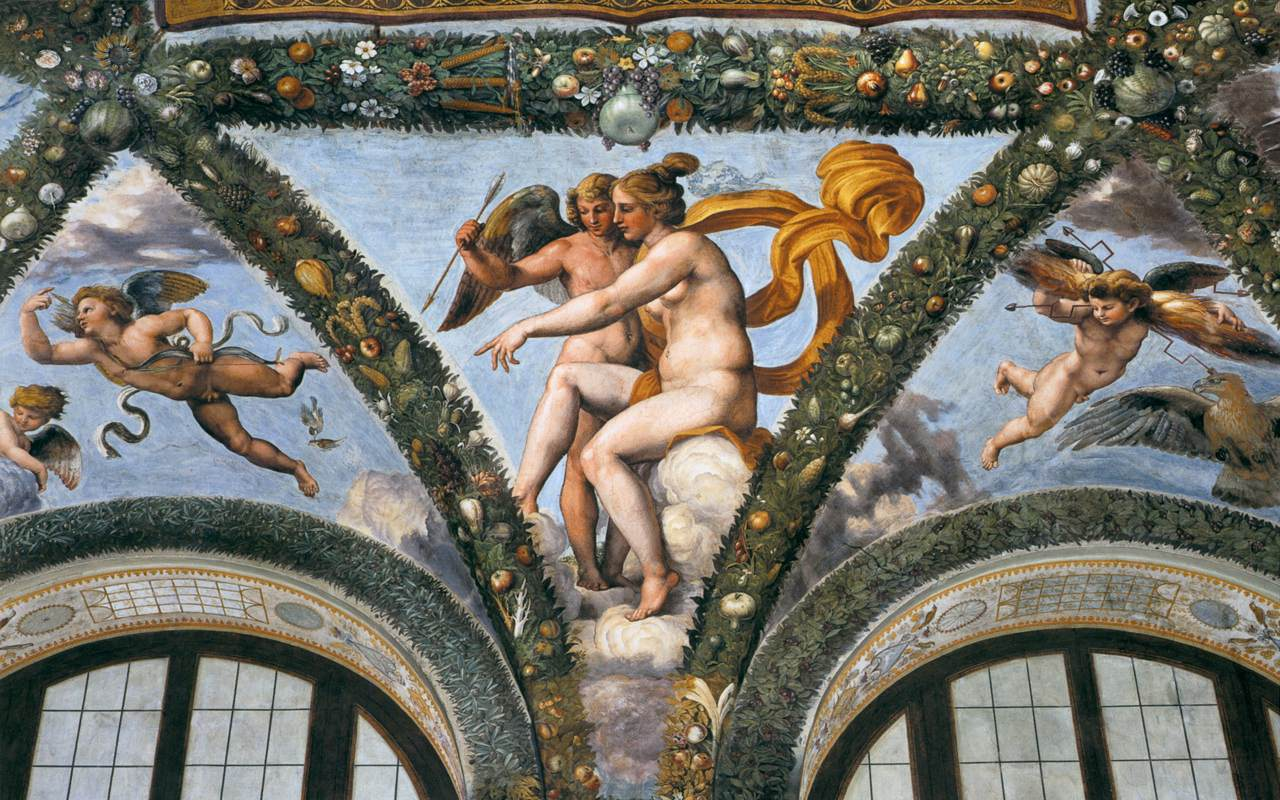
Vénus et Amour dans la loggia de Psyché par Raphaël (1517) rappelle Aphrodite et Éros sur le Parthénon. Villa Farnesina.
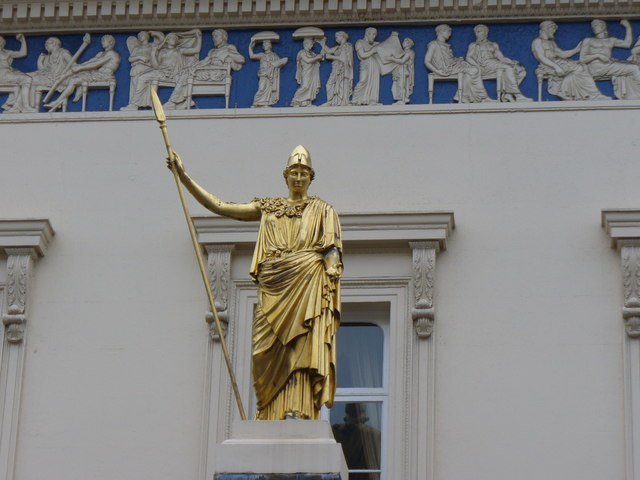
Reproduction fidèle de la frise sur le bâtiment du Club Athenaeum (Decimus Burton 1827-1830). Londres.
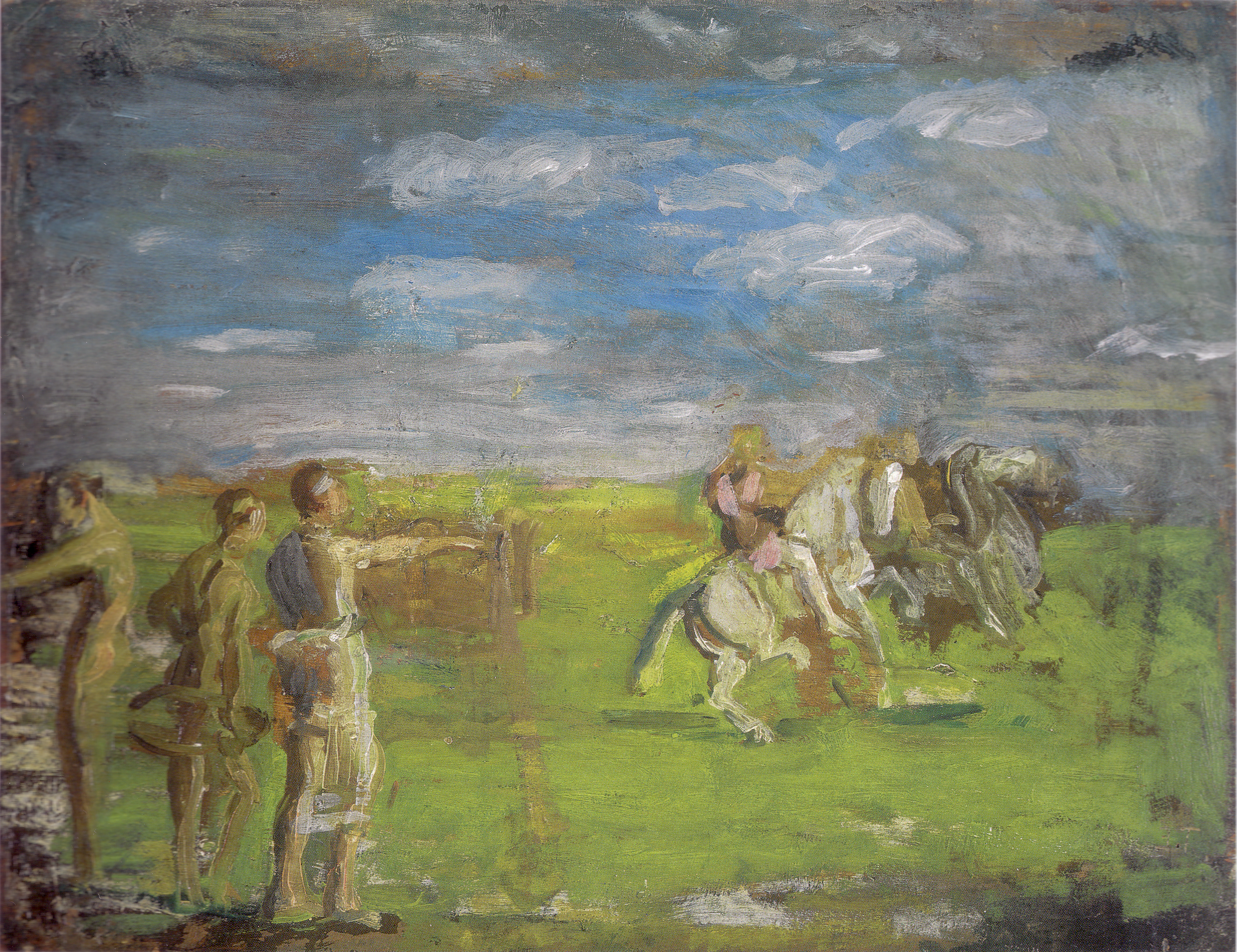
Phidias Studying for the Frieze of the Parthenon, Thomas Eakins, vers 1890. Collection de l'Eakins Press Foundation.